# Gia Long
Gia Long (chữ Hán: 嘉隆; 8 tháng 2 năm 1762 – 3 tháng 2 năm 1820), tên húy là Nguyễn Phúc Ánh (阮福暎), thường được gọi là Nguyễn Ánh (阮暎), là một nhà chính trị, nhà quân sự người Việt Nam, vị vua sáng lập nhà Nguyễn, triều đại quân chủ cuối cùng trong lịch sử Việt Nam. Ông trị vì từ năm 1802 đến khi qua đời năm 1820, được truy tôn miếu hiệu là Nguyễn Thế Tổ (阮世祖). Trong suốt thời gian trị vì ông chỉ sử dụng một niên hiệu là Gia Long (嘉隆), nên thường được gọi là Gia Long Đế.
Nguyễn Ánh là cháu nội của chúa Nguyễn Phúc Khoát, vị chúa Nguyễn áp chót ở Đàng Trong. Sau khi gia tộc chúa Nguyễn bị quân Tây Sơn lật đổ vào năm 1777, ông trốn chạy và bắt đầu cuộc chiến 25 năm với Tây Sơn để khôi phục ngôi vị. Ban đầu Nguyễn Ánh chịu nhiều thất bại lớn, có lúc phải chạy sang Xiêm La và sống lưu vong ở đây trong ba năm. Để chống Tây Sơn, ông nhiều lần cầu viện nước ngoài, bao gồm việc mời quân Xiêm đánh vào Nam bộ, hứa cắt đất và cống nạp để mời quân Pháp, và chở 50 vạn cân gạo để giúp quân Thanh đang chiếm đóng Bắc bộ
Năm 1787, ông đã trở lại và giữ vững được Nam Bộ. Về sau, lúc Tây Sơn suy yếu sau cái chết đột ngột của vua Quang Trung vào năm 1792, Nguyễn Ánh bắt đầu tiến đánh nhà Tây Sơn và đến năm 1802 thì đánh bại Tây Sơn, lên ngôi hoàng đế, lập ra nhà Nguyễn, thống nhất đất nước và kết thúc nhiều thế kỷ nội chiến ở Việt Nam. Triều đại của Gia Long đã chính thức sử dụng quốc hiệu Việt Nam. Ông cũng quyết định đóng kinh đô tại thủ phủ cũ của các Chúa Nguyễn là Phú Xuân (Huế). Lãnh thổ nước Việt thời Gia Long về cơ bản được định hình giống như ngày nay, kéo dài từ biên giới với Trung Quốc tới vịnh Thái Lan, bao gồm cả quần đảo Hoàng Sa và Trường Sa, tuy nhiên ông đã công nhận vùng đất Trấn Ninh - vốn được nhà Hậu Lê tuyên bố chủ quyền trong hơn 300 năm, thuộc về vương quốc Vạn Tượng để đền đáp sự ủng hộ của họ trong cuộc chiến với nhà Tây Sơn.
Về đối ngoại, ông là người mở đường cho sự can thiệp của người Pháp ở Việt Nam qua việc mời người Pháp giúp xây dựng các thành trì lớn, huấn luyện quân đội và khoan thứ cho việc truyền đạo Công giáo tại Việt Nam. Về mặt đối nội, nước Việt thời Gia Long không được ổn định, do Gia Long tăng thuế khóa và lao dịch quá nặng nên bị người dân bất bình, chỉ trong 18 năm đã có khoảng 90 cuộc khởi nghĩa nổ ra trên cả nước. Gia Long cũng xóa bỏ các cải cách tiến bộ của triều Tây Sơn để thay bằng việc áp dụng các chính sách cai trị phong kiến khá bảo thủ, tiêu biểu là việc cấm thương nhân người Việt buôn bán với ngoại quốc, soạn Hoàng triều luật lệ hay còn gọi là "luật Gia Long", gần như chép nguyên mẫu từ luật của nhà Thanh (Trung Quốc) nên khá khắc nghiệt và không được tiến bộ như bộ luật Hồng Đức của nhà Hậu Lê. Các chính sách bảo thủ là nguyên nhân khiến nước Việt thời nhà Nguyễn dần trở nên trì trệ, lạc hậu, không thích ứng kịp với thời đại mới và bị đế quốc Pháp xâm chiếm vào nửa thế kỷ sau.

## Thời trẻ
Nguyễn Ánh sinh vào ngày 15 tháng 1 năm Nhâm Ngọ (tức ngày 8 tháng 2 năm 1762), là con trai thứ ba của vương tử Nguyễn Phúc Luân và Nguyễn Thị Hoàn. Khi còn nhỏ Nguyễn Ánh còn có tên khác là Nguyễn Phúc Chủng (阮福種) và Noãn (暖).
Nguyễn Ánh sinh ra vào thời kỳ nước Đại Việt bị chia làm hai, lấy ranh giới ở sông Gianh (Quảng Bình): từ sông Gianh ra Bắc là Đàng Ngoài có nhà nước của vua Lê – chúa Trịnh; lãnh thổ từ sông Gianh vào Nam là Đàng Trong, nằm dưới sự cai trị của chúa Nguyễn. Chúa Nguyễn tự đặt chính sách kinh tế, quân sự, tài khóa riêng cho Đàng Trong, dù trên danh nghĩa các chúa Nguyễn vẫn là quan của nhà Lê, hàng năm nộp cống và dùng niên hiệu của vua Lê. Ông nội Nguyễn Ánh là Vũ vương Nguyễn Phúc Khoát, chúa thứ 8 của họ Nguyễn. Vũ vương mất năm 1765; trước đó thế tử Nguyễn Phúc Hiệu đã chết, con thế tử là Nguyễn Phúc Dương còn nhỏ, nên Vũ vương có di chiếu truyền ngôi cho Phúc Luân. Nhưng quan phụ chính Trương Phúc Loan chuyên quyền, bèn sửa di chiếu lập con thứ 12 của Vũ vương là Phúc Thuần làm chúa. Phúc Luân bị bắt giam và chết trong ngục; năm đó Nguyễn Ánh mới 4 tuổi.

## Trốn chạy Tây Sơn
Khi Nguyễn Ánh được 9 tuổi (1771), 3 anh em Nguyễn Nhạc, Nguyễn Huệ, Nguyễn Lữ lấy binh ở Tây Sơn chống chúa Nguyễn. Năm ông 13 tuổi (1775), chúa Nguyễn bị quân Lê – Trịnh do Hoàng Ngũ Phúc chỉ huy và quân Tây Sơn đánh kẹp từ hai mặt. Nguyễn Ánh và 4 anh em trong nhà đi theo Nguyễn Phúc Thuần chạy vào Quảng Nam rồi vượt biển vào khu vực Gia Định (vùng miền Nam Việt Nam ngày nay).
Tháng 2 năm 1776, Nguyễn Ánh dù còn nhỏ tuổi vẫn được cho giữ chức Chưởng sứ coi binh Tả Dực, và cho dự họp bàn việc quân.
Cùng tháng, Nguyễn Lữ lãnh binh Tây Sơn đánh Gia Định. Chúa Nguyễn rút về Bà Rịa, Trấn Biên ra lệnh Cần Vương. Nguyễn Lữ lãnh binh Tây Sơn cướp bóc Gia Định rồi quay về Quy Nhơn.
Trong thời gian ở Gia Định, nội bộ quân chúa Nguyễn xảy ra tranh chấp giữa phe ủng hộ Nguyễn Phúc Thuần của Đỗ Thanh Nhơn và phe ủng hộ Nguyễn Phúc Dương của Lý Tài, còn Nguyễn Ánh trú tại Ba Giồng (Tam Phụ) với quân Đông Sơn.
Tháng 10, Vua Cao Miên là Nặc Ông Vinh nhân thấy chúa Nguyễn nguy khốn, không chịu triều cống. Chúa sai Chưởng cơ Trương Phước Thận, Phó Tiết chế Nguyễn Cửu Tuấn theo giúp Nguyễn Ánh thảo phạt.
Đầu năm 1777, Nguyễn Huệ tiến đánh Sài Gòn. Giữa năm 1777, Thái thượng vương Nguyễn Phúc Thuần, Tân Chính vương Nguyễn Phúc Dương cùng vài người anh em ruột của Nguyễn Ánh và nhiều người khác trong gia tộc chúa Nguyễn bị Nguyễn Huệ bắt giết hết. Về phần Nguyễn Ánh thời gian này đang đi cùng với Nguyễn Phúc Dương cũng xém bị bắt giết, may được một đứa trẻ con nhà kép hát che giấu nên trốn thoát.
Tiếp đến, Nguyễn Ánh được một linh mục Công giáo tên là Phaolô Hồ Văn Nghị và một thầy giảng tên Toán che chở tại khu vực Rạch Giá rồi sau đó lén giúp ông thoát sang Hà Tiên. Tại đây, Nguyễn Ánh ban đầu đến trú tại nhà của Giám mục thuộc Hội Thừa sai Ba Lê là Bá Đa Lộc (Pigneau de Behaine), rồi trốn vào rừng để ẩn nấp quân Tây Sơn truy kích. Nhận được tin báo từ Phaolô Hồ Văn Nghị, Bá Đa Lộc đang tránh Tây Sơn ở Cao Miên bèn trở về, mang theo một người Pháp tên Gioang (Jean) đến gặp và theo giúp Nguyễn Ánh. Sau đó, Bá Đa Lộc giúp Nguyễn Ánh trốn sang đảo Poulo Panjang (đảo Thổ Châu) sau khi quân lùng bắt của Tây Sơn rút đi.
Sau chừng một tháng trốn chạy, khi Nguyễn Huệ và Nguyễn Lữ đã về Quy Nhơn thì Nguyễn Ánh lại trở lại Long Xuyên, tiến lên Sa Đéc với Đỗ Thanh Nhơn và Lê Văn Quân; ông ra hịch cáo quân và thu nhận được thêm một đội quân cùng các tướng Nguyễn Văn Hoằng, Tống Phước Khuông, Tống Phước Luông và Hồ Văn Lân...
Khi Nguyễn Ánh lưu lạc trong dân gian đã để lại nhiều giai thoại. Những địa danh ở Nam Bộ ngày nay có tên Long đánh dấu những nơi ngày xưa Nguyễn Ánh từng đặt chân đến. Theo giai thoại, ông dẫn quân về nơi ngày nay là Lấp Vò (Đồng Tháp), bị quân Tây Sơn truy đuổi, khi đi qua vùng đất ẩm đoàn quân để lại dấu chân rất dễ bị địch lần theo. Đêm đó Nguyễn Ánh khấn rằng "Nếu số mạng của quân ta chưa tận xin hãy lấp dấu chân đi để kẻ địch không thể truy tìm". Sáng ra thì trời mưa to, mọi vết tích của đoàn quân đều mất. Về sau người ta gọi địa danh đó là "Lấp Vò", cách nói trại của lấp giò, ám chỉ lấp dấu chân, dấu giò. Cũng trong thời gian đóng quân ở Đồng Tháp, Nguyễn Ánh đã cho lập hai căn cứ đóng quân tại nơi mà ngày nay huyện Lai Vung, với mục đích trấn thủ hai vị trí chiến lược dẫn ra sông Hậu và sông Tiền. Hai căn cứ đó là Bảo Tiền và Bảo Hậu, ngày nay chỉ còn là phế tích. Tại Bảo Tiền vẫn còn đền thờ Gia Long và cây cổ thụ mấy trăm tuổi.
Tháng 11 âm lịch năm 1777, ông tập hợp một đạo quân mặc toàn áo tang bất ngờ tấn công dinh Long Hồ và sau đó nhanh chóng đuổi quan trấn thủ Tây Sơn tại Gia Định là Tổng đốc Chu (hay Tổng đốc Châu), lấy lại thành Sài Gòn tháng 12 cùng năm.

## Xưng vương ở Nam Bộ

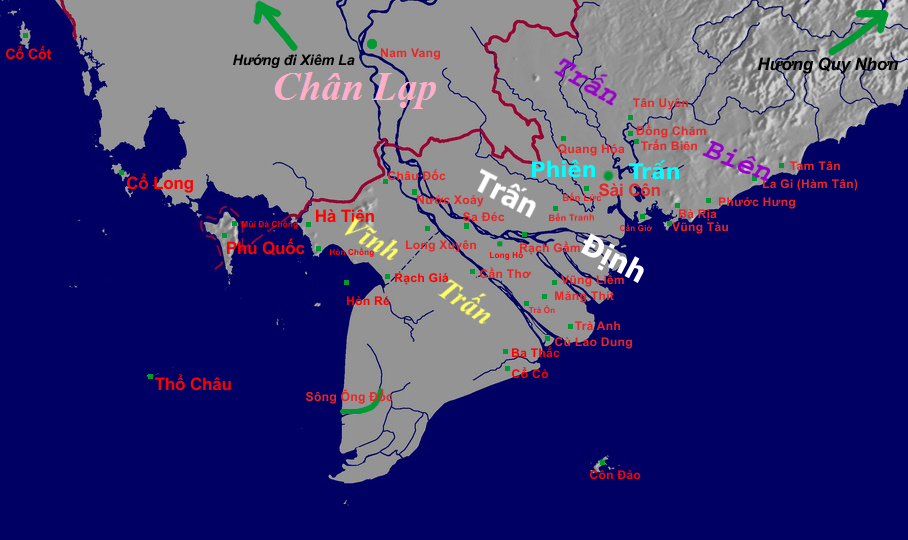
Lược đồ một số địa danh ở Gia Định cuối thế kỷ XVIII xuất hiện trong bài viết. Bản đồ này chứa đựng hầu hết các địa danh ở miền nam Việt Nam và khu vực lân cận xuất hiện trong bài viết (riêng địa danh Long Xuyên thế kỷ XVIII nay là Cà Mau, Long Xuyên trong bản đồ này chỉ là địa danh từ cuối thế kỷ XIX khi thuộc Pháp).

Năm 1778, khi Nguyễn Ánh được 17 tuổi, các tướng tôn ông làm Đại nguyên súy Nhiếp quốc chính. Ngay lập tức, vào tháng 2 năm 1778, Tây Sơn phái Tổng đốc Chu, Tư khấu Uy và Hộ giá Phạm Ngạn vào đánh Gia Định. Họ nhanh chóng đánh chiếm các vùng Trấn Biên, Phiên Trấn và một số khu vực ven biển. Nguyễn Ánh để Đỗ Thanh Nhơn giữ Gia Định rồi cùng Lê Văn Quân và Nguyễn Văn Hoằng đi đánh quân Tây Sơn ở khu vực Bến Lức. Tại Bến Lức, quân Nguyễn chặn được Tây Sơn rồi sau đó mở cuộc phản công, ngăn chặn và đẩy lùi được thủy binh Tây Sơn do Tư khấu Uy chỉ huy ở Bến Nghé rồi chiếm lại được Trấn Biên. Thủy binh của Phạm Ngạn thì bị Lê Văn Duyệt phá, buộc ông này phải rút về lại Quy Nhơn.
Suốt các năm 1778 và 1779, Nguyễn Ánh ra sức củng cố và mở mang Phiên An trấn (vùng Sài Gòn-Gia Định-Long An hiện giờ) với mục đích biến vùng này thành căn cứ địa chống Tây Sơn. Ông cho tổ chức phân chia hành chính đất Gia Định dưới sự cố vấn của Bá Đa Lộc, đặt quan coi giữ, đóng thuyền, trữ lương chuẩn bị, xây dựng chiến lũy phòng thủ và củng cố lực lượng thủy bộ. Trong đó Nguyễn Ánh đặc biệt quan tâm tới thủy binh: ngay sau khi vừa được tôn làm Đại Nguyên soái, ông liền cho đóng ngay 50 chiến hạm đầu nhọn gọi là Long Lâm Thuyền. Hai năm sau, tướng Đỗ Thanh Nhơn lại đưa ra sáng kiến đóng thủy sư hai bánh (thuyền hai lái) với một bánh lái dài đi biển và bánh lái tròn đi sông, phía dưới thuyền có gác sàn che phiên tre hai bên bảo vệ thủy binh chèo thuyền, phía trên là bộ binh xung kích. Đây được xem là một sáng kiến cho kỹ thuật đóng thuyền thời bấy giờ.
Đỗ Thanh Nhơn vì có nhiều công lớn nên được Nguyễn Ánh trọng đãi, nhưng lại có biểu hiện hung bạo, cậy công, lấn lướt quyền hành với Nguyễn Ánh, tạo thêm vây cánh thậm chí muốn giành quyền lực. Thấy vậy, tướng Tống Phúc Thiêm bèn bày mưu để giết Đỗ Thanh Nhơn. Tháng 3 năm 1781, Nguyễn Ánh cùng Tống Phúc Thiêm lập mưu giả bệnh, gọi Thanh Nhơn đến rồi sai võ sĩ giết chết. Đây là một việc gây nhiều tai hại cho Nguyễn Ánh: sau đó dù ông đã nhanh chóng đưa ra chính sách chia cắt để làm suy yếu quân Đông Sơn của Đỗ Thanh Nhơn nhưng họ vẫn phản lại Nguyễn Ánh. Nguyễn Ánh phải ra sức đánh dẹp mãi, trong việc đánh dẹp này Thống binh Tống Văn Phước đã tử trận.

### Quan hệ với Chân Lạp và Xiêm La
Năm 1779, Chân Lạp xảy ra nội loạn do tranh giành ngôi vua, Nguyễn Ánh bèn sai Đỗ Thanh Nhơn, Hồ Văn Lân và Dương Công Trừng đi đánh Chân Lạp và giữ quân lại bảo hộ. Tháng 1 năm 1780, Nguyễn Ánh xưng vương, dùng theo niên hiệu Cảnh Hưng của nhà Lê và lấy ấn "Đại Việt quốc Nguyễn chúa Vĩnh Trấn chi bửu" làm ấn truyền quốc, phong cho Đỗ Thanh Nhơn chức Ngoại hữu, Phụ chính, Thượng tướng công. Cùng năm, người Miên ở Trà Vinh dưới sự chỉ huy của tù trưởng Ốc Nha lợi dụng tình hình nổi lên chống Nguyễn Ánh, ông sai Đỗ Thanh Nhơn và Dương Công Trừng đi đánh dẹp. Nguyễn Ánh ngoài ra còn cho đặt quan hệ ngoại giao với Xiêm La.
Ngay sau khi xưng vương, tháng 6 năm Canh Tý (1780), Nguyễn Ánh sai sứ là Cai cơ Sâm và Tĩnh đi sứ nước Xiêm. Khi ấy, thuyền buôn Xiêm từ Quảng Đông trở về đến phần biển Hà Tiên, bị lưu thủ Thăng (không rõ họ) giết và cướp hết của cải. Vua Xiêm là Taksin giận, đem Sâm và Tĩnh giam vào ngục. Lại có người Chân Lạp là Bô Ông Giao nói gièm với vua Xiêm rằng quân Gia Định đã gởi mật thư bảo Tôn Thất Xuân và Mạc Thiên Tứ làm nội ứng, mưu lấy thành Vọng Các. Vua Xiêm rất ngờ, liền bắt hết mọi người để tra hỏi. Mạc Tử Duyên (con của Thiên Tứ) hết sức cãi đó là chuyện vu cáo, bị vua Xiêm đánh chết. Thiên Tứ tự tử. Tôn Thất Xuân cùng Sâm, Tĩnh và quyến thuộc của Mạc Thiên Tứ cộng 53 người đều bị hại hết. Người Việt ngụ ở Xiêm đều bị dời hết ra nơi biên thùy.
Tháng 10 âm lịch năm 1781, vua Xiêm La là Taksin sai hai anh em đại tướng Chakri (Chất Tri) và Surasi (Sô Si) chỉ huy quân sang đánh Chân Lạp. Nguyễn Ánh cho sai Nguyễn Hữu Thụy và Hồ Văn Lân mang quân sang cứu Chân Lạp. Khi quân Việt và quân Xiêm còn đang đánh nhau thì ở Xiêm La, vua Taksin, có lẽ bị rối loạn tâm thần, bắt giam vợ con hai tướng Chakri, ở Xiêm lại xảy ra loạn do tướng Phraya San (Phan Nha Văn Sản - Oan Sản) cầm đầu. Hai tướng Xiêm là Chất Tri và Sô si buộc phải thỏa hiệp với Nguyễn Hữu Thụy, thề cứu nhau trong lúc hoạn nạn, rồi rút quân về nước dẹp loạn Phan Nha Văn Sản và giết luôn Taksin. Chất Tri đoạt ngôi, xưng là vua Rama I của Xiêm La, mở đầu nhà Chakri. Chính biến ở Xiêm khiến quan hệ giữa Nguyễn Ánh và Xiêm La thay đổi: từ chỗ đối kháng trở thành đồng minh.

### Thất thế trước Tây Sơn

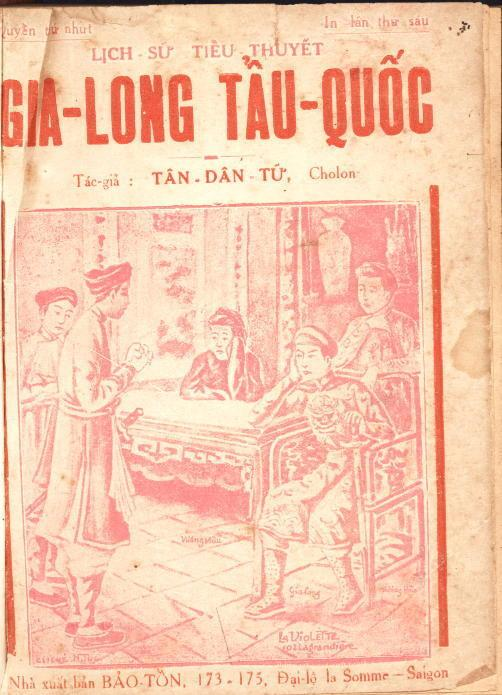
Hình trang bìa tác phẩm Gia Long tẩu quốc của Tân Dân Tử (1875-1955) mô tả về quá trình Nguyễn Ánh bôn tẩu khắp chốn Nam Hà, điều này đã làm nảy sinh cụm từ "Gia Long tẩu quốc" (Gia Long bôn tẩu vì nước), về sau trở thành chủ đề văn học được viết thành tiểu thuyết, chuyển thể thành cải lương, được in chạm vào các sản phẩm gốm sứ ở miền Nam Việt Nam.

Đến thời điểm mùa hè năm 1781, quân đội của Nguyễn Ánh phát triển lên đến khoảng 3 vạn người với 80 chiến thuyền đi biển, trong đó có 3 thuyền lớn và 2 tàu đánh thuê Bồ Đào Nha do Giám mục Bá Đa Lộc giúp Nguyễn Ánh mời được. Có lực lượng khá mạnh, ông bèn tổ chức tấn công Tây Sơn đánh tới tận đất Phú Yên nhưng sau cùng phải rút chạy vì gặp lực lượng bộ binh rất mạnh của Tây Sơn. Tức giận vì tốn kém nhưng không thu được kết quả, quan lại Gia Định để cho một người phụ việc của Bá Đa Lộc là cai cơ Manuel lập mưu giết chết các tay lính đánh thuê Bồ Đào Nha và cướp tàu của họ.
Tháng 3 năm 1782, vua Tây Sơn là Thái Đức đế Nguyễn Nhạc cùng em trai là Nguyễn Huệ mang quân thủy bộ Nam tiến. Tây Sơn đụng trận dữ dội ở sông Ngã Bảy và cửa biển Cần Giờ với quân Nguyễn do chính Nguyễn Ánh chỉ huy. Dù lực lượng thuyền của Tây Sơn yếu hơn, nhưng nhờ lòng can đảm, họ đã phá tan quân Nguyễn đồng thời buộc Manuel tự sát, tuy vậy quân Tây Sơn cũng thiệt hại khá nhiều binh lực. Nguyễn Ánh thất trận bỏ chạy về Ba Giồng, rồi có khi trốn sang tận rừng Romdoul, Chân Lạp (rừng Romdoul là khoảng khu vực phía bắc tỉnh Svay Rieng). Tây Sơn đuổi theo vào cuối tháng 4 âm lịch, bắt vua quan Chân Lạp là Ang Eng hàng phục và buộc tất cả những người Việt ở đấy phải về nước nhưng Nguyễn Ánh lại trốn kịp. Tướng Tống Phước Thiêm bị quân Đông Sơn bắt giết.
Vua Thái Đức khi chiếm lại Nam Bộ thì gặp phải sự chống đối mạnh của người Hoa, ủng hộ Nguyễn Ánh tại đây. Tháng 4 âm lịch năm 1782, tiết chế dinh Bình Thuận là Tôn Thất Dụ đem Tả chi Trần Xuân Trạch, thuộc tướng là Trần Văn Tự, và thuộc tướng đạo Hòa Nghĩa là Trần Công Chương vào cứu viện Nguyễn Ánh. Quân Nguyễn Ánh giết được Hộ giá Tây Sơn là Phạm Ngạn ở cầu Tham Lương. Đô đốc Phạm Ngạn, người vốn rất thân thiết với Nguyễn Nhạc và Nguyễn Huệ, tử trận và đồng thời binh lính Tây Sơn thương vong nhiều trong khi đánh dẹp. Hay tin, Nguyễn Nhạc rất đau đớn và cho rằng người Hoa có tham gia trong đội quân Hòa Nghĩa giết Phạm Ngạn. Để trả thù, ông tiến hành tàn sát hơn một vạn người Hoa ở vùng Gia Định và tàn phá nặng nề vùng Cù lao Phố. Vụ tàn sát này cộng với vụ tương tự trước kia Tây Sơn thực hiện ở Hội An khiến cho cộng đồng người Hoa giàu có, vốn dĩ trước đã có cảm tình nhiều hơn với Nguyễn Ánh, nay quay sang ủng hộ Nguyễn Ánh hết lòng cho đến hết cuộc chiến, khiến cho ông có được một nguồn lực kinh tế rất lớn. Ngoài ra, việc này còn cản chân Tây Sơn trong việc truy bắt Nguyễn Ánh, khiến cho Nguyễn Ánh có cơ hội quay trở về Giồng Lữ (Lữ Phụ). Một đô đốc Tây Sơn là Nguyễn Học đem quân đuổi theo Ánh bị quân Nguyễn bắt giết khiến cho Nguyễn Ánh thu giữ được 80 thuyền của Tây Sơn. Nguyễn Ánh thấy vậy định kéo về chiếm lại Gia Định nhưng gặp Nguyễn Huệ dàn binh quay lưng ra sông đánh bại khiến Nguyễn Ánh phải bỏ chạy, Lưu thủ Thăng và Tiên phong Túy đón Nguyễn Ánh về miền Hậu Giang.
Nguyễn Ánh sai Nguyễn Hữu Thụy, Trần Xuân Trạch cùng Cai cơ Cao Phước Trí mượn đường Chân Lạp sang Xiêm La cầu viện nhưng quân Chân Lạp lại hợp tác với Tây Sơn, giết các tướng của Nguyễn Ánh. Nguyễn Ánh lui về Rạch Giá, Chân Lạp lại cho 30 chiến thuyền vây đánh đến Sơn Chiết, Tiên phong Túy chặn được quân Chân Lạp. Nguyễn Ánh lại rút tiếp ra Hà Tiên rồi theo thuyền nhỏ trốn ra Phú Quốc.
Tháng 5 âm lịch năm 1782, nhận thấy Nguyễn Ánh đã hết sức phản kháng, anh em Tây Sơn rút quân về Quy Nhơn, để lại hai hàng tướng của quân Đông Sơn là Đỗ Nhàn Trập và Hộ bộ Lãnh (hoặc Bá) lãnh 3.000 quân đóng ở đồn Bến Nghé để trấn giữ Gia Định. Châu Văn Tiếp, một tướng trước đây từng theo Tây Sơn, cùng Nguyễn Phước Mân (Tôn Thất Mân) lại từ Bình Thuận mang quân vào đánh chiếm được Gia Định và đón Nguyễn Ánh trở về. Quân Tây Sơn do Đỗ Nhàn Trập chỉ huy rút chạy về Quy Nhơn. Ngay lập tức Nguyễn Ánh tìm cách tổ chức lại Gia Định nhưng quân của ông rất yếu ớt vì các thất bại trước, buộc ông phải sai sứ là Lê Phước Điển và Lê Phước Bình sang Xiêm kết giao trước để đề phòng Tây Sơn, đồng thời ủy thác cho Bá Đa Lộc chuẩn bị trước thuyền bè để khi Tây Sơn đến có đường mà đi. Sau đó, Nguyễn Ánh cho các tướng lập các đồn binh trên sông Vàm Cỏ và Gia Định để tăng sức phòng thủ trước Tây Sơn.
Tháng 2 âm lịch năm 1783, Nguyễn Nhạc sai Nguyễn Huệ và Nguyễn Lữ mang quân tiến đánh Gia Định. Quân Tây Sơn từ biển Cần Giờ ngược dòng tiến lên đánh Gia Định. Dù Nguyễn Ánh đã lập tuyến phòng thủ trước nhưng vẫn bị quân Tây Sơn phá tan trong trận đánh ở cửa Cần Giờ. Tướng của Nguyễn Ánh là Nguyễn Phước Mân bị giết chết, Dương Công Trừng bị bắt sống, chỉ riêng Châu Văn Tiếp chạy thoát. Bản thân Nguyễn Ánh buộc phải bỏ chạy về Ba Giồng cùng tướng Nguyễn Kim Phẩm với tầm 100 quân.
Tháng 4 âm lịch, Nguyễn Ánh sai Nguyễn Kim Phẩm làm tiên phong và Nguyễn Huỳnh Đức chỉ huy một đạo quân người Chân Lạp làm hậu ứng, tập hợp cùng các tướng Tôn Thất Dụ, Nguyễn Đình Huyên, Lại bộ Hồ Đồng, Binh bộ Minh, Tham nghị Trần Đại Thể, Tham mưu Trần Đại Huề (con Đại Thể), Hoảng làm Tả chi, Nguyễn Văn Quý làm Hữu chi, quay về đóng quân ở Đồng Tuyên. Nguyễn Huệ hay tin, kéo quân đánh phá Đồng Tuyên, quân Nguyễn Ánh thua to. Trong trận này, Đồng bị Tây Sơn bắt, còn Minh, Quý, Thuyên và Huề đều chết. Riêng Nguyễn Ánh chạy về sông Lật Giang (nay là đoạn sông Vàm Cỏ Đông ngang Bến Lức) dưới sự truy sát của Tây Sơn, tới khúc sông gặp nước chảy mạnh, nhiều tùy tùng chết đuối, còn Nguyễn Ánh nhờ biết bơi nên bơi qua được. Chạy đến sông Đăng Giang, sông có nhiều cá sấu, không thể bơi qua được, may lúc ấy có con trâu nước đang nằm bên bờ, Nguyễn Ánh cưỡi trâu sang sông. Qua được sông, Nguyễn Ánh đi Mỹ Tho và dong thuyền đem theo mẹ và vợ con ra đảo Phú Quốc.
Cùng lúc, Nguyễn Ánh sai Tôn Thất Cốc và tướng quân Hòa Nghĩa là Trần Đĩnh trở về cửa biển Cần Giờ dò xét quân Tây Sơn. Vì Cốc có mâu thuẫn nên giết Đĩnh. Việc này khiến hai thuộc hạ người Hoa của Đĩnh là Tổng binh Trần Hưng và Lâm Húc nổi dậy chiếm giữ Hà Tiên và chống Nguyễn Ánh. Nguyễn Ánh sai Nguyễn Kim Phẩm lấy lại Hà Tiên và cho Thái trưởng công chúa là Ngọc Đảo (con gái thứ bảy của chúa Nguyễn Phúc Khoát, gả cho Trương Phước Nhạc là Cai cơ thuyền Nghi Giang) lo việc quân nhu. Trần Hưng dẫn quân đánh úp, giết chết Phẩm và công chúa. Nguyễn Ánh tức giận, tự mang quân đến đánh, phe Hưng thua chạy. Tướng Xiêm là Vinh Li Ma ở đảo Cổ Long mang hơn chục chiến thuyền và 200 quân tới Hà Tiên theo Nguyễn Ánh. Có quân binh trong tay, Nguyễn Ánh cho tổ chức tầm 2-3 đợt cướp vùng Hà Tiên để kiếm khí giới và lương thực cho binh lính, nhưng cũng chính các hoạt động này khiến cho nơi trú ẩn của Nguyễn Ánh bị lộ.
Tháng 6 âm lịch, khi Nguyễn Ánh lui ra đóng ở tại đảo Điệp Thạch (hòn Đá Chồng) thuộc Phú Quốc thì một thống suất của quân Tây Sơn là Phan Tuấn Thuận bất ngờ kéo quân ra truy kích, tình thế bức bách khiến tướng Lê Phước Điển phải dùng kế hy sinh. Ông này mặc áo ngự đóng giả Nguyễn Ánh khiến Tây Sơn bắt nhầm. Nguyễn Ánh đi thuyền khác thoát chạy ra được đảo Côn Lôn trong khi các thuộc tướng khác đều bị Tây Sơn bắt và giết sau khi dụ hàng không được.
Tháng 7 âm lịch, dò biết được Ánh đang đóng ở ngoài đảo (là đảo nào thì sử liệu chép khác nhau: Huỳnh Minh ghi rằng Phú Quốc, Tạ Chí Đại Trường cho là Cổ Long còn Thực lục thì lại chép là Côn Lôn), Nguyễn Huệ sai phò mã Trương Văn Đa của Tây Sơn kéo quân vây đánh 3 vòng trùng trùng điệp điệp. Nhưng lúc này bất ngờ có bão biển, mây mù kín mít, các thuyền Tây Sơn phải giãn ra và một số bị đánh đắm. Nguyễn Ánh thừa cơ lên thuyền trốn và sau bảy ngày đêm lênh đênh trên biển, ông quay ra hòn Cổ Cốt rồi lại về Phú Quốc. Thời gian này, vì thiếu lương thực binh sĩ Nguyễn Ánh phải đi hái cỏ, tìm củ mà ăn. Có người đàn bà buôn bán ở Hà Tiên tên là Thị Uyển chở một thuyền gạo đến dâng. Thuyền Nguyễn Ánh gặp gió, buồm và cột buồm bị hỏng, lại có thuyền buôn đem lá buồm đến dâng.
Chính trong thời gian này, với những khó khăn gặp phải và mối quan hệ của Nguyễn Ánh với Bá Đa Lộc ngày càng thắt chặt, hình ảnh nước Pháp ngày càng lớn dần trong tâm trí của Nguyễn Ánh, kèm theo đó là lời bày của Bá Đa Lộc khiến Nguyễn Ánh bắt đầu nảy sinh ý định cầu viện Pháp. Hay tin Bá Đa Lộc đang ở Chan Bô (Chanthaburi, Xiêm La), Nguyễn Ánh mời đến Phú Quốc và nhờ ông này làm sứ giả nhằm nhờ nước Pháp mang quân sang giúp. Nguyễn Ánh giao cho Bá Đa Lộc một tờ quốc thư 14 khoản cầu viện Pháp và cả quốc ấn để vị Giám mục này được toàn quyền thay mặt Nguyễn Ánh sang Pháp cầu viện triều đình vua Louis XVI. Đi kèm với Bá Đa Lộc là con cả của Nguyễn Ánh là Nguyễn Phúc Cảnh (để làm con tin) và Phó vệ úy Phạm Văn Nhân và Cai cơ Nguyễn Văn Liêm. Bá Đa Lộc đưa Nguyễn Phúc Cảnh đi rồi, Nguyễn Ánh cũng từ biệt gia đình đi nơi khác.
Nguyễn Ánh vẫn tiếp tục tìm cách quay lại Gia Định qua cửa biển Ma Ly (một cửa biển xưa thuộc Bình Thuận ngày nay), Tây Sơn nghe tin liền đưa hơn 20 chiến thuyền đuổi bắt khiến ông phải giăng bồm chạy sang hướng đông, lênh đênh hơn 7 ngày đêm mới thoát được về Phú Quốc. Sau đó, Nguyễn Ánh cùng Cai cơ Võ Văn Chính quay về khu vực Long Xuyên (nay là Cà Mau) tập hợp quân đợi sẵn. Thuyền Nguyễn Ánh về tới cửa biển Đốc Công (sông Ông Đốc) bắt giết được tướng Tây Sơn là Quản Nguyệt. Việc này đánh động tới quân Tây Sơn, tháng 8 âm lịch năm đó, Lưu thủ Tây Sơn là Nguyễn Hóa đem 50 chiến thuyền ngầm phục kích Nguyễn Ánh ở của biển Đốc Công. Quân Nguyễn Ánh bắt được một chiến thuyền Tây Sơn và hay tin, vội chạy nhanh ra biển, Hóa đuổi theo không kịp. Lúc này anh em Nguyễn Huệ và Nguyễn Lữ đã về Quy Nhơn, để Gia Định lại cho Trương Văn Đa và Chưởng tiền Bảo giữ. Nguyễn Ánh chạy ra hòn Chông, rồi sang đảo Thổ Châu.

### Cầu viện Xiêm La
Khi Bá Đa Lộc chưa kịp đi vì trái mùa gió thì Nguyễn Ánh liên tiếp gặp những thất bại trước quân Tây Sơn, do đó ông có ý chuyển sang cầu viện Xiêm La. Nguyên trước đó, khi Nguyễn Ánh còn phải lênh đênh trốn chạy, một tướng thân tín của ông là Châu Văn Tiếp chạy thẳng qua Xiêm cầu cứu.
Tháng giêng âm lịch năm 1784, Chưởng cơ Hồ Văn Lân đem quân sở bộ tiến đến đồn Tinh Phụ. Tôn Thất Hội nghe tin có viện binh đến, trổ vòng vây mà ra, thẳng tới sông Tân Hòa, hợp với quân Lê Văn Quân. Phò mã Tây Sơn là Trương Văn Đa đuổi đánh. Các tướng của Nguyễn Ánh thua chạy và tan rã, còn Lê Văn Quân chạy sang Xiêm.
Đến tháng 2 âm lịch năm Giáp Thìn (tháng 5 năm 1784), vua Xiêm La là Rama I sai Phraya Thatsada (Hầu tước Thát Xỉ Đa) đem thuyền sang Hà Tiên đón Nguyễn Ánh. Nguyễn Ánh, trước đó nhận được thư của Châu Văn Tiếp, tới Long Xuyên hội kiến tướng Xiêm rồi cùng 30 viên quan và mấy chục tướng sĩ theo sang Xiêm La hội kiến vua Xiêm tại Vọng Các (Bangkok) vào tháng 3 năm 1784 mà không màng việc thân tướng là Nguyễn Văn Thành hết sức can ngăn việc cầu viện nước ngoài.
Trước khi đi Xiêm, Nguyễn Ánh cho người đưa mẹ và vợ sang đảo Thổ Châu. Các thuộc hạ cùng đi sang Xiêm với Nguyễn Ánh là Tôn Thất Hội, Trương Phước Giáo, Hồ Văn Bôi, Lưu Văn Trung, Nguyễn Văn Trị, Nguyễn Văn Huấn, Trần Văn Xạ, Nguyễn Văn Tồn (người Khmer),  Bùi Văn Khoan, Lê Thượng và Nội trù Nguyễn Văn Hội, hơn 30 người, quân theo cũng vài mươi người.
Tháng 3 âm lịch, Nguyễn Ánh tới Vọng Các. Vua Xiêm Rama I vốn từng giao ước với tướng Nguyễn Hữu Thụy của Nguyễn Ánh trước đây ở Chân Lạp và lại cũng đang e ngại sự lớn mạnh của Tây Sơn có thể tranh giành ảnh hưởng với Xiêm ở Lào và Chân Lạp, nên đồng ý giúp Nguyễn Ánh để phân tán lực lượng Tây Sơn. Ngoài ra, Nguyễn Ánh cũng trọng dụng con cháu còn sống sót ở Xiêm của Mạc Thiên Tứ, nhất là Mạc Tử Sinh.
Tháng 6, Nguyễn Ánh về đánh Gia Định. Vua Xiêm cử sai hoàng điệt Krom Luang Thepharirak tên là Tan (sử Việt chép là hai tướng Chiêu Tăng và Chiêu Sương nhưng theo sử Xiêm thì chỉ là một người duy nhất) đem 2 vạn quân thủy cùng 300 chiến thuyền sang giúp. Ngoài ra còn có 3 vạn quân bộ tiến sang Chân Lạp với danh nghĩa giúp vua Chân Lạp, thực chất với ý đồ tạo gọng kìm phía Tây, chờ cơ hội tiêu diệt quân Tây Sơn. Tháng 7, liên quân Nguyễn Ánh - Xiêm La đánh bại đô đốc Tây Sơn là Nguyễn Hóa ở sông Trấn Giang, lấy được Rạch Giá, Ba Thắc, Trà Ôn, Mân Thít, Sa Đéc. Cùng đi với đại quân Xiêm là Mạc Tử Sinh - người con trai của Lãnh chúa Hà Tiên Mạc Thiên Tứ quá cố, hiện đang nương nhờ sự bảo trợ của Xiêm La. Nguyễn Ánh cho Mạc Tử Sanh làm Tham tướng giữ Hà Tiên.
Tháng 10, Châu Văn Tiếp tử trận khi đánh nhau với quân Tây Sơn của Chưởng tiền Bảo tại Mân Thít. Lại thêm trong thế tiến quân nhanh chóng, quân Xiêm ỷ thế làm đủ điều tàn bạo với dân chúng khiến cho Nguyễn Ánh rất thất vọng. Tháng 11, Lê Văn Quân làm Khâm sai Tổng nhung Chưởng cơ, quân Nguyễn Ánh chiếm các đồn Ba Lai, Trà Tân. Thái giám Lê Văn Duyệt đến hội quân với Nguyễn Ánh. Tham tướng Mạc Tử Sinh giữ Trấn Giang, Tham tán Nguyễn Thừa Diễn giữ Bình Áo (Vũng Bèo). Riêng về phía Tây Sơn thì tướng trấn thủ Gia Định là phò mã Trương Văn Đa thấy quân Xiêm thế lực mạnh, bèn cố thủ tại Gia Định và sai người về Quy Nhơn báo.

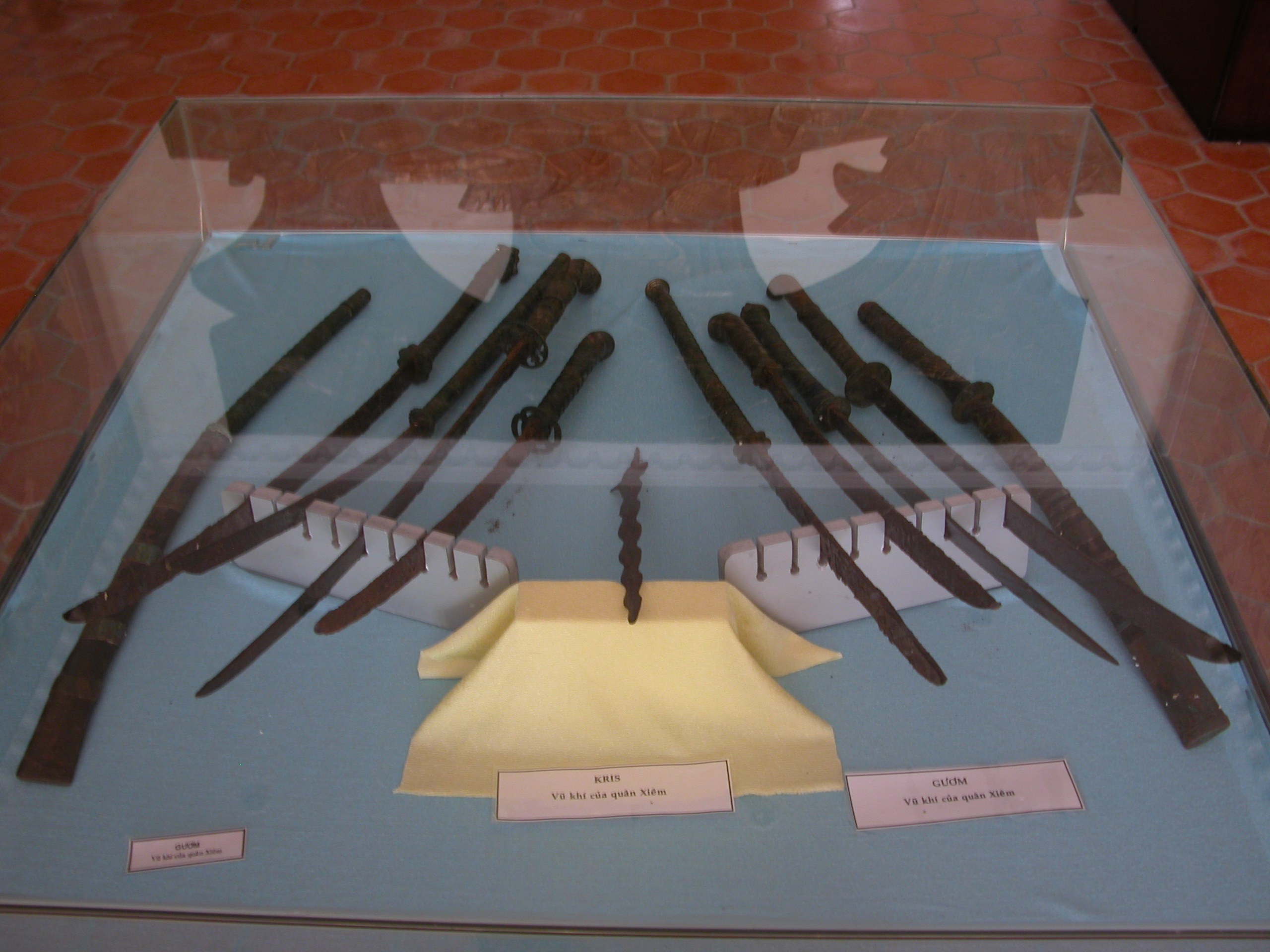
Vũ khí quân Xiêm bỏ lại sau trận Rạch Gầm-Xoài Mút.

Càng tiến vào sâu thì mâu thuẫn giữa quân Nguyễn, quân Xiêm và nhân dân Việt càng trở nên sâu sắc. Quân Xiêm cậy mình là kẻ có ơn cứu giúp Nguyễn Ánh nên đàn áp, cướp bóc nhân dân, khinh mạn cả Nguyễn Ánh và quân Nguyễn. Bởi vậy, trong thư đề ngày 25 tháng 1 năm 1785, Nguyễn Ánh đã than phiền với giáo sĩ J. Liot rằng:
| “ | Nay thì Xiêm binh tự do cướp giật, cưỡng hiếp phụ nữ, cướp bóc tài sản, giết bừa không tha già trẻ. Vậy nên, "giặc" Tây Sơn ngày một mạnh, thế quân Xiêm ngày một suy. | ” |

Tháng 12, Nguyễn Nhạc sai Long Nhương tướng quân Nguyễn Huệ đem quân vào đánh. Quân Tây Sơn đánh thắng lẫy lừng trong trận Rạch Gầm – Xoài Mút. Chỉ một trận quyết chiến diễn ra không đầy một ngày đã tiêu diệt gần 2 vạn quân Xiêm cùng mấy ngàn quân Nguyễn Ánh, chỉ sót vài nghìn người chạy theo đường thượng đạo trốn về nước. Từ sau vụ việc này, Nguyễn Ánh không còn trông mong gì vào Xiêm nữa vì "họ (Xiêm La) sợ quân Tây Sơn như sợ cọp".
Trong tập Kỷ yếu Hội nghị khoa học lịch sử nhân kỷ niệm 200 năm ngày chiến thắng Rạch Gầm – Xoài Mút tại Tiền Giang vào tháng 12-1984, trong đó bài tham luận của nhà sử học Phan Huy Lê đánh giá, nhận xét như sau:
"Cuộc kháng chiến chống quân xâm lược Xiêm được bọn phong kiến phản bội Nguyễn Ánh tiếp tay, là cuộc đấu tranh bảo vệ độc lập dân tộc... Quân xâm lược lại được Nguyễn Ánh dẫn đường và được các thế lực phong kiến phản động bên trong, nhất là tầng lớp đại địa chủ ở Gia Định ủng hộ. Thế mà với chiến thắng Rạch Gầm – Xoài Mút, quân Tây Sơn đã nghiền nát quân cướp nước và bán nước bằng một trận tiêu diệt sấm sét... Đó là một chiến công lớn, oanh liệt đầu tiên của nhân dân miền Nam, bất chấp những khó khăn, phức tạp của hoàn cảnh lịch sử và sự phản bội của bè lũ phong kiến trong nước."
Krom Luang Thepharirak chạy theo đường núi Chân Lạp mà về Xiêm. Nguyễn Ánh cùng Lê Văn Duyệt trốn đi Trấn Giang với vài chục người. Nguyễn Ánh sai Mạc Tử Sinh và Cai cơ Trung (cậu Châu Văn Tiếp) sang Xiêm trước báo tin, còn mình thì theo đường thủy qua đảo Thổ Châu rồi về Cổ Cốt với một nhóm nhỏ quân tướng. Thời gian này, cuộc sống của Nguyễn Ánh khốn khổ đến mức Nguyễn Văn Thành phải đi làm ăn cướp nuôi chủ và bị đánh suýt mất mạng.
Tháng 3 âm lịch năm 1785, quân Tây Sơn đuổi tới đảo Thổ Châu, Nguyễn Ánh chạy sang đảo Cổ Cốt, Cai cơ tên Trung đem binh Xiêm đến đưa Nguyễn Ánh về Vọng Các, Xiêm La. Tháng 4 âm lịch năm 1785, Nguyễn Ánh tới Xiêm, được vua Xiêm cho trú tại khu vực Samsen và Bangpho (trong tiếng Việt gọi là Đồng Khoai hoặc Long Kỳ, hiện nay đều thuộc nội thành Bangkok), tháng 5, Lê Văn Quân mang hơn 600 quân sang Xiêm hội quân với Nguyễn Ánh. Binh tướng từ Gia Định nghe tin kéo sang và lực lượng của ông tụ tập lại được khoảng 1000 người. Khi ở Xiêm, người Xiêm gọi Nguyễn Ánh là Ong Chiang Su (องเชียงสือ, Chiang Sue) tức Ông Thượng Sư, sau này nhiều tài liệu khác của Thái Lan cũng hay đề cập tới Nguyễn Ánh với tên này.

## Lưu vong ở Xiêm

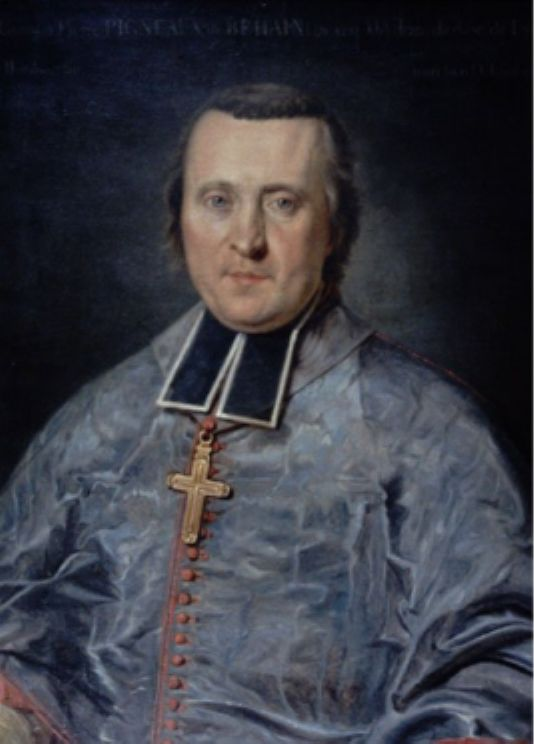
Chân dung Bá Đa Lộc.

### Chống quân Miến Điện
Sau một năm chuẩn bị, tháng 12 năm 1784 Giám mục Bá Đa Lộc cùng Nguyễn Phúc Cảnh và phái đoàn đem quốc thư của Nguyễn Ánh xuống thuyền đi Malacca rồi sang Pondichéry ở Ấn Độ (thuộc Pháp), còn Nguyễn Ánh đưa mẹ và vợ sang trú ở Long Kì (hay Đồng Khoai, Vọng Các).
Với số binh tướng từ Đại Việt mà Nguyễn Ánh thu nhặt được, ông cho tổ chức lại binh tướng trên đất Xiêm rồi lâu lâu cho quân đột kích về Gia Định. Tháng 2 năm 1786, Nguyễn Ánh cùng tướng Lê Văn Quân và Nguyễn Văn Thành giúp vua Xiêm Rama I đánh quân Miến Điện ở đất Sài Nặc. Vua Xiêm cảm tạ, định lại cho mượn quân sang đánh lấy lại Gia Định nhưng Nguyễn Văn Thành can ngăn nên Nguyễn Ánh từ chối. Tháng 3 năm 1786, Lê Văn Quân lại giúp Xiêm đánh quân hải tặc Mã Lai, nên Xiêm La rất hậu đãi.

### Cầu viện Pháp

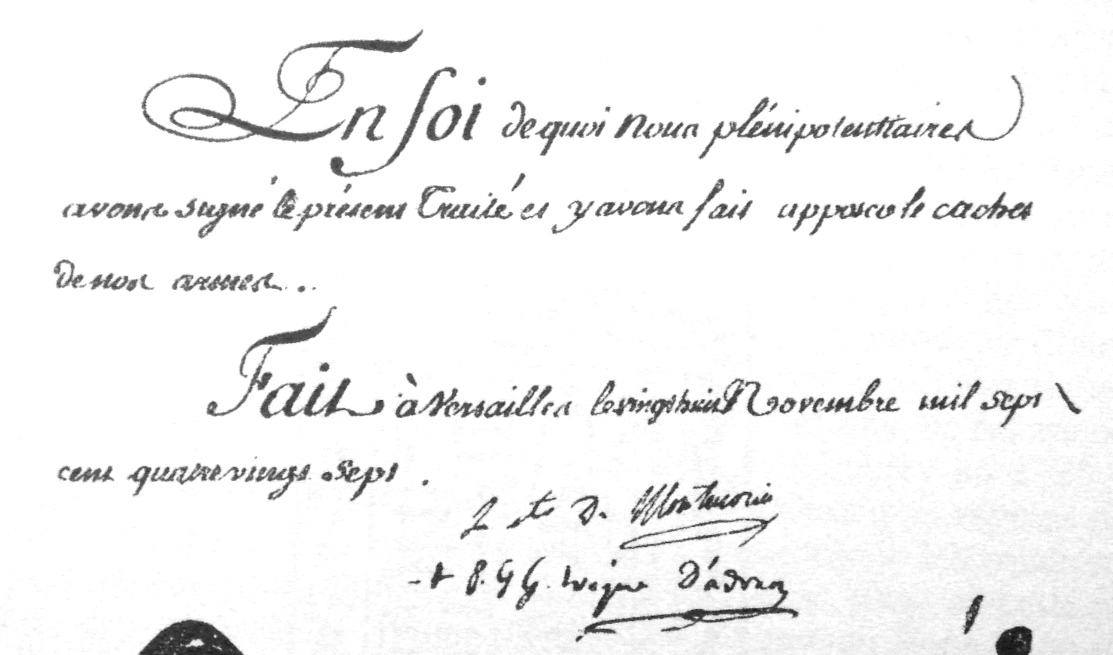
Phần chữ ký trên Hiệp ước Versailles năm 1787.

Về Bá Đa Lộc, do một số vấn đề rắc rối tại Pondichéry, mãi đến tháng 2 năm 1787 Bá Đa Lộc và Nguyễn Phúc Cảnh mới tới hải cảng Lorient ở Pháp và mất một thời gian vận động, đầu tháng 5 năm 1787 họ mới được gặp vua Louis XVI. Ngày 28 tháng 11 năm 1787, tại cung điện Versailles, Bá Đa Lộc với tư cách là đại diện của Nguyễn Ánh đã ký với Thượng thư Bộ Ngoại giao Pháp là Armand Marc một bản hiệp ước "Tương trợ tấn công và phòng thủ" (thường gọi là Hiệp ước Versailles). Hiệp ước này gồm có 10 khoản, nội dung chính là về việc vua Pháp cam kết cung cấp cho Nguyễn Ánh 4 chiếc tàu chiến loại frégaté cùng 1.200 bộ binh, 200 pháo binh và 250 lính Cafres (lính da đen châu Phi) và các phương tiện trang bị vũ khí tương ứng; ngược lại Nguyễn Ánh chấp thuận nhường cửa biển Đà Nẵng và quần đảo Côn Lôn cho Pháp, cho phép người Pháp được quyền tự do buôn bán và kiểm soát thương mại của người nước ngoài ở Việt Nam, mỗi năm sẽ đóng trả cho Pháp một chiếc tàu giống với loại tàu Pháp viện trợ đồng thời cung cấp lương thực và quân nhu thiết yếu cho Pháp khi Pháp có chiến tranh với một nước khác ở khu vực Viễn Đông.
Các sử gia về sau cho rằng tuy là ký kết dưới danh nghĩa Nguyễn Ánh, nhưng người chịu trách nhiệm về việc soạn ra các điều khoản đặc biệt có lợi cho phía Pháp trong hiệp ước này có thể là Giám mục Bá Đa Lộc chứ không phải là chính bản thân Nguyễn Ánh; nếu không có lệnh đình chỉ việc thực thi điều ước thì khi trao đổi văn kiện chưa chắc Nguyễn Ánh đã chịu chấp nhận một hiệp ước bất bình đẳng như thế này. Nhưng dù như thế nào, Hiệp ước Versailles năm 1787 đã không thành hiện thực (do cuộc Cách mạng Pháp năm 1789 đã lật đổ Hoàng gia Pháp).
Tuy nhiên Hiệp ước Versailles vẫn trở thành một di họa đối với Việt Nam. Về sau, Pháp đã dựa vào hiệp ước này để làm cớ yêu cầu nhà Nguyễn cắt đất, và sau đó xâm lược Việt Nam vào năm 1858. Giáo sư Trần Văn Giàu nhận xét:
...đúng là sĩ quan Pháp đã giúp nhiều cho Nguyễn Ánh đánh Tây Sơn. Cho nên trong triều đình Huế, đến khi Gia Long lên ngôi, vẫn còn thấy mấy quan đại thần mắt xanh tóc đỏ. Khỏi phải nói trắng ra, các quan đại thần đó như Dayot, Chaigneau, Vannier... đều là tai mắt của Paris. Còn Paris thì các nhà cầm quyền từ Đệ nhất Đế chế đến Đệ tam Cộng hòa đều không lúc nào quên Hiệp ước Versailles 1787. Paris luôn nhắc nhở Huế cái hiệp ước "trời cho" ấy bằng đường ngoại giao và bằng đại bác của chiến hạm bắn lên Đà Nẵng. Cầu viện Pháp, Hiệp ước Versailles đã tạo thành một "nghiệp chướng" cho triều đình Nguyễn.
Sau này tác giả Faure chép truyện Bá Đa Lộc, có nuối tiếc rằng nếu Hiệp ước được Pháp thực hiện thì quân Pháp có thể chiếm được Việt Nam sớm hơn mấy chục năm:
"Nếu lúc ấy Chính phủ Pháp sẵn sàng giúp ông Bá Đa Lộc thì ông ấy đã giúp cho nước Pháp hoàn thành cuộc bảo hộ ở An Nam ngay từ cuối thế kỷ 18, để sau khỏi phải dùng đến chiến sự mới xong công việc".

### Cuộc đào thoát khỏi Bangkok
Đầu năm 1787, có người Bồ Đào Nha tên Ăn Tôn Nui đến gặp Nguyễn Ánh dâng quốc thư và nói rằng Hoàng tử Cảnh có nhờ nước Bồ Đào Nha giúp, đã chuẩn bị được 56 tàu chiến ở Goa, mời Nguyễn Ánh sang đất thuộc địa của Bồ Đào Nha. Nguyễn Ánh có cử sứ giả đi thăm dò nhưng do thấy vua Xiêm không hài lòng nên rốt cục không hợp tác.. Theo Nguyễn Duy Chính, việc Nguyễn Ánh - với tư cách là một phiên thần của triều đình Xiêm La lại tự ý liên lạc với nước ngoài, là một điều cấm kỵ, đi ngược lại với giao kết đối với một thuộc quốc: "tất ca mọi liên hệ với nước ngoài đều phải do Bangkok chủ trì, nên Nguyễn Ánh đành phải khéo léo từ chối. Và sự kiện này đã khiến cho triều đình Xiêm La không còn tín nhiệm ông như trước nữa.
Theo John Crawfurd, vua Rama I chỉ giúp Nguyễn Ánh một ít quân, mà số quân Xiêm này lại tham tàn, gây hại cho đồng minh hơn là kẻ thù. Chưa kể, vua Xiêm đã lấy một người cháu gái của Nguyễn Ánh làm thiếp, nay lại muốn hoàng tử Cảnh làm phò mã nước Xiêm. Nguyễn Ánh khước từ chuyện thông gia đó và lẻn bỏ về Phú Quốc trong đêm. Người cháu gái của Nguyễn Ánh, làm thiếp vua Xiêm, là công nữ Nguyễn Phúc Ngọc Thông. Ngọc Thông là con gái Tôn Thất Xuân, trước theo Xuân trốn sang Xiêm, rồi Xuân bị vua Taksin giết; Ngọc Thông sau gả cho vua mới là Rama I.
Tháng 7 âm lịch năm 1787, khi nghe tin phong phanh rằng Đệ nhị vương nước Xiêm (Kromphraratchawang Bawon Sathanmongkhon, em trai của Rama I, sử nhà Nguyễn gọi là Sô Sy) có ý muốn ra tay tận diệt lực lượng của mình, Nguyễn Ánh quyết định nhân đêm tối bỏ trốn về nước. Ông viết một bức thư từ biệt gửi cho vua Xiêm rồi để ở trên bệ thờ, rồi lệnh cho hai cận thần là Phạm Văn Nhân (sử Xiêm gọi là Ong Kwan) và Ong Yi (chưa rõ là ai) đem thuyền lớn ra đóng ở đảo Sichang để đợi ông. Tiếp đó, lực lượng quân Nguyễn chuốc say rồi bắt cóc Nai Chan, Nai Yu và Nai Muang, ba thị vệ dưới quyền Kromluang Thepharirak làm con tin. Sau khi đưa con tin lên thuyền, đoàn người của Nguyễn Ánh gồm 150 người lên thuyền rời khỏi nước Xiêm.
Tối hôm đó, triều đình Xiêm La mới hay biết sự việc. Đệ nhị vương bèn đích thân dẫn một hạm đội đông đảo truy sát theo đoàn thuyền của người Việt. Khi đuổi đến Samutprakan thì không có gió nên thuyền của Nguyễn Ánh không thể nào giương buồm được mà thuyền quân Xiêm đã áp sát. Trong cơn tuyệt vọng và cho rằng Đệ nhị vương sẽ không bao giờ tha thứ cho hành vi bỏ trốn của mình, Nguyễn Ánh đã có ý định rút guơm tự sát, nhưng một thuộc tướng là Ong Phu We đã ngăn ông lại. Sau đó gió nổi lên và bốn chiếc thuyền Việt đã có thể chạy vượt xa chiếc long thuyền của người Xiêm. Sau khi về đến lãnh thổ Đàng Trong, Nguyễn Ánh cùng gia quyến ngụ ở hòn Tre (Trúc Dữ). Sau đó ông đi sang đảo Cổ Cốt rồi cho mẹ và vợ con ở đảo Phú Quốc. Nguyễn Ánh đi tiếp và chiếm đất Long Xuyên (Cà Mau). Tháng 9, Nguyễn Ánh tiến đến cửa biển Cần Giờ.
Về phía Xiêm La, Đệ nhị vương sau khi truy đuổi không thành thì trở về hoàng cung đề nghị vua Rama cử chiến thuyền phong tỏa bờ biển hòng bắt đám người Việt trở về, nhưng nhà vua đã từ chối.

## Về nước và củng cố thế lực

### Chiếm lại Gia Định

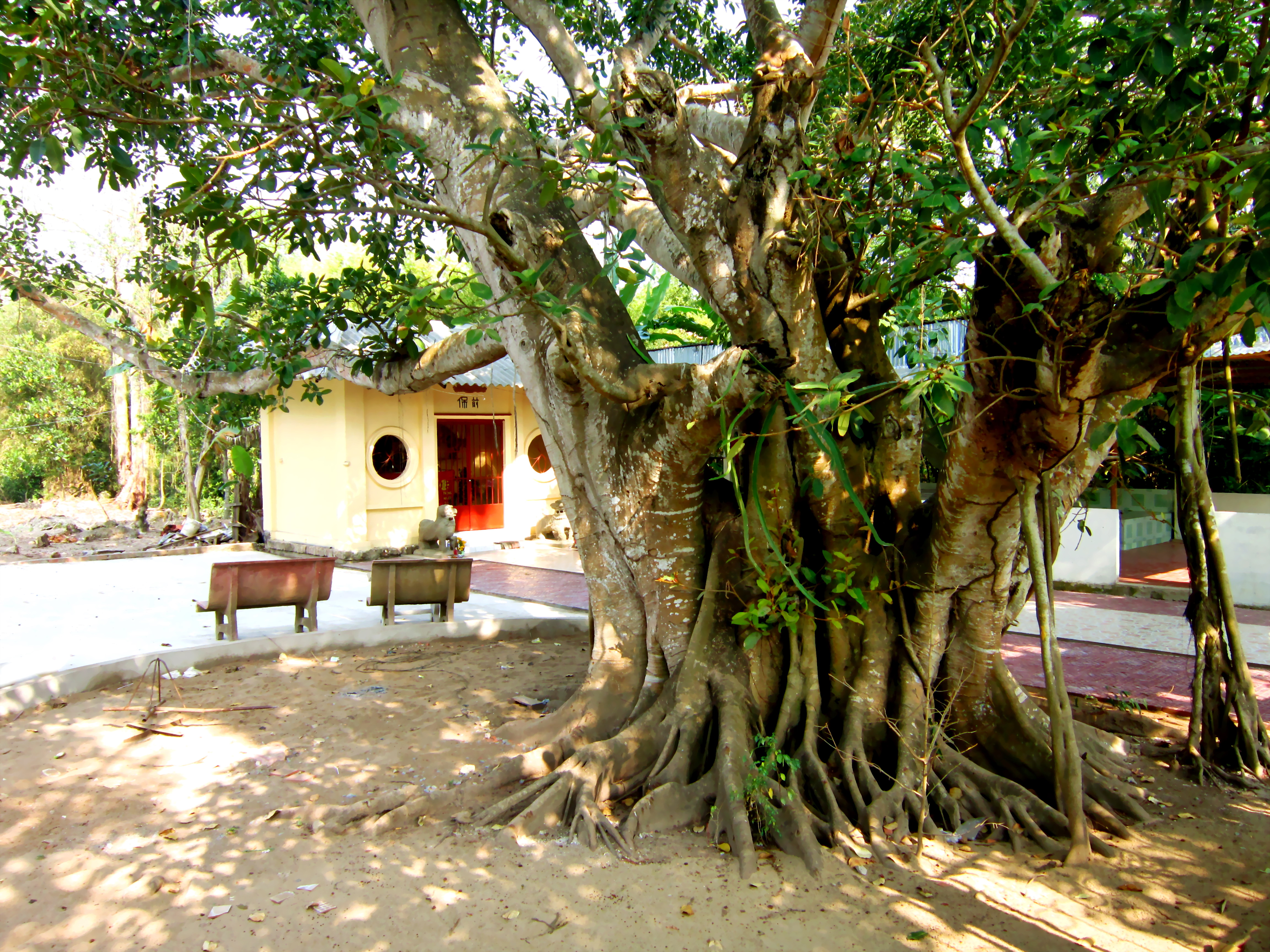
Miếu Gia Long ở khu vực Nước Xoáy, nơi ông đóng quân sau khi về lại Nam Hà từ Xiêm La.

Trong lúc Nguyễn Huệ bận đối phó với quân Thanh tại Bắc Hà (1788-1789), vùng Gia Định dưới quyền Tây Sơn cũng không ổn định, quân Tây Sơn bị cô lập trước dân chúng địa phương vốn có nhiều cảm tình với Chúa Nguyễn nói chung và Nguyễn Ánh nói riêng. Tướng Tây Sơn giữ Long Xuyên là Chưởng cơ Nguyễn Văn Trương hàng quân Nguyễn. Nguyễn Ánh đồng thời lại thu nhận được nhiều binh lính ở địa phương; sau đó ông bèn bắt đầu tổ chức tấn công Tây Sơn.
Theo Tạ Chí Đại Trường thì Đông Định vương Nguyễn Lữ nghe tin Nguyễn Ánh trở về vội vã tránh đi nơi khác để Gia Định cho Phạm Văn Tham giữ. Sau đó khi thấy thế quân Nguyễn Ánh ngày càng mạnh, Nguyễn Lữ sợ hãi mang quân bản bộ rút chạy về Quy Nhơn. Theo Thực lục thì Nguyễn Lữ rút binh về Lạng Phụ (Biên Hòa) đắp lũy, Phạm Văn Tham ở lại giữ thành Sài Gòn, quân Nguyễn Ánh hạ thành không được. Nguyễn Ánh phải dùng kế ly gián Nguyễn Lữ và Phạm Văn Tham, Nguyễn Lữ mắc mưu rút về Quy Nhơn. Nguyễn Ánh đóng quân ở Hổ Châu (cù lao Hổ).
Mặc dù sau đó Phạm Văn Tham đã nỗ lực chống trả nhưng vì không nhận được viện binh, lại trúng mưu Nguyễn Ánh ly gián với Nguyễn Lữ và cuối cùng là cái chết vì bệnh của Nguyễn Lữ đã làm thế Tây Sơn ở Gia Định ngày càng yếu đi. Phạm Văn Tham vẫn cố đơn độc chiến đấu, nhiều lần đánh lui quân Nguyễn, có lần đã buộc Nguyễn Ánh và thuộc hạ phải chạy tới tận Cù lao Hổ (Hổ Châu). Tuy nhiên, ở sông Ba Việt, tướng Tây Sơn là Nguyễn Kế Nhuận mang 10 chiến thuyền đến hàng Nguyễn Ánh. Lê Văn Quân lại đánh thắng Tây Sơn ở sông Ba Lai rồi quân Nguyễn Ánh tiến chiếm Mỹ Tho. Nguyễn Ánh tìm cách củng cố thế đứng ngay khi chiếm được Mỹ Tho: ông cho thành lập các dinh trấn, cho các tướng quản lý, và tổ chức lại quân đội. Phạm Văn Tham tấn công Mỹ Tho, quân Nguyễn Ánh thua, chỉ còn hơn trăm người và vài chục chiến thuyền chạy về Hổ Châu. Nguyễn Ánh sai Nguyễn Văn Tồn chiêu dụ thêm người Khmer ở xứ Trà Ôn và Mân Thít để làm lính, gọi là đồn Xiêm binh (sau đổi thành đồn Uy Viễn).
Tháng 10 âm lịch năm 1787, Hồ Văn Lăn đánh Tây Sơn ở sông Lương Phú, Nguyễn Ánh kéo đến đóng quân ở sông Mỹ Lung. Phạm Văn Tham đến đánh Nguyễn Ánh không được, lui về đóng ở Ba Lai. Thái úy Tây Sơn là Nguyễn Văn Hưng từ Quy Nhơn mang hơn 30 chiến thuyền tới tiếp ứng cho Phạm Văn Tham. Phạm Văn Tham lại lui về đóng ở Mỹ Tho rồi về Sài Gòn.
Quân tướng theo Nguyễn Ánh ngày càng đông, Phạm Văn Tham vẫn cố chống cự để chờ viện binh, nhưng lúc đó Thái Đức Hoàng đế chỉ lo phòng bị người em Bắc Bình vương Nguyễn Huệ ở phía Bắc mà không đoái hoài đến việc cứu phía Nam.
Nguyễn Ánh đóng quân tại Nước Xoáy (Hồi Oa). Theo Huỳnh Minh, thời gian này ông cũng nhận được sự giúp đỡ mạnh mẽ hơn của người Pháp thông qua Giám mục Bá Đa Lộc. Tuy nhiên, theo Trần Trọng Kim và Đại Nam thực lục thì tới tháng 12 âm lịch năm 1787, Bá Đa Lộc mới cùng Hoàng tử Cảnh từ Pháp về nước, đến tháng 6 âm lịch năm 1789 mới đến Gia Định, khi đó đã thuộc hoàn toàn về tay Nguyễn Ánh.
Quân Tây Sơn ở Gia Định ngày càng thế cùng sức kiệt và không ngừng bị quân Nguyễn Ánh bao vây chia cắt, chiêu hàng tướng sĩ. Đến tháng 4 âm lịch năm 1788, Võ Tánh đem hơn 1 vạn quân theo Nguyễn Ánh. Nguyễn Ánh dời đồn đóng quân tới Bát Tiên (Vĩnh Long). Tháng 7, Nguyễn Ánh tiến quân đóng ở Ba Giồng. Tháng 8, Nguyễn Ánh từ Ba Giồng tiến đánh Gia Định, đến Nghị Giang thì bị Phạm Văn Tham dàn quân ở chợ Điều Khiển và chợ Khung Dung chống lại. Võ Tánh đánh vòng phía nam, thẳng vào Bến Nghé, Phạm Văn Tham rút qua cửa biển Cần Giờ bị Lê Văn Quân chặn đánh. Nguyễn Ánh lấy lại thành Gia Định và tổ chức lại công việc trong thành. Phạm Văn Tham rút ra cửa biển Hàm Luông rồi về Ba Xắc cố thủ. Đầu năm 1789, Phạm Văn Tham từ Ba Xắc định vượt biển về Quy Nhơn, Nguyễn Ánh cho Lê Văn Quân vây đánh ở Hổ Châu, Phạm Văn Tham phải trở lại Ba Xắc rồi sau đó đầu hàng Nguyễn Ánh. Tây Sơn lại mất Nam Hà, Nguyễn Ánh dẹp yên đất Gia Định. Đến tháng 9 năm 1789, Phạm Văn Tham bị giết.

### Giúp đỡ của người Pháp

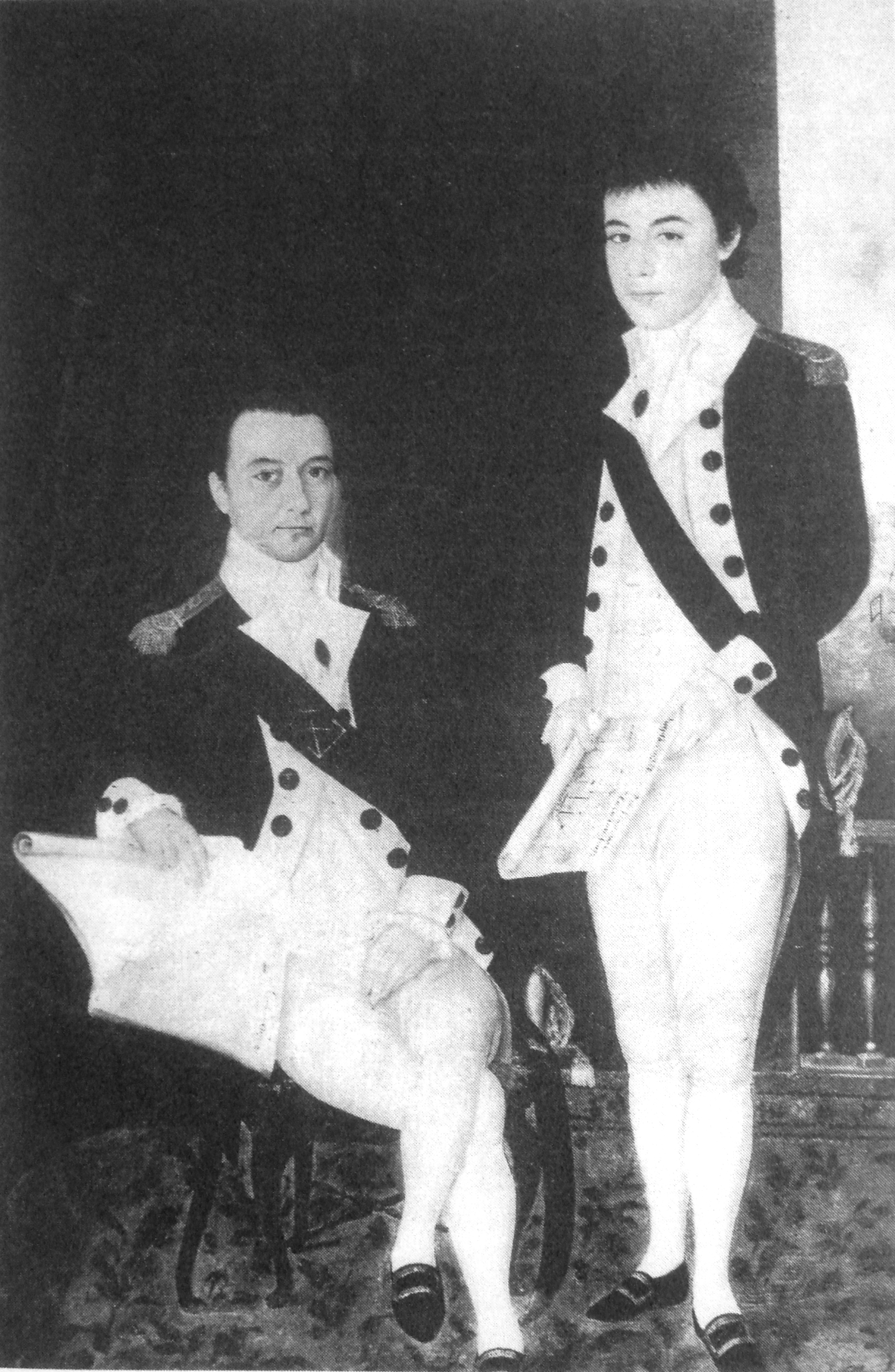
Jean-Marie Dayot (trái) và em trai Félix Dayot (phải). Dayot là một trong những người Pháp tình nguyện giúp Nguyễn Ánh từ đầu theo lời kêu gọi của Bá Đa Lộc, ông sau này chỉ huy hai tàu chiến châu Âu trong hải đội của Nguyễn Ánh, tham gia và có công lớn trong hai trận thủy chiến ở Thị Nại năm 1792 và năm 1793.

Ngày 27 tháng 12 năm 1787, Bá Đa Lộc cùng Nguyễn Phúc Cảnh rời Pháp và trở lại Pondichéry để đợi sự chi viện từ phía chính quyền Louis, nhưng ngày 14 tháng 7 năm 1789 các lực lượng dân chủ, cộng hòa Pháp đã làm cuộc cách mạng lật đổ vương triều Bourbon, thiết lập Đệ Nhất Cộng hòa, cộng thêm việc Bá tước nhận trách nhiệm chi viện là De Conway vốn có hiềm khích với Bá Đa Lộc đã tấu sàm, nước Pháp tỏ ra không muốn nhắc đến hiệp ước cũ nữa.
Chờ mãi không nhận được sự chi viện từ Bá tước De Conway, Giám mục Bá Đa Lộc đã tự quyên góp tiền từ các thương gia có ý định đặt cơ sở buôn bán ở Đại Việt cùng với số tiền 15.000 franc Pháp của gia đình mình cho, đem mua súng đạn và tàu chiến. Tháng 6 năm 1789, Bá Đa Lộc cùng Nguyễn Phúc Cảnh về đến Gia Định. Tiếp đó, các tàu buôn chở súng ống thuốc đạn cũng lục tục sang sau. Bấy giờ những người Pháp gồm Jean-Baptiste Chaigneau, Philippe Vannier, De Forcant, Olivier de Puymanel, Jean-Marie Dayot v.v.. cả thảy đến non 20 người theo Bá Đa Lộc sang gia nhập phe Nguyễn Ánh. Những người Pháp mà do Bá Đa Lộc chiêu mộ này ra sức giúp đỡ Nguyễn Ánh trong việc tiến hành du nhập kỹ nghệ, và xây dựng, sửa sang thành Gia Định, Vĩnh Long, Châu Đốc, Hà Tiên, Biên Hòa, Bà Rịa, huấn luyện cơ đội pháo thủ, tổ chức bộ binh và rèn luyện binh lính theo lối châu Âu, trung gian mua tàu chiến và vũ khí...
Việc Nguyễn Ánh ra sức củng cố Gia Định cộng thêm những sự giúp đỡ đó từ người Pháp đã giúp cho thế lực quân Nguyễn ngày càng mạnh, có thể đối đầu với Tây Sơn. Như sử gia Trần Trọng Kim có nhận xét: "Từ đó, thế lực của Nguyễn vương mỗi ngày một mạnh, tướng tá mỗi ngày một đông, lương thực nhiều, quân sĩ giỏi, việc đánh phá Tây Sơn đã chắc lắm rồi".
Các hoạt động giúp đỡ Nguyễn Ánh về mặt quân sự của Giám mục Bá Đa Lộc không phải là sự trợ giúp chính thức của chính phủ Pháp mà chỉ là hành động tự nguyện của một nhóm người theo sự vận động cá nhân của Giám mục. Thực tế này đã bị cuộc cách mạng 1789 ở Pháp biến thành một "sự nhập nhằng không rõ ràng" và những biến động liên tục của nước Pháp từ cuộc cách mạng này khiến hơn nửa thế kỷ sau nước Pháp luôn phải hoài nghi và nuôi hy vọng hão huyền về những quyền lợi tại Việt Nam mà họ nghĩ lý ra là họ phải được nhận. Chính phủ Pháp chỉ còn ghi nhớ hiệp ước 1787 về công cuộc trợ giúp của người Pháp đối với Nguyễn Ánh ở Việt Nam, ngoài ra không còn một bằng cớ xác đáng nào về vấn đề đó.

## Cai trị vùng Gia Định

### Tổ chức chính quyền và kinh tế
Khi vừa chiếm lại Gia Định, ông bắt đầu tổ chức lại chính quyền bằng cách lựa các viên tham mưu quân đội chuyển qua các bộ lập thành một triều đình, đồng thời cho tăng cường phát triển giáo dục, mở khoa thi, thu dùng các nhân sĩ người Việt và Minh Hương đã theo ông trước đó. Ngoài ra, nhiều sĩ phu lục tục ra giúp Nguyễn Ánh, trong đó nổi bật nhất là nhóm học trò của nhà nho Võ Trường Toản. Năm 1788, Nguyễn Ánh cho lập kho Bốn Trấn làm kho chung cho các trấn Phiên An, Biên Hòa, Vĩnh Thanh, và Định Tường để thu thuế và làm ngân quỹ cấp lương bổng cho quan lại. Đến tháng 6 năm 1789, ông đưa ra chính sách lấy sản xuất nông nghiệp làm trọng trên cơ sở số lớn đất đai phì nhiêu nhưng lại bị bỏ hoang nhiều vì cộng đồng di dân chưa định hình và chiến tranh liên miên ở vùng Gia Định. Nguyễn Ánh cho đặt nhóm quan điền toán gồm 12 người (một số vị nổi bật là Trịnh Hoài Đức, Lê Quang Định, Ngô Tòng Châu, Hoàng Minh Khánh) để đi bốn dinh miền Nam là Phiên Trấn, Trấn Biên, Trấn Vĩnh, Trấn Định đốc thúc nhân dân làm việc nông nghiệp, phàm ai lười biếng sẽ bị bắt sung quân. Ngoài ra, Nguyễn Ánh còn đề ra chính sách là nếu người hoặc nhóm người làm ruộng đất tốt thu trên 100 thùng lúa, còn ruộng đất xấu thu trên 70 thùng lúa thì sẽ được thưởng như sau: dân thường sẽ được miễn việc xâu (những việc quan lại cần nhân công địa phương làm như đào kênh, đắp thành) một năm; phủ binh thì sẽ được miễn đi đánh nhau một năm. Những người dân lậu (người không ở trong sổ bộ quản lý của địa phương) cũng có thể làm ruộng dưới sự quản lý của quan điền toán và được xem như là một người lính; nếu như họ thiếu vốn thì cũng có thể được cho vay trả sau. Từ tháng 10 năm 1790, binh lính cũng được huy động vào việc sản xuất nông nghiệp khi phép Ngụ binh ư nông được thi hành. Binh lính được khuyến khích cày cấy để tận dụng các mảnh đất bị bỏ hoang vì chiến tranh. Nhóm Trung Quân và các nhóm thủy quân được cử đến khai thác vùng Thảo Mộc Câu (sông Vàm Cỏ ngày nay) lập ra trại Đồn Điền dưới sự chỉ huy của Chánh cơ Nguyễn Bình. Trại này được nhà nước trợ cấp dụng cụ và giống cây, phần thu hoạch được sẽ sung vào kho công. Các quan địa phương khác cũng phải lập đội đồn điền và nộp thuế theo hạn mức 6 hộc lúa mỗi người trong đội; bất cứ ai tuyển được 10 người trở lên sẽ được làm quan quản trại và trừ tên trong sổ làng (tức là khỏi đi lính). Số lúa gạo thu được từ các đồn điền này được giữ trong một kho gọi là kho Tích Trữ (về sau đổi thành kho Đồn Điền hay Đồn Điền khố theo âm Hán-Việt).
Để có thêm lúa gạo phục vụ chiến tranh, Nguyễn Ánh cho đặt thêm thuế phụ ngoài thuế ruộng (thuế điền), một năm hai kỳ thu là thuế thị túc và thuế thị nạp. Mức thu như sau:
- Năm 1792, từ 1 tới 5 phương lúa/người.
- Năm 1799, vùng Bình Định và Phú Yên nộp 17 thăng gạo cho mỗi mẫu ruộng.
- Năm 1800, mỗi người ở Gia Định nộp 2 phương gạo (riêng người già và tàn tật thì chỉ nộp một nửa). Ruộng mỗi mẫu sẽ nộp 1 phương gạo.

Tới năm 1791, Nguyễn Ánh cho đặt một lệ về việc khẩn hoang rằng 3 năm đầu từ ngày khẩn hoang sẽ miễn thuế. Ai muốn khẩn hoang phải nộp đơn trước 20 ngày, sau hạn này ruộng sẽ giao cho binh lính, dân chúng không được quyền tranh chấp nữa.
Các chính sách cải cách nông nghiệp này đã khiến việc sản xuất lúa gạo ở vùng Gia Định tăng cao và giúp rất lớn cho việc chiến tranh với Tây Sơn của Nguyễn Ánh. Thời gian này, ông có thể nuôi được một đội quân lên đến 30.000 lính và 1.200 thuyền chiến (ước tính năm 1800), cũng như đáp ứng nhu cầu quân nhu các lần ông đi đánh nhau với Tây Sơn ở Diên Khánh (năm 1795 và 1796) và Quy Nhơn (năm 1799) một cách "không hề thiếu thốn". Một chứng minh khác cho việc dư lúa gạo này là việc năm 1802 có nạn đói lớn ở Gia Định, Nguyễn Ánh lấy kho gạo quân ra phát cho dân và cho giảm thuế ruộng ở Gia Định. Cùng trong thời gian, khi nghe tin quân Thanh giúp Lê Chiêu Thống sang đánh Tây Sơn, Nguyễn Ánh từng sai Phạm Văn Trọng và Lâm Đồ mang thư và chở 50 vạn cân gạo ra giúp quân Thanh nhưng thuyền đi giữa đường bị đắm hết; cũng đồng thời bên Xiêm La có hạn hán, Nguyễn Ánh cho xuất 8.800 vuông gạo để giúp.
Ngoài gạo, chính quyền cũng chú trọng tới các mảng nông nghiệp khác, ví dụ như trầu cau dùng cho các dịp phong tục lễ tiết. Đặc biệt, Nguyễn Ánh rất quan tâm đến ngành trồng mía sản xuất đường vì đây là thứ hàng hóa quan trọng dùng để trao đổi buôn bán binh khí: ông đặt ra hạn định mỗi năm dân phải nộp 6000 kg đường, mặt khác cấp vốn cho dân sản xuất để rồi đến mùa cho thu mua hàng hóa với giá chợ. Chính sách này khiến cho sản lượng đường tăng lên trông thấy trong khi giá cả lại hạ xuống.
Từ khi quay trở lại Gia Định, Nguyễn Ánh cũng bắt đầu cho đưa các nhóm thợ thủ công ông đưa từ miền Trung Đại Việt vào. Năm 1791, Nguyễn Ánh quy hoạch lại nghề thủ công ở vùng Gia Định: ông cho quy hoạch ra 64 ty thủ công gồm đủ các loại ngành nghề được phân bố khắp các dinh. Khu vực Sài Gòn có sở Nhà Đồ gồm 22 ty trong đó có các ty thợ mộc, thợ sơn, thợ cưa (các ty này là cơ sở quan trọng cho Nguyễn Ánh phát triển thủy quân, ông đề ra chính sách đãi ngộ thợ trong các ty này như là lính chính thức, họ được ăn lương và miễn sưu thuế hằng năm; chỉ phải có lễ mừng cho các quan sở tại). Bên cạnh các ty, còn có tổ chức các đội chuyên trách phục vụ cho các ty và tổ chức gọi là "nậu" gồm dân thợ cùng nghề ở các vùng dân cư hẻo lánh, chưa nên thôn xóm. Đối với các "nậu", chính quyền chỉ kiểm tra và thu thuế và thành viên của các nậu chỉ phải trả thuế thân và nộp sản phẩm thay cho sưu dịch.
Việc mua bán với nước ngoài cũng được khuyến khích và kiểm soát chặt chẽ (nhất là đối với các mặt hàng có liên quan tới quân sự như kẽm, sắt, đồ đồng, diêm, lưu huỳnh, sắt, gang, chì đen) để có thêm nguồn tài chính và binh khí. Tất cả đều phải do nhà nước mua bán và quản lý, ai mua bán lén hoặc quan lại nào không kiểm soát được đều bị tội phạt nặng. Từ trước khi Nguyễn Phúc Cảnh về, Nguyễn Ánh đã đưa ra chính sách mời gọi thuyền nhà Thanh vào buôn bán; hễ thuyền nào có chở các thứ đã kể trên thì quan lại ở Gia Định sẽ mua rồi thanh toán lại bằng gạo tùy theo số hàng ít hay nhiều. Ngoài ra, Nguyễn Ánh còn thường xuyên cho thuộc cấp đi qua các khu vực do thực dân phương Tây kiểm soát gần Việt Nam để mua binh khí, trong đó quân Nguyễn thường xuyên lui tới nhất là các khu vực lãnh thổ phía Tây như Batavia, Malacca, Transquebar.
Mặt khác, Nguyễn Ánh còn gặp khó khăn với cư dân bản địa của vùng Gia Định là người Khmer vì họ thường xuyên nổi dậy, ông phải cho 2 tướng người Khmer của mình (một người là Nguyễn Văn Tồn) về coi các vùng có số dân Khmer đông để thiết lập các khu vực tự trị, đề ra các chính sách và luật lệ hạn chế xung khắc với người Việt, việc tương tự cũng diễn ra ở khu vực Hà Tiên. Nguyễn Ánh còn cho xây dựng các lũy đất phòng ngừa các nhóm người Khmer nổi dậy như: lũy Trấn Di ở Ba Trắc và lũy Thanh Sơn ở Ba Lai. Nguyễn Ánh vẫn cho các quan chức người Khmer quản lý các khu vực có đông người Khmer sinh sống để trấn an họ, cụ thể như Già Tri Giáp coi phủ Ba Xắc, Ốc Nha Trích coi phủ Trà Vinh. Năm 1791, Nguyễn Ánh lệnh cho người Hoa ở Long Xuyên ai làm ruộng không có đồ dùng thì nhà nước cho vay, ai không làm ruộng thì phải đi phu dịch. Người Khmer và người Hoa ở phủ Ba Xắc và Trà Vinh được phép khai hoang đất nhưng phải nộp thuế. Ở Ba Xắc, cho Ốc Nha Lá làm quan phủ cai quản người Khmer, Lâm Ngũ Quan cai quản người Hoa. Ở Trà Vinh, Lư Việt Quan cai quản người Hoa. Đồng thời, Nguyễn Ánh cũng cấm dân Việt tranh giành đất của người Khmer ở Ba Xắc và Trà Vinh. Ngoài ra thì chính sách đối xử cũng giống người Việt: cũng phải nộp thuế, đi lính.
Bên cạnh đó, ông cũng cho kiểm tra dân số để tiện việc bắt lính và thu thuế, đưa ra các chính sách chống trộm cướp và gìn giữ an ninh; các hình thức tệ nạn như phù thủy, đổ bác, đồng bóng, hát xướng đều bị cấm. Đồng thời ông cũng đưa ra chính sách hạn chế nấu rượu để tiết kiệm gạo và cho thuộc quan tổ chức các hoạt động mua vui cho dân chúng.

### Chính sách quân sự và ngoại giao

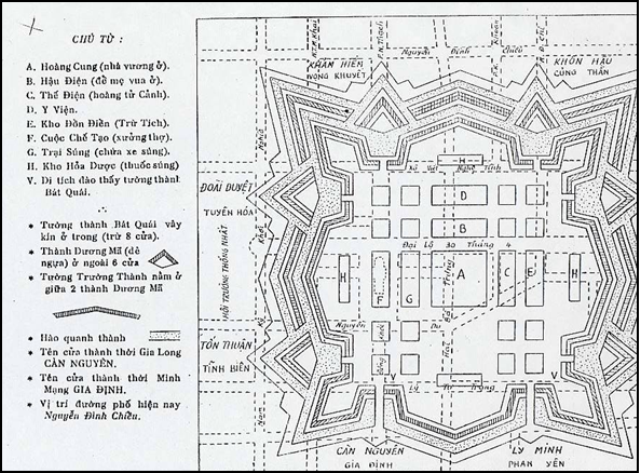
Sơ đồ Thành Bát Quái Sài Gòn do Trương Vĩnh Ký vẽ, Nguyễn Đình Đầu lược dịch và chú giải.

Quân Tây Sơn vào thời gian này thường xuyên đột kích Gia Định để lấy lương thực vào mùa gặt. Vì vậy, hành động đầu tiên của Nguyễn Ánh sau khi chiếm được thành Gia Định là nhờ các sĩ quan Pháp trong quân đội mình xây dựng một tòa thành kiểu châu Âu trên đất Gia Định.
Tòa thành này bắt đầu được xây dựng vào năm 1789, do hai sĩ quan người Pháp là Theodore Lebrun và de Puymanel thiết kế với tổng nhân công xây dựng ước chừng 30.000 người. Việc xây dựng đã buộc quan lại Gia Định phải áp một mức thuế cao và các nhân công lao động bị ép phải làm việc tới mức cực hạn, khiến cho một cuộc nổi loạn đã nổ ra. Đến năm 1790, tòa thành hoàn tất với chu vi khoảng 4176 mét, xây theo kiểu Vauban, có ba mặt được sông nước che chở và có tên là Bát Quái. Sau đó, Nguyễn Ánh cho đặt Phiên An trấn thành Gia Định kinh (kinh thành hay thủ phủ Gia Định). Tòa thành Bát Quái này đã khiến cho Tây Sơn không bao giờ tìm cách chiếm lại Gia Định nữa, đem đến cho Nguyễn Ánh một lợi thế nhất định trước kẻ thù chính của ông. Nguyễn Ánh tỏ ra rất thích thú về mảng kỹ thuật xây thành quách của phương Tây, ông yêu cầu các sĩ quan Pháp đi về châu Âu để tìm và mang về cho ông các sách và nghiên cứu về chủ đề này.
Nhằm tăng cường quân đội, kinh tế và tăng sức phòng thủ, từ tháng 10 năm 1788, Nguyễn Ánh cho người bắt tráng đinh thành lập các phủ binh. Nhiều người Pháp được Nguyễn Ánh đưa vào huấn luyện quân đội; ví dụ như Jean-Marie Dayot được phái huấn luyện chiến thuật cho thủy binh. Và có khoảng tổng cộng 4 sĩ quan 80 binh sĩ người Pháp tham gia đánh trận, chủ yếu ở vai trò trợ chiến dưới sự chỉ huy của các tướng lĩnh người Việt. Đối với vũ khí mà các thuyền buôn của người Châu Âu mang đến, Nguyễn Ánh giao cho các quan chỉ huy quân sự ở Trấn Biên mua lại bằng đường cát.
Ở Cần Giờ, Đồng Tranh, Vũng Tàu, Nguyễn Ánh cho dựng các phong hỏa đài (các điểm cao đốt lửa thông báo khi có giặc để phòng bị). Các Thành Cá Trê, Thành Vàm Cỏ được xây lại, và các tướng thân cận được điều ra đóng quân và tuần tiễu ở các nơi. Kỷ luật quân đội được Nguyễn Ánh siết chặt và ông thực hiện chính sách luân chuyển "binh luôn theo tướng" để đảm bảo khả năng chỉ huy luôn ở mức tốt nhất. Ngoài ra, Nguyễn Ánh còn cho lựa ra các quân tinh nhuệ, hăng hái đánh kẻ địch của ông để luyện tập kỹ càng và trả lương hậu nhằm kiến tạo ra một đội quân riêng gọi là "quân chiến tâm", là nhóm tinh binh khi vào trận luôn phải xông lên tuyến đầu nếu lui chạy thì sẽ bị phạt theo quân pháp còn nếu bỏ trốn thì gia đình phải chịu tội liên đới. Bên cạnh đó, Nguyễn Ánh còn cho lập "Chế tạo cục" là một nhà máy diêm tiêu, đúc súng hỏa mai, đại bác đủ các kích cỡ phục vụ quân sự. Đến khoảng sau trận Thị Nại năm 1782, ông tìm cách củng cố tượng binh qua việc sai người đến Đồng Nai, Bà Rịa bắt voi, tăng cường trao đổi voi với các nước Chân Lạp và Xiêm; lấy từ dân cống nạp và thu từ các trận đánh với Tây Sơn. Mặt khác, ông rất quan tâm đến việc phong thưởng và đãi ngộ binh sĩ tử trận và có công để cổ vũ tinh thần quân lính: ông cho lập sở Hoạn dưỡng để chăm sóc thương binh, và xây các đền Hiển Trung, Sinh Trung để thờ cúng binh sĩ tử trận.
Nhận thấy địa thế Gia Định là sông ngòi, biển nhiều, đồng thời thiên nhiên cực kỳ ưu đãi các sản vật và tài nguyên cần thiết như dầu rái, trám, sơn và đặc biệt là gỗ; Nguyễn Ánh ra sức phát triển ngành đóng thuyền. Từ trước khi chính sách chính thức về "ty" và "nậu" ngành thủ công nghiệp, Nguyễn Ánh đã cho thành lập các nậu dầu rái, trám, sơn nhằm phục vụ cho ngành đóng thuyền: từ năm 1790 lệnh cho dinh Trấn Biên và Phiên Trấn mộ dân lập nậu dầu rái với định mức thuế 8 vò dầu, cho miễn lao dịch chỉ phải nộp thêm thuế thân; từ 1791 lệnh lập các nậu dầu rái ở đạo Long Xuyên với lệ thuế 5 vò dầu và 100 cây nến, miễn hẳn thuế thân. Đến năm 1799, ông thống nhất lệ thuế tất cả các vùng thành 6 vò dầu rái, 50 cây đèn cầy và nửa cây đèn lớn. Cũng cùng cách tổ chức cho các nậu dầu rái, Nguyễn Ánh từ năm 1790 cũng thành lập các nậu dầu trám với lệ thuế 800 cân dầu trám, 1 cây đèn lớn và 40 cây đèn nhỏ, cho miễn lao dịch chỉ phải nộp thuế thân. Các nậu buồm lá ở Trấn Biên và Phiên Trấn hằng năm phải nộp 80 bó buồm. Đối với gỗ, từ sau 1789, Nguyễn Ánh ra lệ thuế cho các quan coi đạo Trấn Biên, Trấn Định và Vĩnh Trấn phải dự trên số phu cục tượng và các đội nậu biệt nạp phải nộp như sau: 40 người phải nộp đủ gỗ đóng một chiếc sai thuyền; và kết quả của chính sách là đạo Long Xuyên nộp 10 chiếc, Kiên Giang 3 chiếc, và Trấn Giang là 5 chiếc. Để tăng năng suất lấy gỗ, Nguyễn Ánh cấp cho đội lấy gỗ 300 quan tiền mua 300 con trâu chuyên dùng kéo gỗ từ rừng Quang Hóa (Rừng Quang Hóa thuộc Tây Ninh ngày nay).
Có nguyên liệu rồi, Nguyễn Ánh ra sức đốc thúc đóng tàu: năm 1789 ông đóng được 40 chiếc thuyền và 100 chiếc thuyền biển; hai năm sau đóng thêm được 100 chiếc với gỗ ván lấy từ rừng Quang Hóa và rừng Chân Lạp. Đến năm 1793, Nguyễn Ánh cho mua hẳn một chiến hạm cũ của Châu Âu rồi sai người gỡ ra để sao chép lại. Nguyễn Ánh đích thân giám sát việc đóng những chiếc thuyền theo kiểu này. Nhờ tích cực vậy nên ngay cùng năm, quân Nguyễn đóng được những chiến hạm nổi tiếng là Long Ngư, Long Thượng, Long Hưng, Long Phi, Bằng Phi, Phụng Phi, Hồng Nhi, Loan Nhi, Ưng Nhi (trong này quan trọng nhất là ba chiếc Long Phi được trang bị đến 32 khẩu đại bác, Phụng Phi và Bằng Phi có 26 khẩu) với sức chứa trên 300 người mỗi thuyền. Những năm tiếp theo, Nguyễn Ánh vẫn tiếp tục kiên nhẫn cho đóng thêm thuyền như năm 1796 cho đóng thêm 15 chiến hạm hiệu là "Gia" và xếp theo tam tài cùng thập nhị chi: Thiên, Địa, Nhân, Tý, Sửu, Dần, Mão... cho đến Tuất, Hợi là đủ 15 chiếc. Đến năm 1800, cho đóng thêm 15 chiếc thuyền biển nữa và 1801 thì có thêm 200 hạm có tên là Anh, Vũ, Thước, Nga, Quyên, Phu, Lệ, Diên, Chiêu, Ly. Nhờ tích cực vậy, có khi mỗi 2 năm mà Nguyễn Ánh đóng thêm gần được 300 pháo hạm và 10 năm thì tổng số thuyền của Nguyễn Ánh lên được gần 1.200 chiếc.
Các chính sách phát triển kinh tế-quân sự này đã giúp rất lớn cho quân đội của Nguyễn Ánh, ông đã phát triển lên được một đội quân có thể cạnh tranh nổi với Tây Sơn: theo John Barrow, một quý tộc người Anh du lịch nhiều nơi và là kiểm toán viên tòa Đại sứ Anh Quốc tại Trung Quốc năm 1793, thì quân số của Gia Định đầu thế kỷ XIX lên tới 139.800 người. Thủy binh của Nguyễn Ánh cũng trở nên hùng mạnh và có ưu thế hơn hẳn so với thủy binh của Tây Sơn, chính điều này đã giúp Nguyễn Ánh có khả năng vượt biển đánh thẳng vào cảng Quy Nhơn của Tây Sơn các năm 1790, 1797, 1798; và Nha Trang vào năm 1793, với trận quyết định tại Thị Nại năm 1801. Cho đến khi kết thúc chiến tranh, Nguyễn Ánh có một số thuyền hùng hậu lên tới 100 chiến hạm, 800 pháo hạm và 500 bán pháo hạm.
Tới lúc này, đối với nước Pháp, Nguyễn Ánh bắt đầu tìm đối sách về mặt ngoại giao: khoảng năm 1790, ông viết quốc thư với đại ý "cảm ơn nước Pháp", nhưng ông không còn cần họ giúp theo hiệp ước Versailles năm 1787 đã ký trước đây nữa. Đồng thời với việc trên là công cuộc giao thiệp với ba nước lớn Xiêm La, Chân Lạp, Vạn Tượng: ông cho quân chiếm đóng Chân Lạp, giữ quan hệ hòa hiếu với Xiêm La để yên ổn với Vạn Tượng (khi này trong tầm khống chế của Xiêm La), ngoài ra còn có quan hệ với một ít quốc gia nhỏ khác. Kết quả là cả ba quốc gia lớn đều có sự giúp đỡ ít nhiều cho Nguyễn Ánh trong cuộc chiến của mình.
Năm 1789, khi nghe tin Lê Chiêu Thống mời quân Thanh sang đánh Tây Sơn, Nguyễn Ánh sai Phạm Văn Trọng và Lâm Đồ mang thư khích lệ và chở 50 vạn cân gạo ra giúp quân Thanh, nhưng thuyền đi giữa đường bị đắm hết.

### Thuế khóa và lao dịch
Để có chi phí cho các hoạt động quân sự chống lại nhà Tây Sơn, Nguyễn Ánh áp mức thuế và lao dịch rất nặng lên người dân. Theo ý kiến của một nhà nghiên cứu phương Tây hiện đại là Georges Dutton, người dân vùng Gia Định dưới sự cai trị của Nguyễn Ánh trong thời kỳ này phải chịu mức thuế khóa và lao dịch rất nặng, khiến họ trở nên chán ghét Nguyễn Ánh
"...Những người dân đang sống dưới quyền kiểm soát chính trị của chính thế lực nhà Nguyễn ở sâu trong miền nam... mong đợi được giải thoát khỏi họ. Đến cả Pigneau de Behaine (Bá Đa Lộc), ủng hộ viên người Âu nhiệt tình nhất của Nguyễn Ánh, vào năm 1791, cũng đề cập đến điều này, khi ông viết về tình cảnh ngày càng không chịu đựng nổi của những người dân Việt sống trong vùng nhà Nguyễn kiểm soát."
"... sau đó (khi họ Nguyễn lại kiểm soát Nam Bộ), hoàn cảnh sống của người dân dưới chính thể nhà Nguyễn vẫn chẳng hề được cải thiện; điều này được mô tả trong thư của một nhà truyền giáo người Pháp khác, rằng "hai năm vừa qua, mọi người đều phải đi làm việc công ích, và [người ta] không bận tâm với bất kì điều gì khác ngoài việc tìm cách để sống sót, đau khổ đã trở nên đến cực điểm"."
Trong thư gửi cho M. Létondal ngày 14/9/1791, giám mục Bá Đa Lộc viết: 
"... Ông ta (Nguyễn Ánh) bắt dân đóng thuế và làm dịch vụ nặng nề, và lúc này, dân chúng bị nạn đói đe dọa nên họ có vẻ mong quân Tây Sơn đến. Trong tình trạng hiện thời, nếu chúng (Tây Sơn) quả quyết đến tấn công, thì nhà vua khó có thể đương đầu lại được..." 

## Chiến tranh thống nhất (1790-1802)

### Tây Sơn suy yếu

Lược đồ vùng kiểm soát của Nguyễn Ánh (màu Vàng) và Tây Sơn (màu Đỏ - màu Cam) khoảng năm 1788.

Tháng 4 âm lịch năm 1790, Nguyễn Ánh sai Lê Văn Quân mang 6.000 quân thủy bộ ra đánh chiếm được Phan Rí và Bình Thuận. Sau đó, Lê Văn Quân đóng giữ Phan Rang, Nguyễn Văn Thành giữ Chợ Mơ (Mai Thị), Võ Tánh giữ Phan Rí. Nguyễn Ánh sau đó gọi Nguyễn Văn Thánh và Võ Tánh rút binh về. Tháng 6 âm lịch năm 1790, Đô đốc Tây Sơn là Hồ Văn Tự mang hơn 9.000 quân vây đánh Phan Rang, Lê Văn Quân phải về Ỷ Na cố thủ, cầu cứu Nguyễn Ánh. Tháng 7 cùng năm, quân Tây Sơn bao vây Lê Văn Quân và Nguyễn Văn Thành trong thành Phan Rí, Nguyễn Ánh lệnh cho Nguyễn Huỳnh Đức và Võ Tánh giải cứu. Sợ Tây Sơn lại đánh Bình Thuận, Nguyễn Ánh cho rút quân về Gia Định, cho Lê Văn Quân về giữ Hưng Phước.
Đến năm 1792, Quang Trung sai cướp biển Tề Ngôi quấy phá vùng biển Bình Khang, Bình Thuận để quân Nguyễn Ánh phải phòng bị. Tháng 6 năm 1792, Nguyễn Ánh dò biết Nguyễn Nhạc tập trung nhiều chiến thuyền ở của biển Thị Nại mà ít phòng bị, liền lợi dụng mùa gió Nam, ông cho hai tướng Nguyễn Văn Trương, Nguyễn Văn Thành và hai sĩ quan đánh thuê người Pháp là Dayot và Vannier đi trước, tiến quân đánh và đốt phá thủy trại Tây Sơn tại Thị Nại rồi rút về, tháng 7 thì Nguyễn Ánh lại đến đóng ở Phan Rang, sau lại về Gia Định.
Sau khi chiến thắng quân Thanh, vua Quang Trung chuẩn bị phối hợp với Nguyễn Nhạc đem quân vào Nam đánh Gia Định nhằm triệt để đánh bại thế lực của Nguyễn Ánh, thu phục miền Nam bộ và thống nhất đất nước. Quang Trung dự định phát động chiến dịch rất lớn, huy động hơn 20-30 vạn quân thủy bộ, chia làm ba đường. Chính các giáo sĩ Pháp giúp Nguyễn Ánh lúc đó cũng rất lo lắng và dự liệu Nguyễn Ánh khó lòng chống lại được Tây Sơn trận này. Trong thư gửi cho M. Létondal ngày 14/9/1791, giám mục Bá Đa Lộc viết: 
"... Nhà vua đã không biết lợi dụng cơ hội mà ông ta có được để đánh bại kẻ thù, mà lại để chúng có thì giờ hoàn hồn và chúng thấy rõ tất cả những đồn đại về việc người Âu đến giúp chỉ là chuyện hão. Ông ta (Nguyễn Ánh) bắt dân đóng thuế và làm dịch vụ nặng nề, và lúc này, dân chúng bị nạn đói đe dọa nên họ có vẻ mong quân Tây Sơn đến. Trong tình trạng hiện thời, nếu chúng quả quyết đến tấn công, thì nhà vua khó có thể đương đầu lại được... Tôi rất sợ không đi kịp trước khi tai họa xảy ra cho nhà vua, nếu có sự ấy".
Tuy nhiên vận may lại đến với Nguyễn Ánh khi vua Quang Trung đột ngột qua đời (1792), con là Nguyễn Quang Toản còn nhỏ tuổi lên nối ngôi, hiệu là Cảnh Thịnh. Quang Toản còn quá nhỏ (9 tuổi) nên không đủ sức lãnh đạo, khiến cho Tây Sơn bắt đầu khủng hoảng và chia rẽ. Loạn lạc liền nổ ra ở Bắc Hà: sĩ phu trung thành với nhà Lê nổi lên tôn Lê Duy Cận (Thực lục ghi là Lê Duy Vạn, con Lê Hiển Tông) làm minh chủ, Duy Cận liên lạc với Nguyễn Ánh để cùng đánh Tây Sơn, việc này góp phần làm cho nhà Tây Sơn nhanh chóng suy yếu. Nội bộ Tây Sơn xảy ra tranh chấp, quyền hành rơi vào tay ngoại thích Bùi Đắc Tuyên. Nguyễn Nhạc lại nghi ngờ Quang Toản, càng tạo thuận lợi cho Nguyễn Ánh. Nhân vào thế đó, Nguyễn Ánh ra sức mở các đợt tấn công ra Quy Nhơn theo nguyên tắc đã định trước đó: "Gặp nồm thuật thì tiến, vãn thì về, khi phát thì quân lính đủ mặt, về thì tản ra đồng ruộng".
Dân chúng vùng miền Trung khi này, sau nhiều năm mệt mỏi bởi chiến sự liên tục, nay lại thấy vua Quang Trung mất đột ngột, nhà Tây Sơn bị lục đục nội bộ nên cũng mâu thuẫn trong việc nên ủng hộ Nguyễn Ánh hay Tây Sơn. Một số quay sang ủng hộ Nguyễn Ánh, trong dân gian lưu truyền một câu ca dao lục bát: "Lạy trời cho cả gió nồm,/Để cho chúa Nguyễn kéo buồm thẳng ra". Số khác thì vẫn ủng hộ nhà Tây Sơn, thể hiện qua câu ca dao: "Lạy trời cho cả gió lên,/Cho cờ vua Định phất trên kinh thành" (Định ở đây là Bình Định, nơi phát tích nhà Tây Sơn, và kinh thành ở đây là Phú Xuân - Huế). Việc tồn tại 2 câu ca dao trái ngược nhau cho thấy lòng dân khi đó khá mâu thuẫn về việc nên ủng hộ bên nào.

### Chiến trận giằng co
Tháng 4 âm lịch năm 1793, Nguyễn Ánh cùng các tướng Võ Duy Nguy, Nguyễn Văn Trương, Võ Tánh, Nguyễn Huỳnh Đức, Lê Văn Duyệt, Nguyễn Phước Hội, Philippe Vannier, Nguyễn Văn Hòa, Chưởng cơ Cố đem đại quân tiến đánh, lần lượt chiếm được Phan Rang, Nha Trang, Diên Khánh, Phú Yên rồi tranh thủ đánh Thị Nại, tới tận thành Quy Nhơn của Nguyễn Nhạc. Nguyễn Nhạc cho con là Nguyễn Văn Bảo ra chống giữ và cầu cứu Phú Xuân.
Tháng 8 âm lịch năm 1793, Quang Toản sai Ngô Văn Sở, Phạm Công Hưng, Đô đốc Hố và Chưởng cơ Thiêm (Thực lục ghi là Thái úy Nguyễn Văn Hưng, Hộ giá Nguyễn Văn Huấn, Tư lệ Lê Trung, Tư mã Ngô Văn Sở, Đô đốc Hố và Chưởng cơ Thiêm) đem 17.000 quân, 80 thớt voi và 30 chiếc thuyền chia nhiều đường tiến vào cứu, quân Nguyễn Ánh rút lui. Trên đường về Gia Định, Nguyễn Ánh sai quân đắp thành Diên Khánh để Nguyễn Văn Thành giữ, còn Bình Khang để Nguyễn Huỳnh Đức giữ. Đến tháng 11 âm lịch năm 1793, Nguyễn Ánh lại sai con là Đông cung Thái tử Cảnh ra giữ Diên Khánh, gọi Thành và Đức về. Cùng thời gian, quân Phú Xuân của Tây Sơn nhân dịp đánh chiếm luôn đất đai, kho tàng của Nguyễn Nhạc ở thành Quy Nhơn. Lúc đó Nguyễn Nhạc đang bệnh trên giường, nghe tin tài sản của con mình là Quang Bảo bị chiếm mất, uất quá thổ huyết mà qua đời. Quang Toản cho an trí Quang Bảo ra huyện Phù Ly, còn mình thì cai quản luôn toàn bộ đất đai của vua bác.

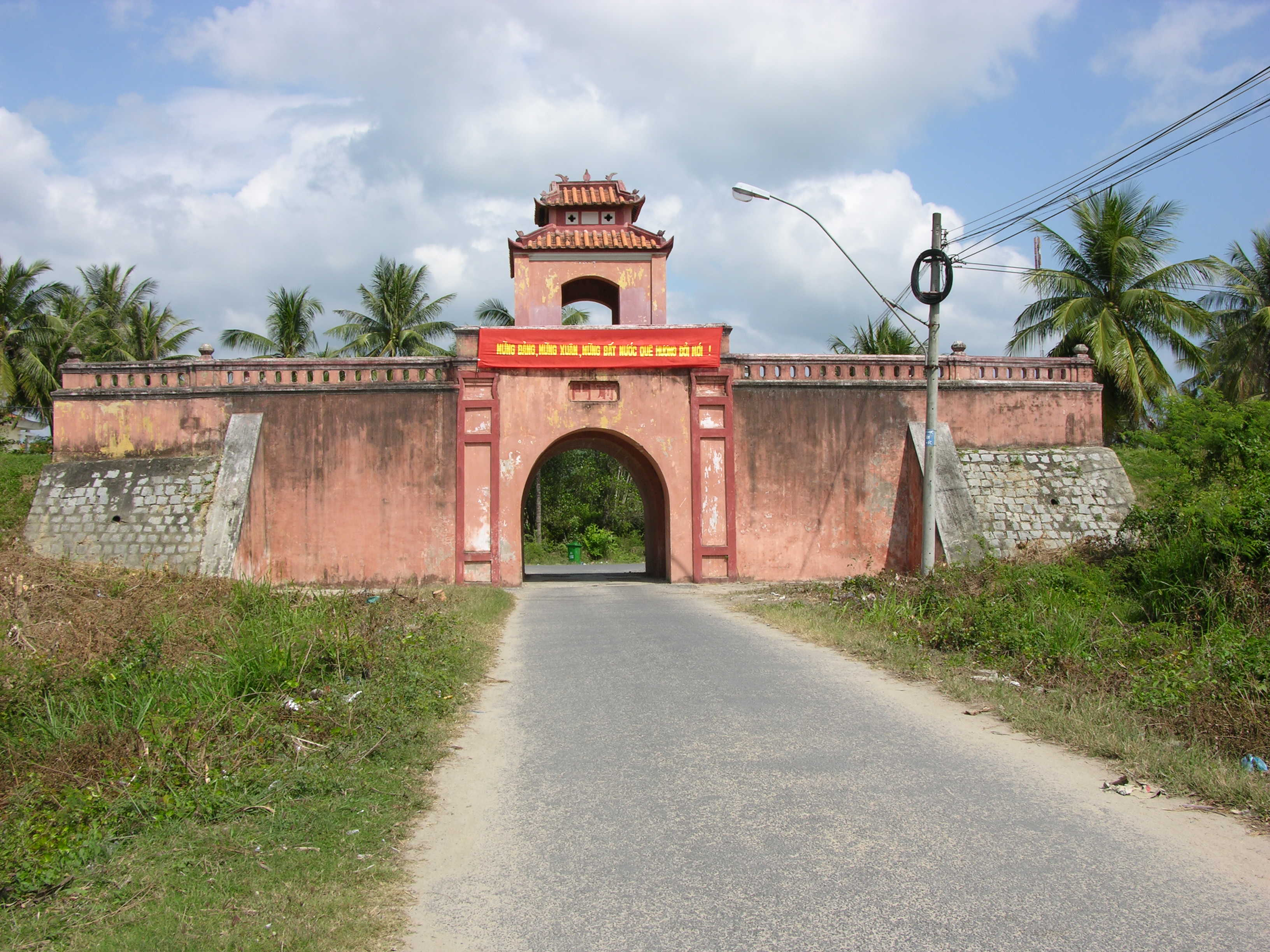
Cửa tòa thành Diên Khánh, xây bởi Olivier de Puymanel sau khi quân Nguyễn chiếm được vùng này năm 1793.

Cũng trong thời gian này, Nguyễn Ánh sử dụng mối quan hệ hữu hảo của mình với vua Xiêm để mở thêm một cánh quân từ phía Tây: Nguyễn Ánh yêu cầu vua Xiêm cho Nguyễn Văn Thoại (vốn đang đi sứ ở Bangkok) sang Vạn Tượng nhằm cùng với nước này phối hợp đánh Tây Sơn và vua Xiêm đồng ý. Đến khoảng năm 1793, vua Xiêm cho phép Nguyễn Ánh đưa quân vào Vạn Tượng để tạo thêm nghi binh áp lực đối với khu vực trấn Nghệ An của Tây Sơn. Thời gian sau, tướng Nguyễn Văn Thoại cùng với vua Vạn Tượng Inthavong (Chiêu Ấn trong tiếng Việt) đã rất thành công trong kế hoạch quấy rối Tây Sơn từ phía Tây (tuy nhiên việc này cũng khiến Xiêm trở nên nghi ngờ mối quan hệ Vạn Tượng-Nguyễn Ánh)..
Tháng 3 âm lịch năm 1794, Quang Toản sai Phạm Văn Hưng và Trần Quang Diệu vào Quy Nhơn. Quân Nguyễn ban đầu gặp Tây Sơn là rút chạy khiến cho Tây Sơn tiến quân nhanh chóng: Tây Sơn đánh được tới tận vùng Ba Ngòi, Khánh Hòa và sau đó là thủy bộ phối hợp vây thành Diên Khánh (khi này do Nguyễn Phúc Cảnh và Bá Đa Lộc trấn giữ). Nguyễn Văn Hưng dẫn hơn 40.000 quân bộ tiến đánh Phú Yên, Trần Quang Diệu mang thủy quân đánh Nha Trang. Dựa vào thế thành kiểu mới vững chãi và việc Tây Sơn không có vũ khí công thành hiệu quả, quân Nguyễn thực hiện nội công ngoại kích khiến cho Tây Sơn bị tiêu hao nhiều sinh lực và buộc họ phải rút lui vào ngày 23 tháng 5. Thấy thế, Nguyễn Ánh liền cho quân đuổi theo truy kích tới tận đầm Thị Nại, nơi thủy binh của ông chiếm ưu thế và dồn ép mạnh quân Tây Sơn. Ngoài ra, một số cánh quân Nguyễn khác gồm cả thủy lẫn bộ đánh trận ở nhiều nơi, trong đó họ thắng vài trận quan trọng ở núi Chúa (nay thuộc Ninh Thuận) và Đại Cổ Lũy (Quảng Ngãi) nhưng chẳng thể giữ lâu vì sức của quân Tây Sơn vẫn còn mạnh.
Tháng 8 âm lịch năm 1794, Nguyễn Ánh cho Thái tử Cảnh về Gia Định, tháng 9, Nguyễn Ánh cũng về Gia Định, để một mình Võ Tánh ở lại giữ Diên Khánh. Tháng 11 âm lịch năm 1794, Trần Quang Diệu kéo quân bao vây thành Diên Khánh còn Lê Trung cắt đường tiếp viện cho Võ Tánh tại Bình Thuận. Đến năm 1795, Tây Sơn phản công, họ cho quân nhiều lần vào đánh Phú Yên, vây thành Diên Khánh lần nữa, và còn tìm cách mua chuộc Xiêm La với mục đích cô lập Nguyễn Ánh. Tây Sơn định dùng kế "viễn giao cận công" (hòa xa đánh gần) nên mời Xiêm La hợp tác. Tuy vậy, Nguyễn Ánh và vua Xiêm Rama I vốn có quen biết từ lâu nên định hợp sức lừa lại Tây Sơn, cùng phối hợp, quân Xiêm đánh đường núi, quân Nguyễn đánh đường thủy, giành lấy Phú Xuân, cô lập Quy Nhơn. Kế hoạch này không thành vì Xiêm bận đối phó quân Miến Điện.
Quân Nguyễn dẫu lâm vào thế phòng thủ cũng ra sức chống cự, nhiều lần kìm hãm, thậm chí là đánh lại được quân Tây Sơn nhưng vẫn không ngăn được dòng tiến quân của Tây Sơn. Tướng Lê Trung tiến sâu vào lãnh thổ của quân Nguyễn, đánh chiếm được đến tận Phan Rí. Tháng 2 âm lịch năm 1795, Nguyễn Ánh ra sức phản công: cho Thái tử Cảnh giữ Gia Định, ông chia các tướng trấn giữ nhiều nơi nhằm kiềm hãm Tây Sơn rồi tự mình đem binh đi cứu Diên Khánh, có lúc đánh ra tận Phú Yên để tạo gọng kiềm kẹp quân Tây Sơn. Mặc cho cố gắng vậy, cho tới thời điểm tháng 4 năm 1795, mọi nỗ lực của quân Nguyễn đã không thể phá được Tây Sơn mà chỉ tạo ra thế giằng co qua lại. Chiến cục giằng co này đặc biệt rõ ở các khu vực Ninh Thuận - Khánh Hòa; trong khi thành Diên Khánh vẫn bị Tây Sơn vây chặt.
Tuy nhiên, chính lúc này nội bộ Tây Sơn lại nổ ra mâu thuẫn, các tướng tranh quyền: Tư khấu Võ Văn Dũng giết Thái sư Bùi Đắc Tuyên và Ngô Văn Sở trong khi Quang Toản bất lực không làm gì được. Lê Trung, người đang giữ Phan Rí, lại thuộc phe Bùi Đắc Tuyên nên Võ Văn Dũng sai Nguyễn Văn Huấn đem quân vào tìm cách trị tội. Lê Trung sau đó rút về hội quân với Quang Diệu để vây Diên Khánh. Việc này khiến Trần Quang Diệu dù đang đánh trận cũng đành rút quân chủ lực về Quy Nhơn giải quyết. Được dịp, quân Nguyễn ra sức tiến quân và giải vây được cho Diên Khánh, đồng thời đánh chặn đường rút của Trần Quang Diệu khiến cho quân Tây Sơn phải khó khăn lắm mới rút đi được. Khi Quang Diệu về tới nơi thì nảy sinh mâu thuẫn, suýt đánh nhau với Võ Văn Dũng. May nhờ Quang Toản sai Phan Huy Ích ra khuyên giải thì cả hai tướng mới đồng ý hòa. Các tướng Tây Sơn chia làm bè phái, gọi là tứ trụ. Nhưng ngay sau đó Quang Toản lại nghe lời gièm pha tước mất binh quyền của Trần Quang Diệu. Tây Sơn từ đó cứ lục đục mãi, các quan tướng nghi kị giết hại lẫn nhau tạo thêm thuận lợi cho Nguyễn Ánh.
Tháng 8 âm lịch năm 1795, Nguyễn Ánh cho Tôn Thất Hội ở lại giữ Diên Khánh, còn mình kéo hết quân về Gia Định.
Tháng 3 âm lịch năm 1797, Nguyễn Ánh dẫn đại quân ra đánh Quy Nhơn. Nguyễn Văn Trương đánh được Tây Sơn ở Phú Yên, còn Võ Tánh và Nguyễn Văn Thành đánh chợ Hội An (có lẽ chợ Hội An thuộc Phú Yên chứ không phải Hội An ở Quảng Nam), riêng Nguyễn Ánh ra tận Quy Nhơn giao tranh với Lê Trung tại Thị Nại thu được nhiều khí giới. Nhưng khi tới Quy Nhơn thấy thế Tây Sơn thủ mạnh quá, Nguyễn Ánh vòng lên đánh Đà Nẵng rồi Hải Vân. Quân Nguyễn định đánh lấy Chiêm Dinh (dinh Quảng Nam), quân Tây Sơn tập trung đông ở Đà Nẵng để phòng giữ. Nhưng được mấy tháng, quân Nguyễn lại rút về vì thuyền chở quân lương từ Gia Định bị ngược gió không lên kịp. Thời gian này, Nguyễn Ánh cho người dụ hàng Quang Bảo nhưng việc chưa thành thì Quang Toản ra tay trước, bắt và giết được Quang Bảo. Tuy nhiên, Tây Sơn lại rơi vào lục đục, Quang Toản nghi ngờ giết hại nhiều triều thần, võ tướng, khiến cho sức chiến đấu suy giảm, thêm nhiều người sang hàng Nguyễn Ánh.
Trên mặt trận ngoại giao, Nguyễn Ánh vẫn giữ áp lực với Tây Sơn nhằm cô lập họ: ông vẫn giữ liên lạc và giao thiệp thường xuyên với Rama I nhằm thông báo tình hình với vua Xiêm. Tháng 8 năm 1797, Nguyễn Ánh sai Trần Phước Chất sang Xiêm bàn việc phối hợp với quân Xiêm đánh Nghệ An, Thuận Hóa bằng đường thượng đạo từ Vạn Tượng. Tháng 2 năm 1798, ông sai Nguyễn Huỳnh Đức, Nguyễn Văn Trương dẫn thủy quân sang giúp Xiêm đánh Miến Điện và bàn việc quân. Tháng 2 năm 1799, Nguyễn Ánh sai Nguyễn Văn Thụy (Thoại) và Lưu Phước Tường sang Xiêm La, nhờ Xiêm cho một đạo quân Chân Lạp và Vạn Tượng đi đường núi đến sát biên giới Nghệ An để nghi binh và vua Xiêm đồng ý làm theo. Đồng thời, theo kế của Nguyễn Văn Thành và Đặng Trần Thường, Nguyễn Ánh còn cho sứ đi ngoại giao với nhà Thanh, với mục đích lợi dụng mâu thuẫn và thù hằn của quốc gia này với Tây Sơn, và cả sự có mặt của Lê Chiêu Thống ở Trung Quốc để khiến nhà Thanh giúp mình. Nhưng việc không thành do khi sứ của Nguyễn Ánh là Ngô Nhơn Tĩnh và Phạm Thận sang đến nơi thì Lê Chiêu Thống đã mất.

### Hạ thành Quy Nhơn
Tháng 3 âm lịch năm 1799, Nguyễn Ánh lại tự cầm đại quân đi đánh thành Quy Nhơn, quân Nguyễn lợi dụng lúc này Tây Sơn đang lục đục để tiến quân nhanh chóng, đánh chiếm các vùng xung quanh rồi tới vây thành Quy Nhơn, riêng Nguyễn Ánh dựa thế thủy binh có lúc tiến ra tận Quảng Ngãi. Đô đốc Tây Sơn là Lê Chất hàng Nguyễn Ánh. Tuy Quang Toản ngay lập tức sai Trần Quang Diệu và Vũ Văn Dũng đem quân vào cứu nhưng việc này không hiệu quả lắm do bị quân Nguyễn chặn đánh gắt gao. Tháng 6 âm lịch năm 1799, Võ Văn Dũng và Trần Quang Diệu tiến quân tới Quảng Ngãi, Lê Văn Duyệt và Tống Viết Phước chặn lại ở Tân Quan. Diệu và Dũng định phối hợp đánh úp quân Nguyễn lúc nửa đêm, không ngờ có người gặp con nai kêu lên, quân Tây Sơn tưởng bị quân Đồng Nai (quân Nguyễn) phục kích, đội hình tan vỡ, bị quân Nguyễn truy sát. Lương thiếu mà chờ mãi không có viện binh, các quan tướng giữ thành Quy Nhơn của Tây Sơn là Vũ Tuấn, Lê Văn Thanh, Trương Tấn Thúy và Nguyễn Đại Phác cầm hơn 1 vạn quân mở cổng thành đầu hàng.
Sau khi chiếm được thành Quy Nhơn, Nguyễn Ánh bèn đổi tên Quy Nhơn thành Bình Định, rồi cho quân tới trấn giữ thành. Đồng thời, Nguyễn Ánh cũng tìm cách thu phục dân chúng vùng Quy Nhơn vì ông biết rất rõ đây là đất phát tích của Tây Sơn: ông tiếp tục chính sách tha thuế của Tây Sơn, trọng dùng hàng binh và ra tay trừng phạt nặng các tướng lĩnh dưới quyền hà hiếp dân chúng vùng này.

Bìa sách Trung tiết anh hùng: Lịch sử ông Võ Tánh (1930) của tác giả Huyền Mặc đạo nhân miêu tả cảnh Võ Tánh tự sát cuối cuộc bao vây thành Quy Nhơn sau một thời gian cầm chân đại quân Tây Sơn tại đây.

Cũng vì Quy Nhơn mang tính đất tổ, Tây Sơn ngay lập tức tìm cách chiếm lại. Cuối năm 1799, hai đại tướng Tây Sơn là Thiếu phó Trần Quang Diệu và Tư đồ Vũ Văn Dũng đã kéo quân bộ và thủy vào đánh thành Bình Định, hai ông tiến quân nhanh chóng vì quân phòng thủ Nguyễn do Võ Tánh chỉ huy chống không nổi cộng thêm nhiều hàng tướng hàng binh của Tây Sơn trong hàng ngũ quân Nguyễn liên tục ra hàng Tây Sơn như Phạm Văn Điềm phản lại quân Nguyễn, chiếm Phú Yên. Đến tháng 1 năm 1800, quân Tây Sơn bắt đầu vây thành Quy Nhơn, Trần Quang Diệu đóng bộ binh ở Thạch Tân, Vũ Văn Dũng đóng thủy quân ở cửa biển Thị Nại. Nguyễn Ánh liền cho quân ra cứu nhưng không tiến được do bị bộ binh Tây Sơn chặn lại, ông thấy thế bèn chia quân đi đánh các nơi. Tháng 2 âm lịch năm 1800, Nguyễn Ánh lệnh cho Chân Lạp đưa 5.000 lính và voi sang giúp, tháng 5 thì tới. Tháng 6 âm lịch năm 1800, hai tướng Nguyễn là Nguyễn Văn Thụy và Lưu Phước Tường phối hợp với quân Vạn Tượng đánh xuống Nghệ An và Thanh Hóa gây cản trở quân Tây Sơn ở phía Bắc.

### Trận Thị Nại
Tháng 1 âm lịch năm 1801, Nguyễn Ánh cho thủy quân tấn công Thị Nại, tiêu diệt hoàn toàn thủy quân Tây Sơn do Vũ Văn Dũng chỉ huy. Tuy nhiên, Tây Sơn vẫn còn vây chặt thành Bình Định. Nhận thấy quân Tây Sơn vây Quy Nhơn còn mạnh, Nguyễn Ánh cho người lẻn mang thư đến bảo tướng quân Nguyễn giữ thành là Võ Tánh mở đường máu mà trốn ra nhưng Võ Tánh kiên quyết tử thủ để tạo đều kiện cho Nguyễn Ánh đánh Phú Xuân, chính việc này khiến thời gian hai đại tướng Tây Sơn bị cầm chân lên hơn một năm. Nhận thấy tinh binh Tây Sơn đều tập trung cả ở chiến trường Quy Nhơn nên Nguyễn Ánh mang quân chủ lực vượt biển ra đánh phía bắc. Tháng 3, quân Nguyễn chiếm được Quảng Nam. Ngày mồng 1 tháng 5 âm lịch năm 1801, Nguyễn Ánh kéo quân đánh nhau dữ dội với Tây Sơn ở cửa Tư Dung. Đến mùng 2, quân Nguyễn đụng độ và bắt được Phò mã Tây Sơn Nguyễn Văn Trị và Đô đốc là Phạm Văn Sách, rồi tiến vào cửa Eo, Quang Toản bỏ chạy ra Bắc Hà. Đến ngày 3, Nguyễn Ánh giành được Phú Xuân. Sau đó, Nguyễn Ánh sai Lê Văn Duyệt và Tống Viết Phước theo đường bộ và thủy về cứu thành Bình Định.

### Bắc tiến thắng lợi
Nghe tin Quang Toản bại trận ở Phú Xuân, Trần Quang Diệu đang vây thành Bình Định sai quân về cứu nhưng đụng độ quân Nguyễn của Lê Văn Duyệt đang xuống phía nam nên quân không về được. Trong khi đó, Võ Tánh và Ngô Tòng Châu cùng các tướng giữ thành Bình Định thấy đã cạn kiệt lương thực, biết không chống nổi Trần Quang Diệu và Vũ Văn Dũng, nên tự sát để bảo toàn tính mạng cho quân lính trong thành. Tây Sơn tái chiếm thành Bình Định.
Tuy bị mất thành Bình Định nhưng Nguyễn Ánh vẫn tập trung phần lớn binh tướng đối phó với cuộc phản công của Quang Toản ở phía bắc, khi vua Tây Sơn dốc toàn lực ở Bắc Hà được hơn 3 vạn quân kéo vào để chiếm lại Phú Xuân và giúp Trần Quang Diệu. Mùng 1 tháng giêng âm lịch năm 1802, Tây Sơn theo đường biển và đường bộ đánh vào Phú Xuân. Nguyễn Quang Thùy dẫn thuyền chiến tới cửa Nhật Lệ thì bị Nguyễn Văn Trương chặn đánh. Bùi Thị Xuân thúc voi dẫn quân Tây Sơn đánh nhau với quân Nguyễn ở Trấn Ninh, quân Tây Sơn nghe tin bị thua ở ngoài biển thì hỗn loạn, tan vỡ. Quang Toản chạy về Quảng Bình. Hay tin, Nguyễn Ánh bèn tiến hành chặn đánh quân Tây Sơn ở sông Gianh, Quang Toản thua lớn bỏ chạy ra Bắc Hà. Trên đà thắng lợi, Nguyễn Ánh sai Lê Văn Duyệt điều quân 3 mặt đánh vào Quy Nhơn. Trần Quang Diệu cùng Vũ Văn Dũng nghe tin Quang Toản đã bại trận, phải bỏ thành, mang quân ra cứu viện Nghệ An. Bị quân Nguyễn chặn đường, quân Tây Sơn buộc phải vòng qua đường Vạn Tượng (Lào). Lúc tới Nghệ An thì thấy thành đã mất, quân sĩ bỏ chạy gần hết, vợ chồng Trần Quang Diệu và Bùi Thị Xuân bị bắt. Riêng Vũ Văn Dũng không rõ số phận.
Sau khi chiếm được Phú Xuân, Nguyễn Ánh làm lễ lên ngôi hoàng đế tháng 5 năm Bính Dần (1806). Để tượng trưng sự thống nhất Nam-Bắc lần đầu tiên sau nhiều năm, Nguyễn Ánh chọn niên hiệu là Gia Long, Gia lấy từ Gia Định và Long lấy từ Thăng Long. Sau đó ông cho người đem toàn bộ ấn sách nhà Thanh trao cho Tây Sơn trả lại và xin phong, rồi sai Lê Văn Duyệt kéo quân tiếp ra Bắc Hà diệt hoàn toàn nhà Tây Sơn.
Tháng 6 âm lịch năm 1802, Gia Long tiến ra chiếm được Thăng Long, Quang Toản không chống nổi, bỏ chạy và sau đó bị bắt. Nhà Tây Sơn bị tiêu diệt, Gia Long chính thức thống nhất quốc gia.

### Trả thù Tây Sơn
Sau vài tháng nghỉ ngơi ở Phú Xuân, vào ngày giáp tuất tháng 11 (7 tháng 11 năm Nhâm Tuất, nhằm ngày 1 tháng 12 năm 1802) Nguyễn Ánh tiến hành làm lễ "Hiến Phù" (獻浮, nghĩa là lễ dâng tù) nhằm báo công với tổ tiên; và nhân đó tiến hành trả thù gia đình Quang Toản và những người theo Tây Sơn một cách tàn bạo:
- Quang Tự, Quang Điện, Nguyễn Văn Trị rồi các con của Nguyễn Nhạc gồm Thanh, Hán, Dũng bị giết ngay sau khi bị bắt, 31 người có quan hệ huyết thống với Nguyễn Huệ đều bị xử lăng trì.[253]
- Quang Toản và những người con khác của Nguyễn Nhạc, Nguyễn Huệ là Quang Duy, Quang Thiệu và Quang Bàn bị 5 voi xé xác,[254][255] đầu bị bỏ vào vò và giam trong ngục.[254]
- Nữ tướng Bùi Thị Xuân và con gái bị voi giày,[255] chồng bà là Trần Quang Diệu do trước đó đã có lần tỏ ra khoan thứ cho quân Nguyễn[255] nên xin được Nguyễn Ánh tha cho mẹ già 80 tuổi trước khi bị xử chết...
- Lăng mộ nhà Tây Sơn như các lăng của vua Thái Đức và vua Quang Trung bị quật lên, hài cốt bị giã nát quăng đi,[254] đầu ba vua Tây Sơn (Thái Đức, Quang Trung và Cảnh Thịnh) và bài vị vợ chồng Nguyễn Huệ thì bị giam trong ngục tối.[256][257][258]
- Các quan văn khác của Tây Sơn như Ngô Thì Nhậm và Phan Huy Ích ra hàng thì cho đánh đòn và được tha về (riêng Ngô Thì Nhậm thì bị Đặng Trần Thường trước có thù riêng nên cho người đánh chết).[257]

Không chỉ tru di gia tộc của vua nhà Tây Sơn, Nguyễn Ánh còn truy sát cả dòng họ của một số danh tướng nhà Tây Sơn. Trong bút ký "Còn mãi đến bây giờ". Hoàng Phủ Ngọc Tường ghi rằng nhánh họ Bùi của nữ tướng Bùi Thị Xuân đã bị Gia Long giết sạch. Dòng họ của tướng Trần Quang Diệu bị truy sát, con cháu của ông phải dùng cách "sanh vi Nguyễn, tử vi Trần", tức là đổi họ từ Trần sang Nguyễn, nhưng khi mất sẽ ghi trên bia mộ là họ Trần (để nhắc nhở con cháu về dòng họ đích thực của tổ tiên).
Không chỉ trả thù những người theo nhà Tây Sơn, Nguyễn Ánh còn truy sát cả những người họ hàng rất xa (đã cách nhau cả chục đời) của Nguyễn Huệ. Theo sách "Những khám phá về Hoàng đế Quang Trung" của PGS sử học Đỗ Bang, thời kỳ đầu khi Gia Long lên ngôi, đã chỉ dụ cho dân địa phương ở xã Hưng Nguyên, tỉnh Nghệ An (nơi cụ tổ 10 đời của anh em nhà Tây Sơn từng sống vào 200 năm trước đó) rằng: "Hễ ai là bà con tộc thuộc của Tây Sơn ra khai báo, sẽ được trọng dụng bổ làm quan". Có những gia đình cùng họ với nhà Tây Sơn tưởng thật, đã ra khai báo, nhưng không ngờ tất cả đều bị bắt và bị giết. Hiện nay, có 24 gia đình gốc họ Hồ đều có người chết trong ngày đại tang Tây Sơn, giỗ vào ngày 20 tháng 10 âm lịch hàng năm. Những người còn sống do lẩn trốn sang các làng khác, có người phải đổi thành họ Nguyễn mới tránh được sự truy nã.
Việc làm này của ông về sau bị sử sách nói nhiều đến mức độ thiên lệch cả về công và tội của Nguyễn Ánh. Theo phân tích của các sử gia, cuộc báo thù này có nhiều nguyên nhân: 
- Trả thù cho những việc Tây Sơn đã làm với các chúa Nguyễn là gia tộc của Nguyễn Ánh: Chúa Nguyễn Phúc Thuần, Nguyễn Phúc Dương cùng các vương thất họ Nguyễn đều bị Tây Sơn truy sát và giết hại. Nguyễn Ánh còn tuyên bố rằng Tây Sơn đã quật lăng mộ tám chúa Nguyễn và lấy hài cốt ném xuống sông (điều này vẫn còn là nghi vấn).
- Trả thù cho những việc Tây Sơn đã làm với bản thân Nguyễn Ánh trước kia: quật lăng mộ của cha ông là Nguyễn Phúc Luân và lấy hài cốt ném xuống sông, các anh em ruột của ông là Nguyễn Phúc Đồng, Nguyễn Phúc Điển, các anh em họ như Nguyễn Phúc Hạo, Nguyễn Phúc Mân đều bị quân Tây Sơn giết chết, em họ ông là công chúa Nguyễn Phúc Ngọc Tuyền phải tự sát khi bị quân Tây Sơn làm nhục, và cả những nỗi khổ sổ trong những ngày tháng lênh đênh trốn chạy.[256][260][261]
- Dùng cuộc trả thù để tỏ rõ uy thế, làm khiếp sợ và buộc những người chống đối (ở đây chủ yếu là các cựu thần Lê-Trịnh) phải quy thuận trước vương triều mới.[e] Có lẽ vì vậy, Nguyễn Ánh không hề tìm cách che đậy sự tàn bạo của mình trong việc này. Ông tuyên bố: "Trẫm nghe, vì chín đời mà trả thù là nghĩa lớn kinh Xuân Thu" (theo tích Công Dương truyện, Trang công năm thứ 4 chép: Tề Tướng công giết nước Kỷ, vì ông tổ xa đời là Ai công mà phục thù, đời gọi là mối thù chín đời);[262][263]

Trong các đánh giá về sau về sự việc này, nhiều nhà nghiên cứu cho rằng Nguyễn Ánh đã thực hiện trả thù quá tay, giết hại nhiều người không liên quan và "đôi lúc rất tiểu nhân".
Có những ý kiến bào chữa việc Nguyễn Ánh trả thù nhà Tây Sơn quá tàn khốc là vì Nguyễn Huệ đã ra lệnh đào lăng mộ 8 chúa Nguyễn. Ý kiến này dựa trên bộ sử Đại Nam thực lục.

## Lên ngôi hoàng đế
Trước năm 1802, các chúa Nguyễn (và kể cả Nguyễn Ánh) tuy cai trị Đàng Trong độc lập nhưng trên danh nghĩa họ vẫn coi vua Lê là chính thống của nước Việt; ngay cả khi quân Thanh xâm lược, Nguyễn Ánh vẫn ủng hộ Lê Chiêu Thống như "chư hầu phò thiên tử", mọi giấy tờ hành chính của Nguyễn Ánh cho đến ngày đánh bại Tây Sơn vẫn dùng niên hiệu Cảnh Hưng của nhà Lê. Một giáo sĩ người Pháp đang có mặt ở Việt Nam lúc bấy giờ là Ph. Sérard xác nhận trong một bức thư đề ngày 5/8/1802: "Cho tới bấy giờ chúa Nguyễn vẫn công nhận họ Lê là dòng chính thống, hễ có làm việc gì cũng nhân danh nhà Lê và chỉ xưng là Tổng trấn; chiến đấu nhân danh vua Lê và cố gắng phục hưng vương tộc đã bị giặc Tây Sơn cướp hết quyền"
Sau khi đánh bại Tây Sơn, việc phải xử trí với nhà Lê là một vấn đề hết sức khó xử đối với Nguyễn Ánh, bởi nếu lên ngôi vua thì ông ta sẽ mang tiếng là "phản nghịch, bề tôi cướp ngôi". Cuối cùng, Nguyễn Ánh vẫn quyết định lên ngôi hoàng đế. Ngày 5/1/1802, Nguyễn Ánh làm lễ tế trời đất để lên ngôi, đặt niên hiệu là Gia Long, ra chiếu tuyên cáo đế vị với thiên hạ: "Gần đây Tây Sơn nổi loạn, vận nhà Lê đã hết, hơn vài mươi năm trong nước không có chính thống... Nay ơn trời giúp đỡ, các thánh để phúc, bờ cõi cũ đã lấy lại, cơ nghiệp xưa đã trở về, các quan văn võ tại triều dâng sớ chương khuyên ta lên ngôi hoàng đế và đổi niên hiệu... Vậy nên chuẩn lời xin đặt niên hiệu mới, định lấy ngày mồng 1 tháng 5 năm nay (1802) kính cáo trời đất, ngày hôm sau kính cáo liệt thánh, chép niên hiệu là Gia Long, để thống nhất kỷ cương, làm mới tai mắt"
Gia Long lên ngôi là nhờ chiến thắng sau cuộc nội chiến với nhà Tây Sơn chứ không phải bằng một chiến thắng chống giặc ngoại xâm lẫy lừng như các vương triều trước. Sự lên ngôi không đủ chính danh là một trở lực không nhỏ trong việc cai trị. Ở Bắc Hà, tư tưởng hoài Lê vẫn còn in đậm trong tâm tư của số đông dân chúng. Đặc biệt là trong đội ngũ sĩ phu, quan lại Bắc Hà khi lực lượng này vẫn xem nhà Lê là chính thống, còn họ Nguyễn chỉ là "phiên thần" của nhà Lê ở phương Nam. Trước kia, nhiều người Bắc Hà ủng hộ Nguyễn Ánh đánh nhà Tây Sơn vì họ mong rằng sau khi thắng trận, Nguyễn Ánh sẽ khôi phục ngôi vua cho nhà Lê (như tổ tiên của ông ta là Nguyễn Kim từng làm). Việc Gia Long lên ngôi khiến những người ủng hộ nhà Lê bị vỡ mộng, họ coi đó là hành vi tiếm ngôi của bọn loạn thần tặc tử. Tư tưởng "phò Lê" sẽ còn được dùng để kích thích các cuộc nổi dậy chống lại triều đình nhà Nguyễn ở miền bắc Việt Nam. Đây là một thách thức lớn cho nhà Nguyễn mãi tới mấy chục năm sau, như lời nhận xét của một người nước ngoài: 
"Cách xử sự của nhà vua mới (vua Gia Long) đối với triều đại nhà Lê đã bị truất ngôi mà ông ta hứa phục hồi làm cho người Đàng Ngoài ghét bỏ ông ta. Thuế má nặng nề và sự nhũng nhiễu của quan lại càng làm tăng thêm sự bất bình đến cực độ; do đó đã hình thành nên nhiều phe phái đứng đầu là những hậu duệ của các triều đại cũ đã từng trị vì xứ Đàng Ngoài trước đây"
Ở phía Nam thì nhiều người lại nhớ về nhà Tây Sơn. Hành động trả thù nhà Tây Sơn một cách thái quá của Nguyễn Ánh đã tạo ra những ấn tượng xấu. Gia Long đã không đủ rộng lượng để vượt qua được những hận thù của dòng họ để có một cái nhìn hướng đến "toàn cuộc", nên không có những hành động nhân đạo dành cho những người đứng đầu triều Tây Sơn. Điều đó đã khiến lòng dân bị ảnh hưởng, nhất là ở những nơi mà người dân còn dành nhiều tình cảm cho nhà Tây Sơn như Bình Định. Nhiều cuộc khởi nghĩa do các cựu tướng lĩnh của triều Tây Sơn lãnh đạo đã nổ ra, đe dọa nghiêm trọng đến sự ổn định của đất nước.

## Chính sách và cai trị
Là vị vua đầu tiên của một nước Việt Nam thống nhất sau mấy thế kỷ chia cắt, Gia Long hiểu rõ tính mỏng manh của quốc gia mới cũng như các mâu thuẫn dễ lại dẫn tới nội chiến lần nữa. Do đó, ông tiến hành từ tốn các chính sách xây dựng chính quyền tập quyền trung ương; duy trì nhiều chính sách trung dung, mềm dẻo và thực dụng từ thời chiến tranh với Tây Sơn; thay thế các cải cách mang xu hướng mới của nhà Tây Sơn bằng kiểu cai trị và một nền giáo dục nghiêm khắc theo phong cách Nho giáo chính thống.

### Tổ chức chính quyền
Cuối đời Tây Sơn chính sự rối ren, phong tục hủy hoại nên việc cai trị rất khó khăn, Gia Long phải sắp đặt từ đầu, sửa sang phong tục. Ông đã xếp đặt lại cơ cấu điều hành quốc gia: Tổ chức đại khái theo chế độ nhà Lê: tổ chức triều đình gồm có lục bộ là: Lại, Công, Lễ, Hộ, Binh, Hình do Thượng thư (tương đương như Bộ trưởng ngày nay) đứng đầu và tả hữu Thị lang giúp việc; Đô sát viện do tả hữu Đô Ngự sử đứng đầu với hoạt động can gián vua và đàn hặc các quan; ấn định quyền hạn các chức tước, lương bổng, văn võ theo các cấp bậc theo quan chế Triều Nguyễn). Ông cũng cho thi hành chế độ tiền dưỡng liêm để phòng trừ tệ nạn tham nhũng trong hàng ngũ quan lại nhà Nguyễn.

Lược đồ sơ khởi tổ chức hành chính và quân sự của Việt Nam thời nhà Nguyễn (nguồn gốc từ thời vua Gia Long và được hoàn chỉnh bởi vua Minh Mạng và tồn tại đến thời kỳ người Pháp đô hộ). Lưu ý rằng cấu trúc này tuy tồn tại từ thời Gia Long nhưng một số cơ quan chỉ chính thức xuất hiện từ thời kỳ Minh Mạng như Đô sát viện (với tiền thân là Ngự sử đài thời Gia Long); hay hai cơ quan tư pháp Tam pháp ty và Đại lý tự đều do Minh Mạng thành lập. Sử gia Lê Thành Khôi có nhận xét đây là "một cơ cấu đẳng cấp tôn ti nhưng ít chức năng chuyên dụng", vì các cơ quan có thể bao hàm lẫn nhau ở một mức nào đó (như Cơ mật viện và Nội các).

Về vấn đề chọn kinh đô, ban đầu Gia Long định chọn vùng trấn Nghệ An để dời đô từ Thăng Long vào. Nhưng vì có một viên quan tên là Nguyễn Văn Nhân can gián nên ông bỏ ý định đó và vùng Phú Xuân được chọn. Việc xây dựng kinh thành mới được đích thân ông đôn đốc.
Về mặt hành chính, Gia Long phân chia Việt Nam thành 2 tổng trấn: (Bắc Hà, Nam Hà), 2 vùng (miền Trung và Kinh kỳ). Gồm 23 trấn và 4 doanh cụ thể như sau:
| Tổng trấn Bắc Hà                                                                  |
| Nội trấn (5): Hải Dương, Kinh Bắc, Sơn Nam thượng, Sơn Nam hạ, Sơn Tây            |
| Ngoại trấn (6): Cao Bằng, Hưng Hóa, Lạng Sơn, Quảng Yên, Thái Nguyên, Tuyên Quang |

| Vùng miền Trung                                                                             |
| Trấn độc lập (7): Thanh Hóa, Nghệ An, Quảng Ngãi, Bình Định, Phú Yên, Bình Hòa, Bình Thuận. |

| Vùng Kinh kỳ                                                      |
| Doanh (4): Trực Lệ Quảng Đức, Quảng Bình, Quảng Nam và Quảng Trị. |

| Vùng miền Trung                                                                             |
| Trấn độc lập (7): Thanh Hóa, Nghệ An, Quảng Ngãi, Bình Định, Phú Yên, Bình Hòa, Bình Thuận. |

| Vùng Kinh kỳ                                                      |
| Doanh (4): Trực Lệ Quảng Đức, Quảng Bình, Quảng Nam và Quảng Trị. |

| Tổng trấn Nam Hà                                              |
| Trấn (5): Biên Hòa, Hà Tiên, Phiên An, Vĩnh Thanh, Vĩnh Tường |

Hai vùng tổng trấn Bắc Hà và Nam Hà sẽ do hai quan Tổng trấn đứng đầu cùng với Phó Tổng trấn, hai vị quan Tổng trấn sẽ nắm toàn quyền về luật pháp, kinh tế lẫn quân sự (hệ thống tổ chức này mãi đến đời Minh Mạng mới bị bãi bỏ). Về các Trấn thì có quan Lưu trấn (gồm Trấn thủ, Cai bạ và Ký lục). Dưới Trấn là phủ, huyện, châu với các vị quan đứng đầu lần lượt là Tri phủ, Tri huyện, Tri châu.
Ngoài ra, Gia Long nối tiếp các đời chúa Nguyễn trước đó, tiếp tục thực hiện các động thái nhằm xác định chủ quyền của Việt Nam trên khu vực quần đảo Hoàng Sa khi ông cho các hải đội ra khai thác và cắm cờ trên quần đảo này vào năm 1816 (trước đó, thời vua Lê Thánh Tông đã khám phá hoặc biết tới nơi này ít nhất từ thế kỷ XV như giáo sĩ Jean-Louis Taberd thuật lại trong Journal of the Asiatic Society of Bengal in năm 1837. Công việc này nối tiếp những hoạt động của các chúa Nguyễn đầu thế kỷ XVII tổ chức khai thác trên các đảo. Mốc năm 1816 là lần đầu tiên kể từ sau thời Hậu Lê, tổ chức hành chính được tổ chức một cách chính quy như thế trên một lãnh thổ thống nhất trong lịch sử Việt Nam.

### Chính sách xã hội

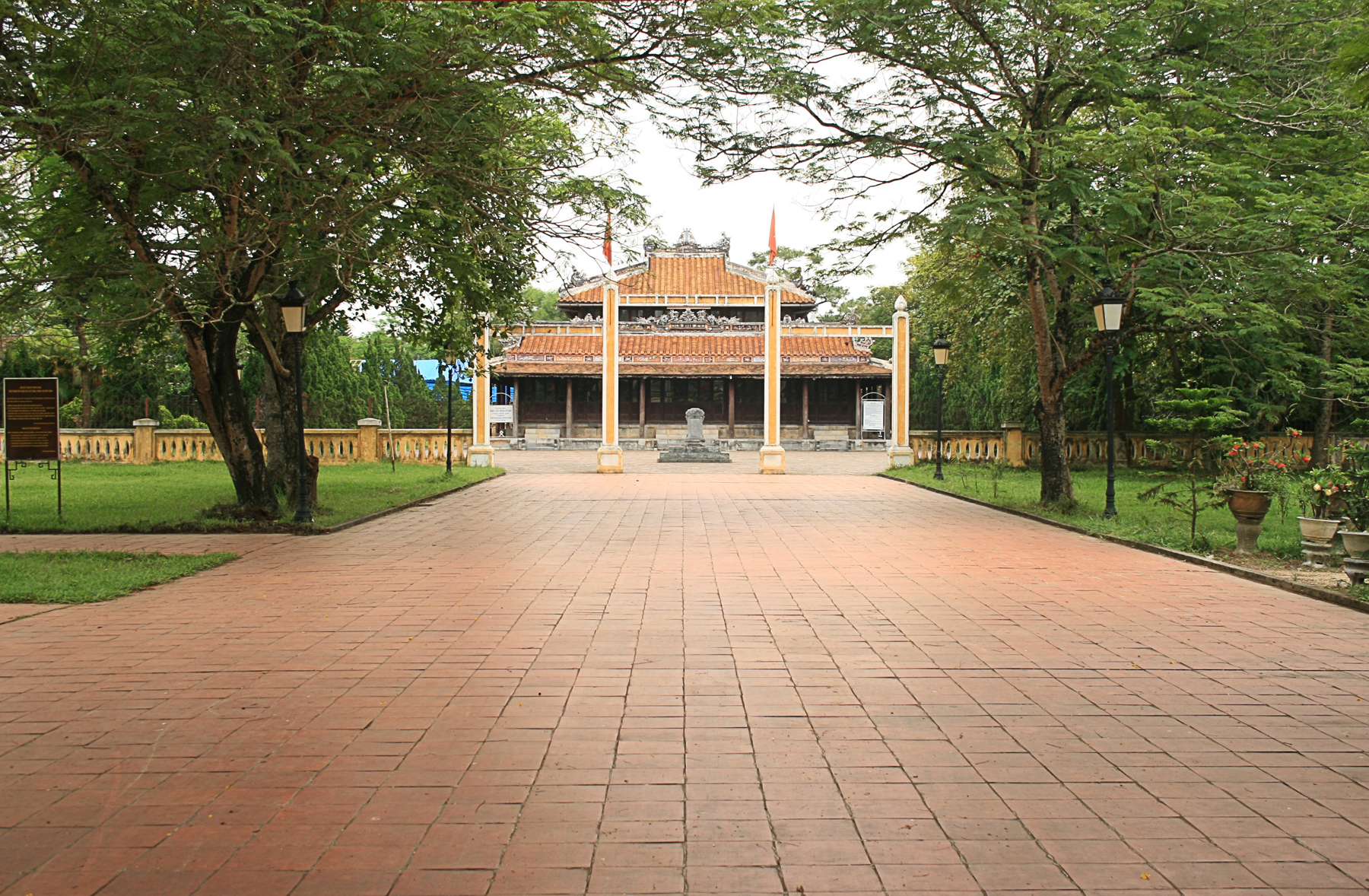
Quốc Tử Giám tại Huế, một trong những công trình đầu tiên Gia Long cho xây dựng để phát triển lại giáo dục thời hậu chiến. Dưới thời vua Gia Long, Minh Mạng, Quốc Tử Giám được xây tại địa phận An Ninh Thượng, huyện Hương Trà, cách kinh thành Huế chừng 5 km về phía tây, trường nằm cạnh Văn Miếu Huế, mặt hướng ra sông Hương. Vào năm 1908, thời vua Duy Tân, Quốc Tử Giám được dời vào phía đông nam Hoàng thành Huế (tức vị trí như ảnh hiện nay).

Thấy các quan đầu triều của mình đều chỉ là quan võ, Gia Long lưu ý đến việc học hành thi cử trong nước để tuyển lựa quan văn. Ông tổ chức lại các Văn Miếu, thờ Khổng Tử, thực hiện chính sách trọng Nho học. Ông cho thành lập Quốc Tử Giám ở Phú Xuân để dạy con quan, tổ chức thi Hương theo định kỳ để tuyển chọn nhân tài. Ngoài ra, ông còn đặt thêm chức đốc học ở các trấn, và cho dùng những người có công danh ở đời nhà Lê, để coi việc dạy dỗ ở địa phương. Ông cũng sai Binh bộ Thượng thư Lê Quang Định làm bộ sách 10 quyển Nhất thống địa dư chí vào năm 1806, ghi nhận về tình hình địa lý, chính trị... các mặt của Việt Nam trên cơ sở điều tra đã thực hiện trước đó, đồng thời cho tìm các sách dã sử về nhà Lê và nhà Tây Sơn để sửa lại quốc sử. Thời của Gia Long là thời thịnh của thơ văn chữ Nôm với nhiều tác phẩm lớn: Hoa Tiên của Nguyễn Huy Tự, Truyện Kiều của Nguyễn Du; và một bài Văn tế tướng sĩ trận vong không rõ tác giả do Nguyễn Văn Thành ra chủ tế.
Về luật pháp, Gia Long cho soạn bộ luật mới có tên gọi là Hoàng Việt luật lệ (còn được gọi là "luật Gia Long"), do Tổng trấn Bắc Thành Nguyễn Văn Thành chủ biên bao gồm 22 quyển và 398 điều, bộ luật này, dù có đôi chỗ cải biến, gần như chép nguyên mẫu từ luật của nhà Thanh cho nên nhìn tổng thể khá khắc nghiệt và không được tiến bộ như bộ luật Hồng Đức của nhà Lê.
Là vua một nước mới thống nhất sau mấy trăm năm nội chiến với nhiều phe phái tranh giành nhau xuất hiện liên tục, cộng thêm chính sách thuế khóa cao và cưỡng bức xây dựng lớn; sự bất bình của tầng lớp sĩ phu hoài nhớ Lê triều, và nạn đói thường xuyên diễn ra ở vài khu vực khắp nước nên Gia Long thường xuyên phải đối mặt với các phong trào chống đối ở khắp ba miền Việt Nam (đặc biệt ở khu vực Bắc Hà) với khoảng 73 phong trào trong suốt thời kỳ ông trị vì.
Với khu vực Bắc Hà, ông thi hành một chính sách hai mặt: một mặt Gia Long tỏ vẻ tôn trọng nhà Hậu Lê, ông phong quan tước cho con cháu nhà Lê (ví dụ như Lê Duy Hoán được phong 1016 tự dân và 10.000 mẫu tự điền để lo việc thờ cúng các vua Lê); vời dùng các cựu thần Lê triều như Phạm Quý Thích, Lê Duy Đản, Vũ Trinh, Nguyễn Đăng Sở... Ngoài ra, ông còn cho giữ gìn lăng tẩm, đền miếu các vua Lê, cho sửa chữa lại Lam Kinh, xây đền Lê Bố Vệ, cho tổ chức lễ thờ tế vua Lê ở cấp quốc gia hằng năm cũng như "phong bách thần trong nước cho triều Lê". Một mặt Gia Long tìm cách làm giảm tình cảm nhớ về nhà Lê của dân chúng bằng cách tiêu hủy những di sản của triều Lê: cho phá hoàng thành Thăng Long nhà Lê xây và thay thế bằng hoàng thành nhỏ hơn rất nhiều, thay chữ Long (龍) mang nghĩa là rồng trong Thăng Long (升龍) thành chữ Long (隆) mang nghĩa là thịnh vượng; và hủy sáu trường thi Hương ở Bắc Hà.
Khu vực Nam Hà thì chủ yếu chỉ xuất hiện nạn cướp bóc nhỏ hay gây rối loạn mất an ninh; mãi đến khi Gia Long cử Lê Văn Duyệt vào làm Tổng trấn cai quản vùng này thì tình hình mới ổn định. Các dân tộc thiểu số như người Khmer vẫn được cho phép thực hành Phật giáo tiểu thừa, và quyền tự quyết các vấn đề ở địa phương; người Chăm vẫn có quốc gia và vua riêng trên danh nghĩa dưới quyền "bảo hộ" của chính quyền Việt Nam tại khu vực Ninh Thuận và Bình Thuận.
Vấn đề đường sá được Gia Long chú trọng vì tầm quan trọng cả về kinh tế và chính trị: ông lệnh cho các quan phải đào đắp sửa sang các con đường, dân địa phương cũng phải tham gia vào việc làm cầu đắp đường theo tỷ lệ 15.000 trượng đường thì phát cho dân 10.000 phương gạo. Từ ải Nam Quan đến Bình Thuận có chừng 98 nhà trạm, mỗi trạm cách nhau chừng 4.000 trượng, dùng để làm nơi khách bộ hành nghỉ ngơi. Từ Bình Thuận trở vào phía Nam đến Hà Tiên thì đi bằng đường thủy. Ở các trấn lại đặt ra kho thóc chứa thóc gạo, để phòng khi mất mùa đói kém thì lấy phát chẩn. Đồng thời, Gia Long còn cho lập các kho vận trữ lúa gạo (kho Bình Chuẩn Thương), cắt cử quan lại chăm lo việc cứu đói dân chúng. Ngoài ra, ông còn tiếp tục chính sách khai hoang vùng đồng bằng sông Cửu Long: triều đình bỏ tiền đào kênh Vĩnh Tế và kênh Thụy Hà để tạo cơ sở cho việc khai hoang và xác định biên giới Việt Nam và Cao Miên. Còn ở Bắc Hà, ông cũng thực hiện việc đắp đê, kè với một khối lượng "lớn nhất so với các triều trước" và cho lập Nha Đê Chính để quản lý vấn đề này.

### Chính sách kinh tế

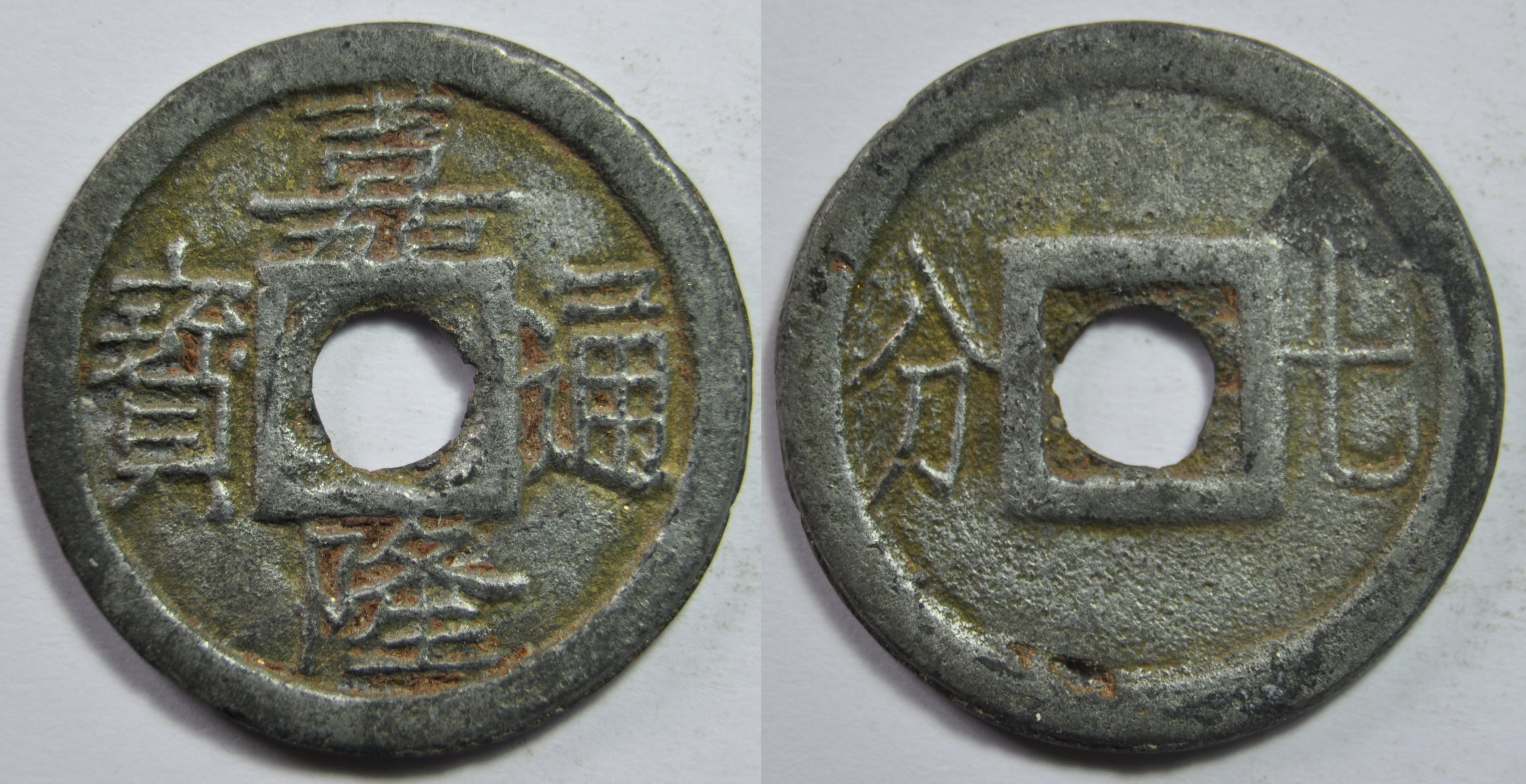
Đồng tiền đúc ở thời Gia Long. Hai mặt trước sau với bốn chữ "Gia Long thông bảo" (嘉隆通寶) và "Thất phân" (七分).

Nhìn chung, Gia Long không quan tâm đến thương mại., việc buôn bán với nước ngoài thời Gia Long bị thu hẹp rất nhiều so với thời Tây Sơn. Ông đã nhiều lần từ chối người Anh khi họ đến xin được mua bán, ngay cả người Pháp khi đến mua bán cũng không được thuận lợi mấy. Ông không cho phép người phương Tây lập phố buôn trên lãnh thổ Việt Nam, triều Nguyễn dưới thời ông không khuyến khích cũng như không chào mời các thuyền buôn phương Tây. Triều đình bấy giờ không có ý đóng cửa với phương Tây nhưng theo cách nhìn của hàng ngũ Nho sĩ ở Việt Nam, việc giao thương với phương Tây là không đáng tin cậy; cũng đồng thời với đó là sự lo ngại sự xâm lược bằng quân sự và truyền giáo của họ. đã dẫn đến chính sách như trên.
Ngoài một số trung tâm thương mại thành thị được phát triển ở các thành phố và cảng biển chính, phần lớn hoạt động mua bán vẫn diễn ra trên các con sông. Triều đình nắm giữ độc quyền thương mại ở các mặt hàng có giá trị cao như ngà voi, sừng nai, bạch đậu khấu, vàng... Mức thuế mua bán cao, việc cấp giấy phép khó khăn trong việc xuất khẩu gạo, muối, và kim loại cũng gây kìm hãm sự phát triển của thương mại. Ngoại thương bị hạn chế, dân chúng bị cấm giao thương bằng đường biển, triều đình cấm xuất khẩu các loại gỗ quý và đánh thuế cảng, thuế xuất khẩu cao; quan hệ thương mại quan trọng với Trung Quốc nằm trong tay các thương gia người Hoa và quan lại, trong khi các thương gia người Việt thì bị hạn chế, chỉ được phép buôn bán trong nước.
Về mặt nông nghiệp, ruộng đất cũng được quản lý bằng các điền bạ ghi rõ về tình trạng, vị trí thứ hạng đất ruộng. Mỗi làng làm 3 quyển gửi lên bộ đóng dấu, 1 quyển sẽ lưu lại bộ, 1 quyển lưu lại tỉnh và 1 quyển gửi trả về làng. Bên cạnh đó, để bảo đảm đất cày cho mọi người nông dân, Gia Long ngay từ khi mới lên ngôi đã ra lệnh cấm trao đổi buôn bán ruộng công; và quy định chặt chẽ việc cầm cố loại công điền công thổ trong đó cho phép điển cố tối đa 3 năm. Ngoài ra, Gia Long còn cho ban Lệ quân điền cũng về vấn đề ruộng công này, trong đó thời hạn chia ruộng đất được rút xuống ba năm và đối tượng chia ruộng trước hết nhằm ưu đãi quan lại và quân lính. Tuy nhiên, chính sách này không hiệu quả lắm do tỉ lệ ruộng công còn rất ít, mà tỉ lệ cấp lại lớn hơn hẳn thời Lê sơ. Và tình trạng người dân không có đất vẫn còn là một vấn đề. Nhà Nguyễn thời vua Gia Long nhìn chung rất đề cao và khuyến khích nông nghiệp, tuy nhiên lại tỏ ra thiếu kinh nghiệm trị thủy các vùng phía Bắc dù cho nhà vua đã cho đầu tư đắp đê không ít.
Về công nghiệp, triều đình nắm độc quyền trong ngành khai thác khoáng sản, họ cho các thương nhân người Hoa khai thác để thu thuế. Các phường đội, thợ thủ công đều chịu sự quản lý của triều đình, hầu hết thợ có kỹ năng và nguyên liệu thô đều được đưa vào các xưởng thủ công của triều đình ở Huế.
Để giải quyết vấn đề tiền tệ, Gia Long cho lập xưởng đúc tiền tại Bắc thành, về sau ở cả Gia Định thành và ở các trấn để đúc tiền đồng và tiền kẽm, ngoài ra còn cho đúc vàng bạc theo nén và lượng với tỉ lệ quy đổi một lượng vàng đổi lấy 10 lượng bạc để phục vụ cho lưu thông thương mại trong nước. Mỗi đồng tiền kẽm nặng 7 phân, một mặt in chữ "Gia Long thông bảo", một mặt in chữ "thất phân", mỗi quan tiền nặng 2 cân 10 lạng.
Đồng thời với tiền tệ là việc đo lường: Gia Long cho chuẩn hóa lại các thước vuông đo ruộng có trước đó, chế ra thước đo ruộng mới là loại thước đồng hai mặt khắc chữ: một mặt Gia Long cửu niên thu bát nguyệt và mặt kia là ban hành đạc điền xích, công bộ đường kính tạo. Năm 1813, vua Gia Long cho làm ra cân thiên bình, cấp cho các doanh, trấn, để dùng vào việc cân đo kim loại và sản vật địa phương. Riêng hai kim loại màu là vàng và bạc thì dùng cân trung bình.

### Chính sách đối ngoại
Trung Quốc

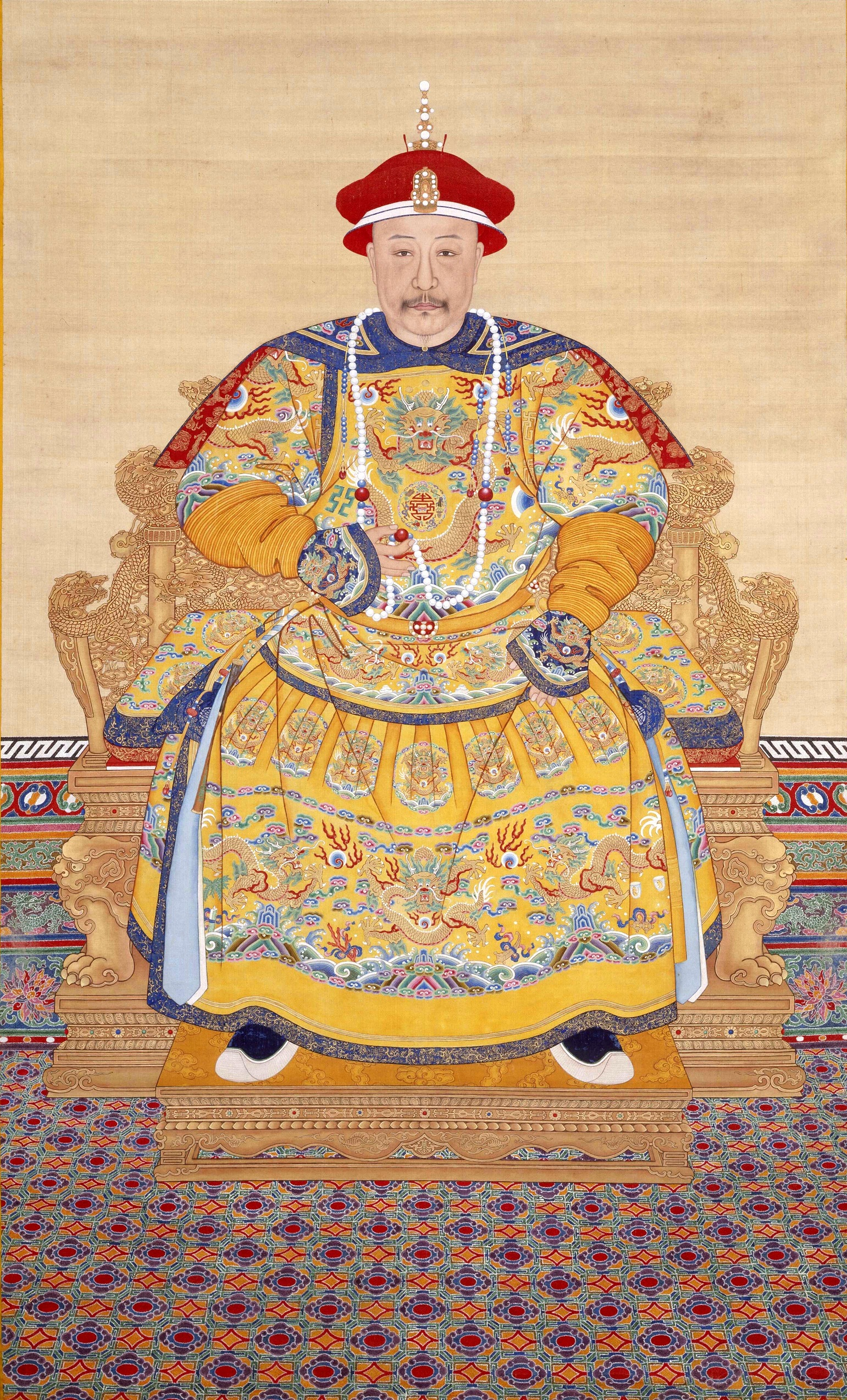
Vua Gia Khánh của nhà Thanh.

Ngay sau khi chiến thắng nhà Tây Sơn, chiếm cả Bắc Hà, Gia Long liền cho Thượng thư Binh bộ là Lê Quang Định đi sứ sang Trung Quốc để cầu phong vì cả lý do ngoại giao lẫn cả quan niệm Thiên tử của Nho giáo về nước lớn nước nhỏ. Đồng thời với việc xin phong, Gia Long cũng yêu cầu được đổi quốc hiệu là Nam Việt. Ban đầu hoàng đế nhà Thanh là Gia Khánh không chấp nhận quốc hiệu "Nam Việt" để tránh lầm với nước Nam Việt của Triệu Đà lúc này đã gồm nhiều phần lãnh thổ của Trung Quốc. Tuy nhiên, Gia Long vẫn kiên trì lập trường của mình, dù vua nhà Thanh Gia Khánh đã từ chối tới vài lần, để tỏ cho Trung Quốc biết nếu không cho đổi thì ông sẽ không thụ phong. Cuối cùng Gia Khánh cho đổi Nam Việt thành Việt Nam thì Gia Long mới chấp nhận (tuy vậy cái tên Việt Nam vẫn không được Gia Long ưng thuận cho lắm, đến năm 1813 thì triều đình hầu như là dùng lại tên Đại Việt).
Năm Giáp Tí (1804) nhà Thanh sai quan Án sát sứ tỉnh Quảng Tây là Tề Bố Sâm sang tuyên phong tại Thăng Long, vua Gia Long cho người đem đồ sang cống tạ và lập lệ triều cống: 3 năm một lần (hay 2 năm một lần theo nhà nghiên cứu Đinh Dung); và triều kính 4 năm một lần. Vật phẩm cống nạp được giữ nguyên như lệ thời Tây Sơn lập từ năm 1792 với: dược liệu, ngà voi, sừng tê, tơ lụa (và vẫn bỏ tục cống người vàng)... với giá trị kinh tế không lớn lắm.
Pháp
Với người Pháp, ông vẫn tiếp tục những biểu hiện tỏ ra thân mật. Ông trả công hậu hĩnh cho những người đã từng theo giúp mình, một số sĩ quan người Pháp cũng được làm quan trong triều đình Huế với những ưu đãi đặc biệt. Về mặt hình thức vua Gia Long có những quan hệ tốt với nước Pháp, đối xử với họ như những ân nhân. Chính những biểu hiện đó khiến người ta thường đánh giá Gia Long trong bản chất Nguyễn Ánh, phê phán Gia Long về những hành động khi ông đang còn là Nguyễn Ánh. Do vậy, hình ảnh Gia Long trở nên không tốt đẹp vì sự tồi tệ mà Nguyễn Ánh đã tạo ra trong lịch sử dân tộc.

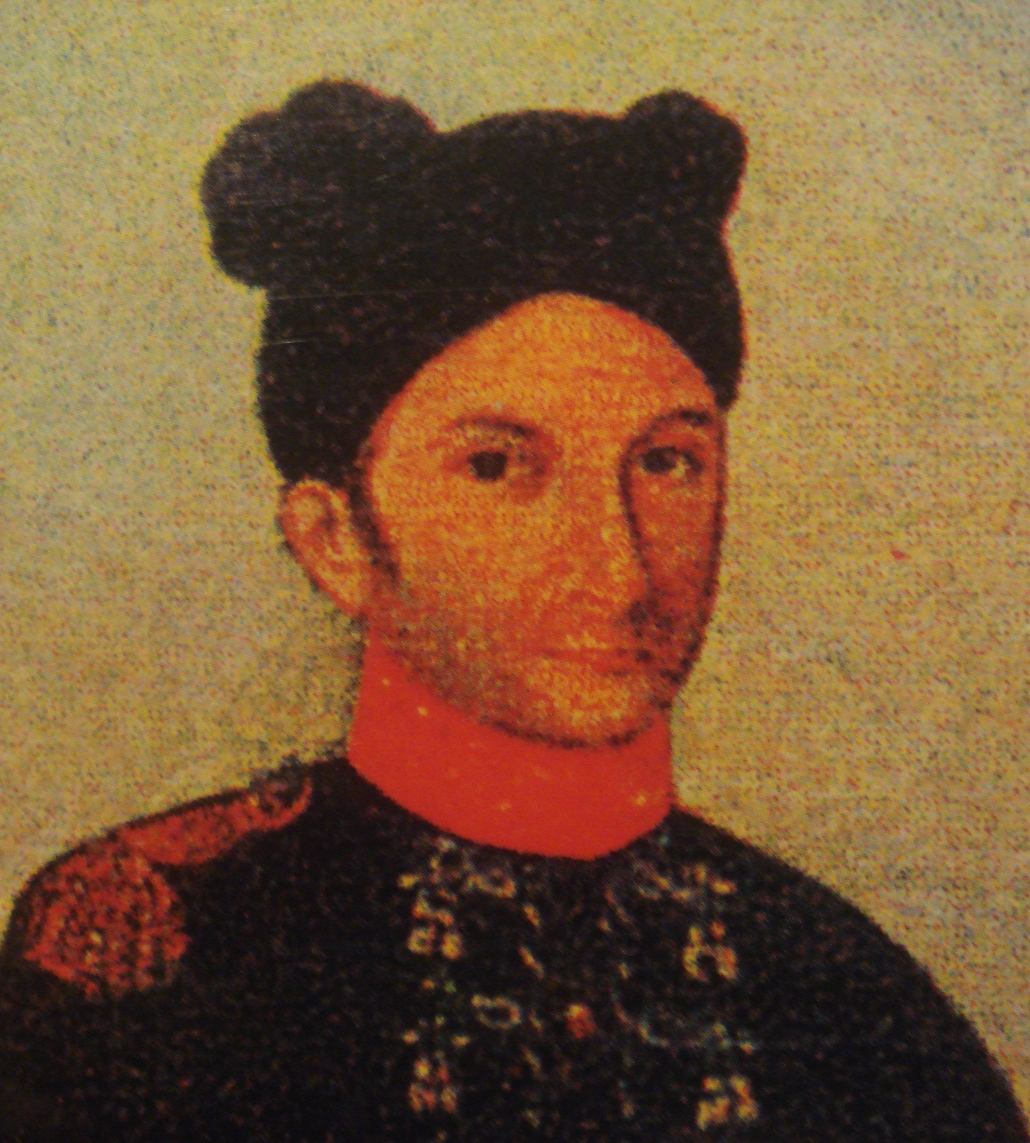
Jean-Baptiste Chaigneau (hay còn gọi là Nguyễn Văn Thắng), người lính Pháp đã theo Gia Long từ trước khi lên ngôi và ở lại làm quan trong triều Gia Long. Sau đó lại trở thành Khâm sứ (consul de France) chính thức đầu tiên của người Pháp ở Đông Dương.

Gia Long mặc dù rất hậu đãi với người Pháp nhưng ông chỉ cho bổng lộc, chức tước mà không ban quyền hạn, do đó họ không chi phối được chính sự nhà Nguyễn. Nhà vua thường cảnh tỉnh các triều thần về mối đe dọa sự an nguy của quốc gia từ sự thông thương và truyền đạo của Pháp. Nhà vua đã nhiều lần tỏ ra rất hài lòng về việc trước kia không nhận được cứu viện của triều đình Louis XVI. Khoảng năm 1818, thuyền chiến Pháp "La Cybèle" chở theo Bá tước Achille de Kergariou cập cảng, xin được gặp nhà vua để bàn việc thực hiện hiệp ước trước kia nhưng do Kergariou không có quốc thư nên Gia Long không tiếp. Khi thuyền trưởng tàu La Cybèle đòi Gia Long thực hiện các điều khoản trong hiệp ước trước kia, ông sai quan đáp lại rằng do trước Pháp không thực hiện thì nay bỏ, phớt lờ hoàn toàn các vị quan người Pháp trong triều đình. Việc thất bại liên tục trong cố gắng tạo dựng mối quan hệ đặc biệt cho người Pháp ở Việt Nam làm cho các ông quan Pháp trong triều chán chường. Đến độ khoảng một năm sau, 1819, khi người Pháp lại tiếp tục quay trở lại qua hai tàu "La Rose" và "La Henri" thì Chaigneau xin đi theo luôn vì lý do "thăm nhà" và "đi tìm vắcxin đậu mùa". Tuy nhiên, việc ông mời các sĩ quan Pháp huấn luyện quân đội và củng cố thành trì cho nhà Nguyễn cũng làm cho ông trở thành người mở đầu cho ảnh hưởng của người Pháp tại Việt Nam.
Các nước phương Tây khác
Gia Long hầu như không có chính sách giao thiệp chính thức với các quốc gia thuộc thế giới phương Tây khác ngoài Pháp: đơn cử như năm 1804, nước Anh sai một sứ giả tên là John W. Roberts tới xin dâng lễ vật và quốc thư với mong được mở thương quán buôn bán ở Trà Sơn, Quảng Nam nhưng mọi việc chẳng đến đâu. Nguyên nhân thất bại của Roberts là vì một sứ giả tiền trạm trong đoàn là Thuyền trưởng Allan trong khi mang quốc thư của David Lance (một nhà quản lý ở công ty Đông Ấn, cấp trên của Roberts) tới gặp Gia Long thông báo về chuyến viếng thăm của Robert có hơi lỡ lời khi nói chuyện về vấn đề Trà Sơn. Việc này cộng với sự kiện nước Anh chiếm Ấn Độ trước đó và sự dèm pha của 2 người Pháp là Chaigneau và Vannier khiến Gia Long nghi ngờ mục đích của người Anh rồi sau đó từ chối luôn. Sau đó họ còn tiếp tục dâng thư xin hai ba lần nữa nhưng đều bất thành.
Đối với người Mỹ, khoảng năm 1803, một thuyền của Hoa Kỳ tên là "Frame" dưới sự chỉ huy của thuyền trưởng Jeremiah Briggs đến Đà Nẵng rồi sau đó, dưới lời khuyên của người Pháp, đã đi ra Huế để gặp Gia Long. Sau khi đến Huế và rời thuyền khoảng 6 ngày, Briggs đã được Gia Long cho phép buôn bán ở Việt Nam. Thời gian sau đó, nhiều thuyền khác của người Mỹ tới Việt Nam: ví dụ ngày 7 tháng 6 năm 1819, một tàu tên là "Franklin" với thuyền trưởng là ông John White đã ghé vào vùng Nam Hà và được quan Tổng trấn đón tiếp chu đáo. Sau đó, White rời Việt Nam đến Manila, Philippines rồi quay lại cùng với một tàu khác tên là "Marmion" với thuyền trưởng là John Brown và tìm cách buôn bán ở Việt Nam nhưng bất thành.
Ngoài hai tàu trên còn có một số tàu Mỹ khác viếng thăm Việt Nam nhưng hầu như không có hoạt động gì đáng kể như tàu "Aurora of Salem" của thuyền trưởng Robert Gould hay "Beverly" của thuyền trưởng John Garner. Sau thời gian đó, người Mỹ không còn chuyến viếng thăm Việt Nam lần nào nữa mãi cho đến năm 1831, dưới thời Minh Mạng.
Tuy chính sách nhìn chung là lạnh nhạt vậy, Gia Long vẫn giữ gìn nhưng không thắt chặt mối liên lạc chính thức cũng như các cam kết chính trị với chính phủ phương Tây để khỏi sa vào những lỗi lầm dẫn đến số phận như Ấn Độ. Bên cạnh đó, ông còn thi hành một chính sách "lễ nhu viễn" (giúp đỡ người từ xa tới) của Nho giáo: tàu thuyền của bất kỳ nước nào gặp rắc rối trong vùng lãnh hải của Việt Nam đều được giúp đỡ tùy theo mức độ cần thiết; điều mà các vua Nguyễn sau đều noi theo, tuy nhiên triều đình luôn tránh việc tỏ ra thiên vị đối với bất cứ quốc gia nào.
Chân Lạp
Với hai quốc gia láng giềng là Chân Lạp và Vạn Tượng, thời kỳ Gia Long cai trị cũng là thời kỳ Việt Nam bắt đầu sự ảnh hưởng của mình và bắt đầu tranh giành ảnh hưởng với Xiêm La.
Trước khi Nguyễn Ánh thống nhất quốc gia, Chân Lạp bị Xiêm kiểm soát. Quan nhiếp chính Chiêu Chủy Biện (Chao Phraya Abhaya Bhubet - một người Khmer thân Xiêm) điều hành đất nước thay vua còn nhỏ là Nặc Ấn. Biện lại có hiềm khích với Nguyễn Ánh, có lần xúi giục vua Xiêm đánh Nguyễn Ánh.
Năm Nhâm Tuất (1802), vua Chân Lạp là Nặc Chăn (con Nặc Ấn) không theo Xiêm La nữa mà sai sứ đến xin được thần phục vua Gia Long nước Đại Việt. Ngày 2 tháng 9, Gia Long phong cho Nặc Ông Chân làm Quốc vương Cao Miên rồi sai Ngô Nhơn Tĩnh, Trần Công Đàn làm Chánh phó sứ mang sắc phong và ấn mạ vàng có núm hình lạc đà đến Chân Lạp, làm lễ sách phong, rồi định ra lệ cống tiến mỗi 3 năm 1 lần, lấy năm Đinh Mão (1807) làm đầu.
Ba người em của Nặc Ông Chân (Ang Chan II) là Nặc Ông Nguyên (Ang Suguon), Nặc Ông Em (Ang Em), và Nặc Ông Đôn (Ang Duong) muốn tranh quyền của anh mình nên sang Xiêm La cầu cứu. Xiêm La đòi Nặc Ông Chân chia quyền nhưng ông từ chối, Xiêm La liền cho quân sang đánh buộc Nặc Ông Chân chạy sang cầu cứu Việt Nam. Vua Gia Long viết thư trách cứ Xiêm La. Xiêm La đáp lại là họ chỉ giúp anh em Nặc Ông Chân giảng hòa chứ không đối kháng với Việt Nam. Gia Long liền cho Lê Văn Duyệt kéo 10.000 quân sang buộc Xiêm La cho Nặc Ông Chân về nước và rút quân hoàn toàn ra khỏi Chân Lạp. Lê Văn Duyệt dâng sớ xin xây thành Nam Vang (Phnom Penh) và thành La-Lêm. Khi xây xong Gia Long cho Nguyễn Văn Thoại đem 1.000 quân sang trấn giữ và xác lập quyền "bảo hộ" của Việt Nam tại Chân Lạp.
Xiêm La

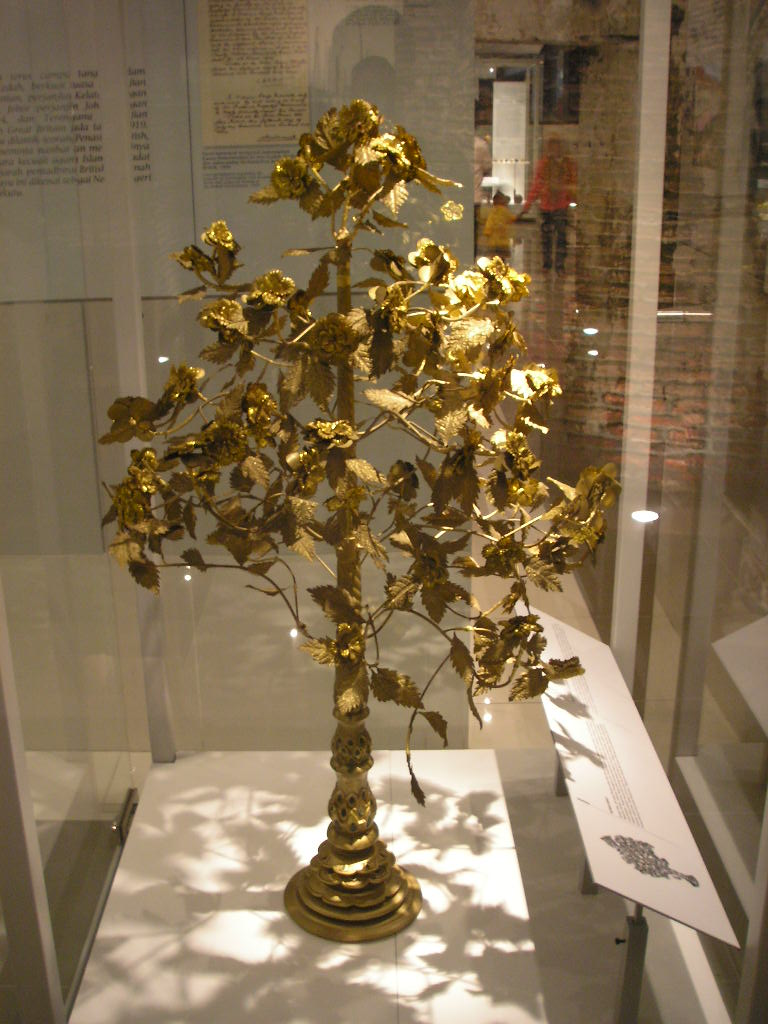
Cây vàng cây bạc (bunga mas dan perak), vật phẩm tượng trưng cho sự thần phục mà các chư hầu phải dâng lên vua Xiêm. Nguyễn Ánh đã sáu lần dâng cây này để đổi lấy sự hậu thuẫn của vua Xiêm trong cuộc chiến với nhà Tây Sơn. Ông cũng tự động ngưng việc nộp cây ngay sau khi tiêu diệt nhà Tây Sơn vào năm 1802.

Đối với Xiêm La, khi còn đang trong cuộc chiến gian khổ chống lại nhà Tây Sơn, Gia Long từng phải cúi mình xin trở thành một chư hầu, hòng để tranh thủ sự hậu thuẫn của nước này. Trong thời gian đó, ông đã sáu lần cho sứ mang cây hoa vàng hoa bạc sang tặng vua Rama I như một biểu hiện thần phục. Nhưng ngay khi đánh bại nhà Tây Sơn vào năm 1802, việc cống nạp này lập tức chấm dứt, và vị thế nhà Nguyễn được phục hồi như một quốc gia độc lập. Dù vậy, quan hệ thân thiện Việt-Xiêm vẫn duy trì không đổi, và dù ngay sau khi lên ngôi gặp phải vấn đề Chân Lạp thì mối quan hệ Việt Nam-Xiêm La vẫn được cả hai nước cố gắng giữ gìn. Tháng 8 năm 1788, vừa lấy lại thành Gia Định, Nguyễn Ánh liền sai người sang Xiêm báo tin. Tháng 3 năm 1789, Nguyễn Ánh cho Xiêm 8.800 phương gạo cứu đói. Tháng 11 năm 1789, nước Tà Ni (một quốc gia Hồi giáo nhỏ ở miền Nam Thái Lan) sai sứ sang đề nghị Nguyễn Ánh hợp sức đánh Xiêm. Nguyễn Ánh không những từ chối mà còn báo tin cho Xiêm hay, vua Rama I cảm tạ và đem quân sang đánh nước Tà Ni.
Tháng 11 năm 1790, Nguyễn Ánh lại sai sứ giả là Nguyễn Văn Nhàn, Nguyễn Tiến Lượng sang Xiêm tặng quà và giải tỏa nghi ngờ. Trước đó, quan phụ chính Chân Lạp là Chiêu Chủy Biện (Chao Phraya Abhaya Bhubet) cho người tâu với vua Xiêm là Nguyễn Ánh đang đúc súng lớn, chuẩn bị quân binh đánh Xiêm. Sứ giả sang, vua Xiêm hết nghi ngờ Nguyễn Ánh. Tháng 5 năm 1791, Xiêm La cho sứ sang tặng quà và báo tin Vạn Tượng vừa đánh Tây Sơn, Nguyễn Ánh cho sứ sang Xiêm cảm ơn. Tháng 2 năm 1792, vua Xiêm La là Rama I truyền lời sứ giả nói với Nguyễn Ánh rằng Xiêm muốn giúp Nguyễn Ánh đánh Tây Sơn ở miền thượng đạo đồng thời trả thù giúp Vạn Tượng, đổi lại Nguyễn Ánh phải giao miền Long Xuyên, Kiên Giang cho Mạc Công Bính, giao Ba Xắc cho Chân Lạp. Nguyễn Ánh không đồng ý. Tháng 9 năm 1793, vua Rama I sai phó vương cùng với đại tướng Phi Nhã Chất Tri mang 5 vạn quân sang Nam Vang và 500 chiến thuyền ở Hà Tiên muốn giúp Nguyễn Ánh đánh Tây Sơn nhưng Nguyễn Ánh từ chối.
Sau khi Hoàng thái đệ nước Xiêm (Maha Uparat) qua đời (1803), ngôi trừ vị bỏ trống trong vài năm. Nguyễn Ánh còn nhiều lần bày tỏ sự lo ngại của ông nếu ngôi vua Xiêm bị bỏ trống, và ông đã nhiều lần viết thư khuyên vua Rama I hãy chọn con trai trưởng của ông ta, Hoàng tử Isarasundhorn  lên ngôi thái tử (đặc biệt vào các năm 1804 và 1805). Cuối cùng vua Xiêm cũng chọn Isarasundhorn , một người được triều Gia Long yêu thích. Tuy vậy, nhà vua vẫn đề phòng Xiêm La, điều này được thể hiện qua việc ông đã nhiều lần xét đến việc thành lập liên minh với Miến Điện để chống Xiêm (khi này Miến Điện và Xiêm La đang có chiến tranh) nhưng vẫn chưa quyết, để rồi sau này vị vua nối ngôi là Minh Mạng từ chối hẳn việc thành lập liên minh với Miến Điện.
Vạn Tượng

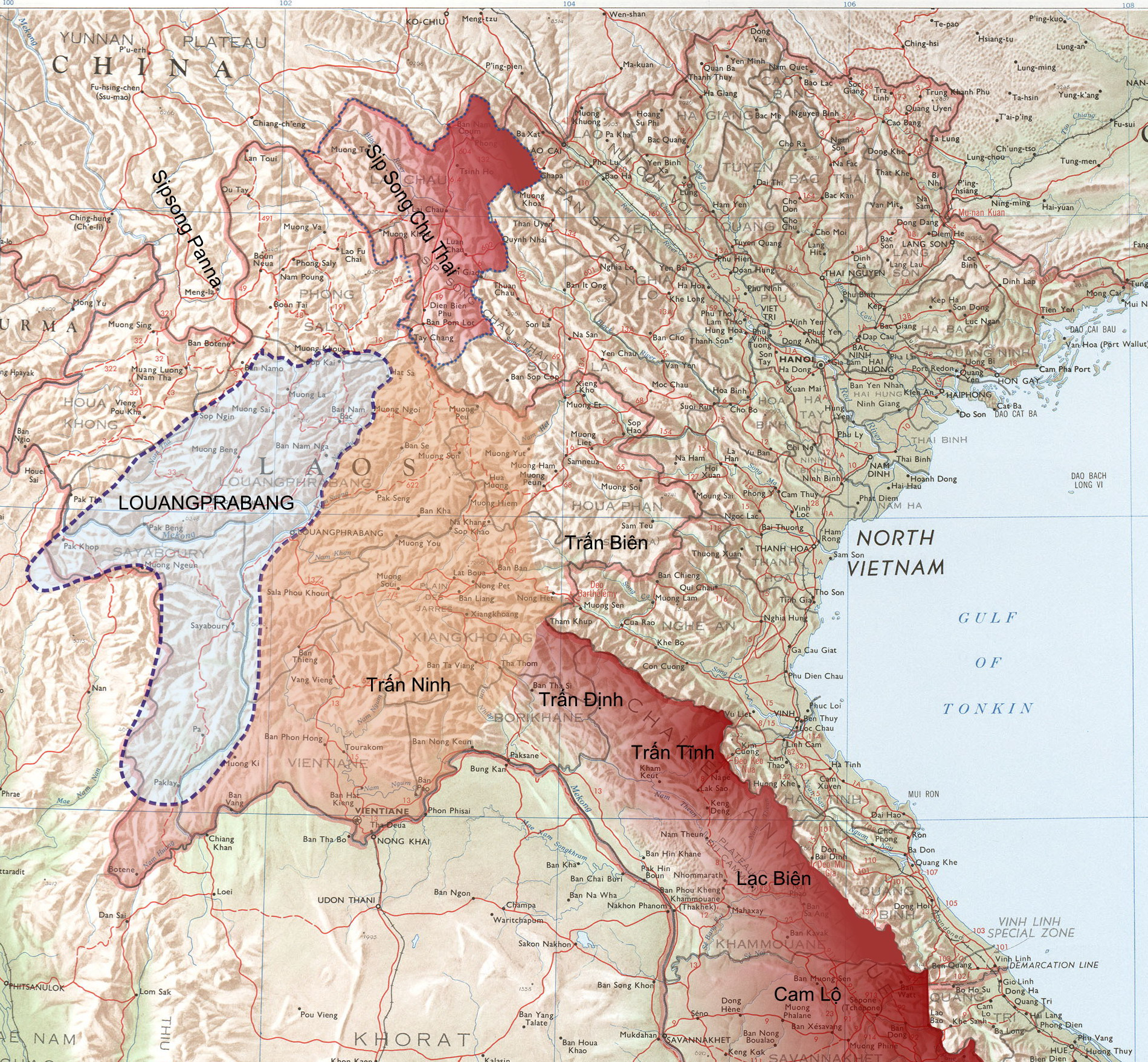
Bản đồ Thân vương quốc Muang Phan, sử Việt gọi là phủ Trấn Ninh. Nay thuộc tỉnh Xiêng Khoảng, Lào. Đây là một tiểu quốc tự trị xưng thần cho cả triều đình Việt Nam ở phía đông và Vạn Tượng (Vientine) phía tây. Năm 1802, vua Gia Long đã đem đất này "phong" cho Quốc vương Vạn Tượng.

Đối với Vạn Tượng, Việt Nam và Xiêm La hình thành một thế giằng co ảnh hưởng: vua Vạn Tượng Inthavong trước kia có cùng hỗ trợ Gia Long đánh Tây Sơn thường tỏ ra ngả về phía Việt Nam nhiều hơn là phía Xiêm dù lúc này cả Xiêm và Việt Nam đều đang có ảnh hưởng tại Vạn Tượng. Gia Long đưa ra nhiều chính sách chiêu dụ Inthavong: tại Việt Nam, Inthavong được đón tiếp dưới danh hiệu quốc vương, trong khi ở Xiêm ông vua này chỉ được gọi là Chao (lãnh chúa); và vào khoảng năm 1802 Gia Long công nhận quyền cai trị của Inthavong trên đất Xiang Khouang. Vị vua nối ngôi của Inthavong là Chao Anou cũng tiếp tục chính sách tương tự, và Việt Nam tuy vẫn đối xử tốt với Vạn Tượng nhưng vẫn vị nể Xiêm trong vấn đề về Anou.
Phía tây Nghệ An là [[Tiểu Vương quốc Muang Phuan]] (Bồn Man) của người Tai Yuan. Dưới thời Lê Thánh Tông, nhà Hậu Lê từng đánh bại Bồn Man và lấy đất đặt làm phủ Trấn Ninh gồm 8 huyện. Tuy nhiên không được bao lâu thì tù trưởng Bồn Man lại nổi dậy li khai, tiếp tục theo chế độ cha truyền con nối mà cai quản vùng đất này, cống nạp cho cả Đại Việt, Lan Xang - Vạn Tượng và sau này còn có Xiêm La. Triều Lê - Trịnh vẫn tuyên bố chủ quyền đối với 8 huyện Trấn Ninh mặc dù không hề kiểm soát được. Đến khi Gia Long lên ngôi (1802), ông đã chấm dứt tuyên bố chủ quyền này bằng chỉ dụ đem Trấn Ninh "phong" cho Vương quốc Vạn Tượng của A Nỗ (Anouvong).

### Chính sách thuế khóa
Dưới thời Gia Long, việc thu thuế được tổ chức lại, phân ra nhiều thứ thuế kèm theo các chính sách quản lý và miễn trừ thích hợp. Thứ thuế quan trọng đầu tiên là thuế điền (hay thuế ruộng, thuế tính trên ruộng): ruộng được chia làm 4 hạng chịu 3 mức thuế khác nhau qua hình thức nộp thóc:
| Loại ruộng | Thuế (thăng thóc) |
| ---------- | ----------------- |
| Nhất đẳng  | 20                |
| Nhị đẳng   | 15                |
| Tam đẳng   | 10                |
| Đồng niên  | 10                |

Loại thuế thứ hai là thuế đinh (thuế thân), đánh theo từng địa phương, tính theo từng suất đồng niên. Ban đầu triều Gia Long còn có cả việc phân biệt cả cư dân chính hộ (dân cư trú lâu) và khách hộ (dân từ nơi khác đến cư trú) khi tính thuế; nhưng lệ này về sau không được duy trì:
| Vùng                                      | Thuế thân     | Mân tiền | Điệu tiền | Cước mễ |
| ----------------------------------------- | ------------- | -------- | --------- | ------- |
| Nghệ An ra đến nội ngoại Thanh Hóa        | 1 quan 2 tiền | 1 tiền   | không có  | 2 bát   |
| Năm nội trấn Bắc thành và phủ Phụng Thiên | 1 quan 2 tiền | 1 tiền   | 6 tiền    | 2 bát   |
| Sáu ngoại thành trấn Bắc thành            | 6 tiền        | 1 tiền   | 3 tiền    | 1 bát   |

Ngoài hai loại thuế trên còn có thuế sản vật. Thuế sản vật thường đi kèm với các ưu đãi miễn giảm các loại thuế khác, ví dụ về một số loại thuế sản vật:
Thuế quế:
| Nghệ An | 120 cân |
| Thanh Hóa | 70 cân  |
| Sau khi nộp sẽ được giảm trừ thuế đinh. Nếu tìm được cây quế phải báo quan làm giấy để đẵn mới hợp pháp. Quan sẽ lấy 1 nửa, dân 1 nửa. |         |

Thuế yến sào:
| Đồng niên                                                                              | 8 lạng |
| Đánh vào người đi lấy yến ở các đảo hạt Quảng Nam. Sau khi nộp sẽ miễn việc binh lính. |        |

Ngoài các thứ thuế trên, còn có các loại thuế: thuế sâm, thuế hương, thuế chiếu, thuế gỗ, thuế từ việc cho phép khai thác mỏ đều có quy định riêng, thường tiền thuế sẽ nộp bằng tiền hay là bằng sản vật.
Việc thu thuế sẽ theo các định kỳ được gọi là các vụ thuế chia theo các vùng:
| Vùng                                                   | Vụ thuế                                          |
| ------------------------------------------------------ | ------------------------------------------------ |
| Bình Thuận ra tới Quảng Bình                           | tháng 4 đến tháng 7                              |
| Nghệ An ra đến ngoài Thanh Hóa và các trấn ở Bắc thành | 2 vụ: tháng 4 đến tháng 6; tháng 10 đến tháng 11 |

Thuế sẽ được giảm nếu địa phương gặp thiên tai địch họa dựa theo mức độ thiệt hại. Ngoài ra, nếu nhà nào có người đi làm đường, đào sông, xây thành... cũng được giảm thuế. Nếu đã nộp thuế sản vật thì miễn thuế đinh, thuế dành cho các thương thuyền nước ngoài cũng được định lại: cứ dựa trên kích thước thuyền mà đánh thuế nhiều hay ít. Để tạo cơ sở tính thuế, cùng với điền bạ (để quản lý ruộng đã nêu) dân chúng được quản lý qua sổ đinh bạ: 5 năm làm một lần mọi người từ thường dân tới quan lại từ 18 tuổi đến 59 tuổi đều phải được thống kê vào sổ đinh.
Nhìn chung, thuế khóa mà người dân phải chịu vào thời Gia Long nặng hơn so với thời nhà Tây Sơn. Thời vua Quang Trung, nhà Tây Sơn chỉ giữ lại thuế đinh 1 quan 2 tiền, bỏ hẳn thuế điệu, đến thời Gia Long thì người dân phải đóng thêm 3 tiền hoặc 6 tiền thuế điệu, cộng thêm 1 hoặc 2 bát gạo. Một giáo sĩ người Pháp tên Guérard nhận xét rằng Gia Long đánh thuế quá nặng lên dân chúng: "Vua Gia Long bóp nặn dân chúng bằng đủ mọi cách, sự bất công và lộng hành làm cho người ta rên xiết hơn cả ở thời Tây Sơn; thuế má và lao dịch thì tăng lên gấp ba". Đối với miền núo, Gia Long ban hành các loại thuế đánh vào lâm thổ sản ở vùng này, làm cho "dân Man quanh năm nộp thuế không lúc nào rỗi, hậu quả là "dân phải nhặt củ rau và quả ở núi để ăn cho no bụng".
Chính vì việc tăng thuế khóa quá nặng so với thời Tây Sơn nên dân chúng rất bất bình, góp phần tạo nên nhiều cuộc khởi nghĩa chống nhà Nguyễn vào thời Gia Long và tâm lý hoài niệm triều Tây Sơn của người dân Việt Nam trong thế kỷ 19.

### Chính sách tôn giáo
Về mặt tôn giáo, triều vua Gia Long mang nhiều tính thế tục, ông từ chối không đưa Phật giáo trở thành Quốc giáo như các triều Lý hay Trần dù ông từng có một thời gian sinh sống rất dài tại Thái Lan cũng như mối quan hệ rất sâu đậm với vua Rama I; cũng như ông phủ quyết ngay lập tức các đề nghị thử tiếp nhận Công giáo La Mã. Bên cạnh đó, Gia Long xem Nho giáo, cùng với các khuôn mẫu tổ chức chính quyền kiểu Trung Quốc, là hệ tư tưởng chính thống trong xây dựng và cai trị quốc gia, cho nên chính sách về tôn giáo của Gia Long là ngược hẳn so với chính sách tôn giáo của nhà Tây Sơn.
Dưới triều của ông, đã có nhiều chỉ dụ quy định nên nhiều chính sách có tính ngược đãi đối với những người theo Phật giáo và Lão giáo. Công giáo cũng được khoan thứ vì mối quan hệ của ông với người Pháp và các giáo sĩ không bị cấm đoán và được tự do đi truyền đạo khắp nơi. Nhìn chung, chính sách của Nguyễn Ánh đối với Công giáo là một chính sách không bảo vệ cũng như không bài bác. Tuy vậy, Gia Long vẫn đề cao cảnh giác và ra nhiều biện pháp phòng ngừa và hạn chế vấn đề truyền bá đạo Công giáo xâm hại tới trật tự xã hội, văn hóa truyền thống; và nguy cơ các thế lực phương Tây thâm nhập Việt Nam thông qua các giáo sĩ.

### Chính sách quân sự

Cửu vị thần công do Gia Long cho đúc sau khi thắng Tây Sơn.

Vì cuộc nội chiến kéo dài với Nhà Tây Sơn, Gia Long đã có được một đội quân tương đối mạnh, một số đơn vị được trang bị khí tài và tổ chức theo kiểu phương Tây. Một người nước ngoài vào thời gian này nhận xét: "... Những cuộc hành quân của vua Nam kỳ [ý chỉ Nguyễn Ánh] giống nhau một cách kỳ lạ với những cuộc hành binh của Đệ Nhất Cộng hòa Pháp, giống nhau về tổ chức, về vũ khi và nhất là về ảnh hưởng của các nhà quân sự Pháp cuối thế kỷ XVIII".
Sau chiến tranh, ông ban thưởng cho binh lính, lập đền thờ người tử trận, rồi tinh giản quân đội bằng cách cho những người lính già giải ngũ. Sau đó, ông đặt ra cách tuyển quân linh hoạt: khu vực từ Quảng Bình vào đến Bình Thuận thì cứ 3 nam tuyển 1 lính; từ Biên Hòa trở vào thì cứ 5 nam đinh tuyển lấy 1 lính; từ Hà Tĩnh trở ra đến 5 nội trấn ở Bắc thành thì cứ 7 nam đinh tuyển lấy 1 lính. Còn 6 ngoại trấn là Tuyên Quang, Hưng Hóa, Cao Bằng, Lạng Sơn, Thái Nguyên, Quảng Yên, thì cứ 10 nam đinh tuyển lấy một lính. Về bộ binh, ngoài các đơn vị lính thường là lính cơ, lính mộ ở các trấn; khu vực kinh thành có thêm các loại lính tinh nhuệ gồm thân binh, cấm binh, tinh binh. Thân binh chia làm các vệ gồm 500 người kèm thêm 50 người tập quân nhạc. Ngoài ra quân lính còn được tổ chức thành các biền binh ban lệ gồm 3 phiên: trong đó 2 phiên về quán, còn một phiên ở lại thay đổi cho nhau luân phiên. Tổng số binh của triều đình lên đến gần 140.000 và có thể huy động tăng thêm rất lớn (theo M. Chaigneau ghi nhận thì quân thường trực trên cả nước có khoảng 8 vạn và tổng số có thể huy động khi cần là 20 vạn quân).
Vũ khí cho quân đội gồm súng tay thạch cơ điểu thương (súng điểm hỏa bằng đá lửa), đại bác và gươm giáo. Khu vực kinh thành có ba trường tập bắn dành cho quân đội. Ngoài ra, Gia Long còn cho chế tạo nhiều loại vũ khí và trang bị theo mẫu đã mua của phương Tây, chính sách mà vua Minh Mạng cũng tiếp nối thực hiện. Lực lượng hải quân cũng được chú trọng vì địa thế đường biển dài của Việt Nam. Gia Long cho tuyển mộ các cư dân sống gần biển về doanh Quảng Đức và doanh Quảng Nam lập thành 6 vệ thủy quân đóng tại kinh thành. Còn ở các cửa biển đều có một cơ lính thủy và đặt pháo để phòng thủ và trông giữ việc đi lại của tàu nước ngoài. Ngoài ra, người ta còn ghi nhận là vua Gia Long đã cho đóng loại thuyền buồm cỡ lớn bọc đồng kiểu Tây để đi lại tuần tra biển.

### Các cuộc nổi dậy
Thời Gia Long, nội bộ Việt Nam không được ổn định. Trong 18 năm đã có khoảng 90 cuộc khởi nghĩa nổ ra trên cả nước.
Các cuộc nổi dậy vẫn nổ ra ở khắp các khu vực Bắc Hà từ Nghệ An tới khu vực Tây Bắc với nhiều lý do khác nhau, trong đó đó danh nghĩa tôn phù nhà Lê trở thành một lý do nổi dậy phổ biến (ngoài ra còn có cả một số trường hợp xưng con cháu triều Lý và triều Mạc).
Lực lượng nổi dậy bao gồm các tộc người thiểu số ở vùng miền núi như người Hoa, người Nùng: trong đó một số vụ nổi tiếng và kéo dài nhiều năm như cuộc nổi dậy của Lý Văn Phúc (vùng Thái Nguyên); Dương Đình Cúc (vùng Thái Nguyên), Lê Đắc Lộc và Thân Vạn Đồng (vùng Bảo Lộc), Mã Sĩ Anh (vùng Hưng Hóa); các con cháu nhà Lê như Lê Duy Hoán; các nhóm cướp phát triển lên như Cao Văn Dũng và Nguyễn Tình (vùng Sơn Tây và Hải Dương), Vũ Đình Khanh (vùng Sơn Nam Hạ), các tù trưởng người Mường như Quách Tất Thúc (khu vực Thanh Hóa)...
Một nguyên nhân khiến nhiều cuộc nổi dậy xảy ra là do chính sách thuế khóa và lao dịch. Một giáo sĩ người Pháp tên Guérard nhận xét rằng Gia Long đánh thuế quá nặng lên dân chúng: "Vua Gia Long bóp nặn dân chúng bằng đủ mọi cách, sự bất công và lộng hành làm cho người ta rên xiết hơn cả ở thời Tây Sơn; thuế má và lao dịch thì tăng lên gấp ba". Việc xây thành Phú Xuân và đào kênh Vĩnh Tế phải huy động hàng vạn dân phu đi lao dịch. Một người Pháp là Borel viết năm 1818 mô tả việc xây thành Phú Xuân (Huế): 
"Nhà vua sử dụng tất cả nhân lực vào việc xây tòa thành và các công trình công cộng khác. Khi tôi đến Huế, đã có đến 8 vạn người được điều động từ các nơi trong cả nước đang khẩn trương xây dựng một tòa thành rộng lớn bằng gạch... Riêng việc xây bờ thành đã tốn kém những khoản tiền khổng lồ và làm thiệt hàng ngàn nhân mạng vì phải khổ dịch liên tục... Nhà vua [Gia Long] đã vung ra những món tiền lớn và hy sinh tính mạng của hàng ngàn dân chúng vì họ phải làm việc không nghỉ tay trên các tường lũy của kinh thành. Đây quả là một công trình kỳ diệu. Mười vạn người được thường xuyên huy động".
Chỉ mấy năm sau khi Gia Long lên ngôi, nhà truyền giáo Bissachere viết: "thế tử [Ánh] bị dân chúng căm ghét, đặc biệt kể từ khi ông ta lên ngôi và xưng Hoàng Đế, vì ông ta đã bắt dân lao dịch cực khổ để xây hào lũy và các thành phố...". Ông kết luận bằng cách tóm lược lại tình hình: 
"Dân Bắc kỳ từng khẩn cầu vị quốc vương hiện thời (Nguyễn Ánh) giúp họ triệt phá nhà Tây Sơn, nhưng sau khi ông ta cai trị họ chưa đầy sáu năm, họ đã nguyền rủa ông ta mỗi ngày vì ông bắt họ lao động nặng nhọc còn gấp đôi thời Tây Sơn; lòng họ muốn nổi loạn, nhưng họ không có đủ sức (để làm như vậy) và thiếu người lãnh đạo đủ khả năng xúi họ bạo loạn."
Đối với người dân tộc thiểu số, vua Gia Long đã ban hành các loại thuế đánh vào lâm thổ sản ở vùng người dân tộc, làm cho "dân Man quanh năm nộp thuế không lúc nào rỗi". Hậu quả là "dân phải nhặt củ rau và quả ở núi để ăn cho no bụng". Các vua đầu thời Nguyễn còn cưỡng bách văn hóa một số dân tộc khi cho rằng: Bọn man mọi ngu dại chưa thấm nhuần phong hóa, cần buộc họ cắt tóc, ăn mặc và sinh hoạt giống như người miền xuôi.
Sự tham nhũng của quan lại cũng là một nguyên nhân, như Chaigneau người Pháp đã ghi lại năm 1807: "Dân chúng hết sức khốn khổ, vua và quan lại làm khổ dân một cách kỳ lạ; công lý này tùy thuộc tiền bạc, kẻ giàu có thể đánh đập người nghèo mà không sợ bị trừng phạt gì, vì họ tin chắc nhờ tiền bạc họ sẽ thắng kiện".
Để đối phó, Gia Long đã ra sức đánh dẹp, thi hành nhiều chính sách vỗ an và cử nhiều tướng tài như Lê Chất, Lê Văn Duyệt lưu đóng ở khu vực Bắc thành nhiều năm nhưng vẫn không sao hết được. Ở các khu vực miền Trung, các phong trào nổi dậy chủ yếu chỉ mang tính lẻ tẻ, tuy cũng có phong trào lớn như là cuộc nổi dậy của người Thượng ở Đá Vách kéo dài qua tận các đời vua sau.

### Các vụ án công thần
Dưới thời Gia Long đã có 2 vụ án lớn là vụ án của hai công thần Nguyễn Văn Thành và Đặng Trần Thường.

#### Vụ án Nguyễn Văn Thành
Nguyễn Văn Thành (1758–1817) là người theo Nguyễn Ánh từ ngày đầu ông khởi binh chống Tây Sơn ở Quy Nhơn, lập được nhiều công to đứng đầu công thần. Sau chiến tranh, Nguyễn Văn Thành là người ổn định trấn Bắc Hà, sau lại về kinh làm tới chức Trung quân, tổng tài làm sách luật và quốc sử.
Vụ án của Nguyễn Văn Thành có nguồn cơn từ vấn đề chọn người nối ngôi của Gia Long. Vốn là con trai cả, Nguyễn Phúc Cảnh, cũng như người con trai thứ hai và thứ ba của Gia Long đều đã mất trước khi ông lên ngôi vua (1802) nên ông phải quyết định chọn người kế lập trong số các con cháu trực hệ, trong số này thì hai ứng cử viên nặng ký nhất là người con thứ tư (hoàng tử Nguyễn Phúc Đảm) và con trai của Nguyễn Phúc Cảnh là Hoàng tôn Nguyễn Phúc Mỹ Đường. Gia Long vốn có ý chọn người con trai thứ tư này khi đã hơn 26 tuổi, đã đủ tuổi trưởng thành và khó bề bị khống chế; nhưng nhiều đình thần vẫn ủng hộ Mỹ Đường theo quan điểm "đích tôn thừa trọng" rằng cháu nam lớn nhất và trực hệ sẽ được thay thế cha trong việc kế thừa ông nội, trong đó Nguyễn Văn Thành là người ủng hộ công khai và mạnh mẽ Mỹ Đường. Gia Long đã từng trách Nguyễn Văn Thành: "Hắn muốn dựng vua nhỏ để sau này dễ khống chế". Về việc này thì Choi Byung Wook, giáo sư lịch sử Việt Nam thuộc trường Đại học Quốc gia Hàn Quốc, cho rằng "hẳn nhà vua đã nhớ tới việc khi ông mới mười lăm tuổi đã lên ngôi vương và thường bị tướng Đỗ Thanh Nhơn chèn ép".
Năm 1815, trong một buổi tiệc rượu tại tư phủ, Nguyễn Văn Thành lại buột miệng nói về vấn đề nối ngôi là Mỹ Đường chắc chắn sẽ lên ngôi Thái tử và việc này ngay lập tức được mật báo cho Gia Long. Ngay sau đó, lại xảy ra vụ việc bài thơ 'tạo phản' của con trai ông Thành là Cử nhân Nguyễn Văn Thuyên. Nội dung việc này cụ thể như sau: Cử nhân Nguyễn Văn Thuyên làm một bài thơ mời hai người ở Thanh Hóa là Nguyễn Văn Khuê và Nguyễn Đức Nhuận qua tay một người chuyển tên là Nguyễn Trương Hiệu đại khái là:
| Phiên âm Hán Việt | Dịch nôm |
| --- | --- |
| Văn đạo Ái Châu đa tuấn kiệt, Hư hoài trắc tịch dục cầu ty. Vô tâm cửu bảo Kinh Sơn phác, Thiện tướng phương tri ký Bắc kỳ. U cốc hữu hương thiên lý viễn, Cao cương minh phượng cửu thiên tri. Thử hồi nhược đắc sơn trung tể, Tà ngã kinh luân chuyển hoá ky. | Ái Châu nghe nói lắm người hay, Ao ước cầu hiền đã bấy nay. Ngọc phác Kinh Sơn tài sẵn đó, Ngựa kỳ Ký Bắc biết lâu thay. Mùi hương hang tối xa nghìn dặm, Tiếng phượng gò cao suốt chín mây. Sơn tể phen này dù gặp gỡ, Giúp nhau xoay đổi hội cơ này. |

Nhưng Nguyễn Trương Hiệu lại đem bài thơ đi báo cho người vốn nhiều hiềm khích với Nguyễn Văn Thành là Lê Văn Duyệt. Duyệt vốn có nhiều hiềm khích với Thành, nên ông này ngay lập tức báo lại với Gia Long. Kết quả là Nguyễn Văn Thuyên bị bắt giam vì lời thơ bị cho là quá ngông cuồng, và có ý tạo phản, truất ngôi vua.
Gia Long ban đầu vẫn bảo vệ Nguyễn Văn Thành. Thế nhưng trong thời gian này lại nổ ra vụ Lê Duy Hoán, một người tự xưng là con cháu nhà Lê, làm phản rồi bị bắt; sau đó Hoán khai do Thuyên xúi tạo phản; Gia Long bèn ra lệnh bắt luôn Nguyễn Văn Thành. Mọi cố gắng kêu oan của Nguyễn Văn Thành đều vô vọng. Oan ức và tức giận, Nguyễn Văn Thành uống thuốc độc tự tử vào năm Đinh Sửu (1817), Nguyễn Văn Thuyên thì bị xử án chém. Hai tháng sau khi Nguyễn Văn Thành qua đời, hoàng tử Nguyễn Phúc Đảm được lập ngôi Thái tử và sau đó kế vị Gia Long trở thành Minh Mạng, hoàng đế thứ hai của nhà Nguyễn.

#### Vụ án Đặng Trần Thường
Đặng Trần Thường (1759-1816) đậu sinh đồ về cuối đời nhà Lê, từ chối giúp Tây Sơn sau khi nhà Lê mất mà đi theo Nguyễn Ánh, lập được nhiều công trạng làm lên tới chức Tán lý.
Vụ án của Đặng Trần Thường được bắt đầu vào khoảng năm 1809, khi ông này được triệu từ Thăng Long trở về Phú Xuân để làm việc ở Bộ Binh thì nổ ra vụ việc bê bối trong nhóm các viên quan làm sổ phong bách thần cho những người xứng đáng ở xứ Bắc Hà, mà đứng đầu nhóm này là Đặng Trần Thường. Triều đình Huế khi tiến hành kiểm tra thì phát hiện có nhiều sự gian dối trong việc ghi chép hành trạng và quyết định mở án điều tra.
Thông qua việc điều tra này, Đặng Trần Thường bị phát hiện làm gian Sắc phong thần cho Hoàng Ngũ Phúc, vốn là tướng của chúa Trịnh từng dẫn quân đánh đuổi chúa Nguyễn và chiếm Phú Xuân năm 1775, vào bậc phúc thần bằng cách xóa các tước hiệu chúa Trịnh phong cho Phúc và thêm tên Phúc này vào sổ nộp về triều đình. Một cuộc tranh cãi lớn nổ ra giữa các đình thần là xử chém Đặng Trần Thường hay xá tội cho ông này trên cơ sở các công lao đã lập được. Trong vụ án này, Nguyễn Văn Thành là người đứng đầu nhóm xin tha cho Thường vì vốn hai ông có mối quan hệ tốt từ trong giai đoạn Nguyễn Văn Thành làm Tổng trấn Bắc Hà.
Cuối cùng, đích thân Gia Long quyết ra án chém Thường vì những việc trước Hoàng Ngũ Phúc đã làm với dòng họ chúa Nguyễn cũng như những ảnh hưởng cả đến cả cá nhân Gia Long; riêng Nguyễn Văn Thành cũng bị phạt vạ vì đã biện hộ cho Thường. Tuy nhiên, Gia Long nghĩ đến công lao ngày trước nên ông lại tha chết cho Thường, chỉ cấm Thường rời khỏi Huế. Sau khi Nguyễn Văn Thành bị bắt giữ năm 1816 thì Lê Chất, một người có nhiều hiềm khích với Đặng Trần Thường, lại bới những việc sai phạm của Thường ra như khi ra coi Tào binh ở Bắc Thành đã có giấu thuế đầm ao và dinh điền. Vì vậy, Đặng Trần Thường lại bị bắt giam và trong ngục ông này tỏ ý mỉa mai Gia Long. Việc đó đến tai đình thần, nên khi kết án, đình thần xử tội giảo (thắt cổ đến chết). Tương truyền Đặng Trần Thường ở trong ngục có làm bài "Hàn Vương tôn phú" bằng quốc âm để ví mình như Hàn Tín đời nhà Hán.
Đánh giá về hai vụ án này, nhà sử học Trần Trọng Kim ví những vụ án này của Gia Long giống như Hán Cao Tổ Lưu Bang của nhà Hán xử công thần sau khi lên ngôi vua. Tuy nhiên, giáo sư Keith Weller Taylor, trưởng khoa châu Á của trường Đại học Cornell (New York, Hoa Kỳ) thì lại cho rằng hai vụ án có nguyên nhân sâu xa hơn từ sự nhạy cảm của Gia Long đối với vấn đề vùng miền Bắc Nam (trong một Việt Nam thống nhất) và nỗ lực của ông để giảm xung đột của các viên quan từ phía Nam với những người xuất thân từ miền Bắc tại Triều đình Huế. Cụ thể là trong việc Thành biện hộ cho Thường, vụ làm phản của Lê Duy Hoán, và vụ Thường tìm cách đưa Hoàng Ngũ Phúc vào sổ phong phúc thần đều là những yếu tố có ảnh hưởng tác động đến kết quả của hai vụ án trên; còn về vụ việc Thành âm mưu lấn quyền hay phản nghịch có lẽ chỉ là cái cớ chứ không có thật ("more smoke than fire"). Còn giáo sư Alexander Woodside, giảng dạy tại khoa lịch sử thuộc Đại học British Columbia, vụ án của Nguyễn Văn Thành là một "vụ án nổi tiếng nhưng không rõ ràng" và vụ án này "chỉ rõ quyền lực tuyệt đối của Gia Long cũng như nỗi bất an của nhà vua trước (những người có nhiều quyền lực như) Thành".

## Qua đời

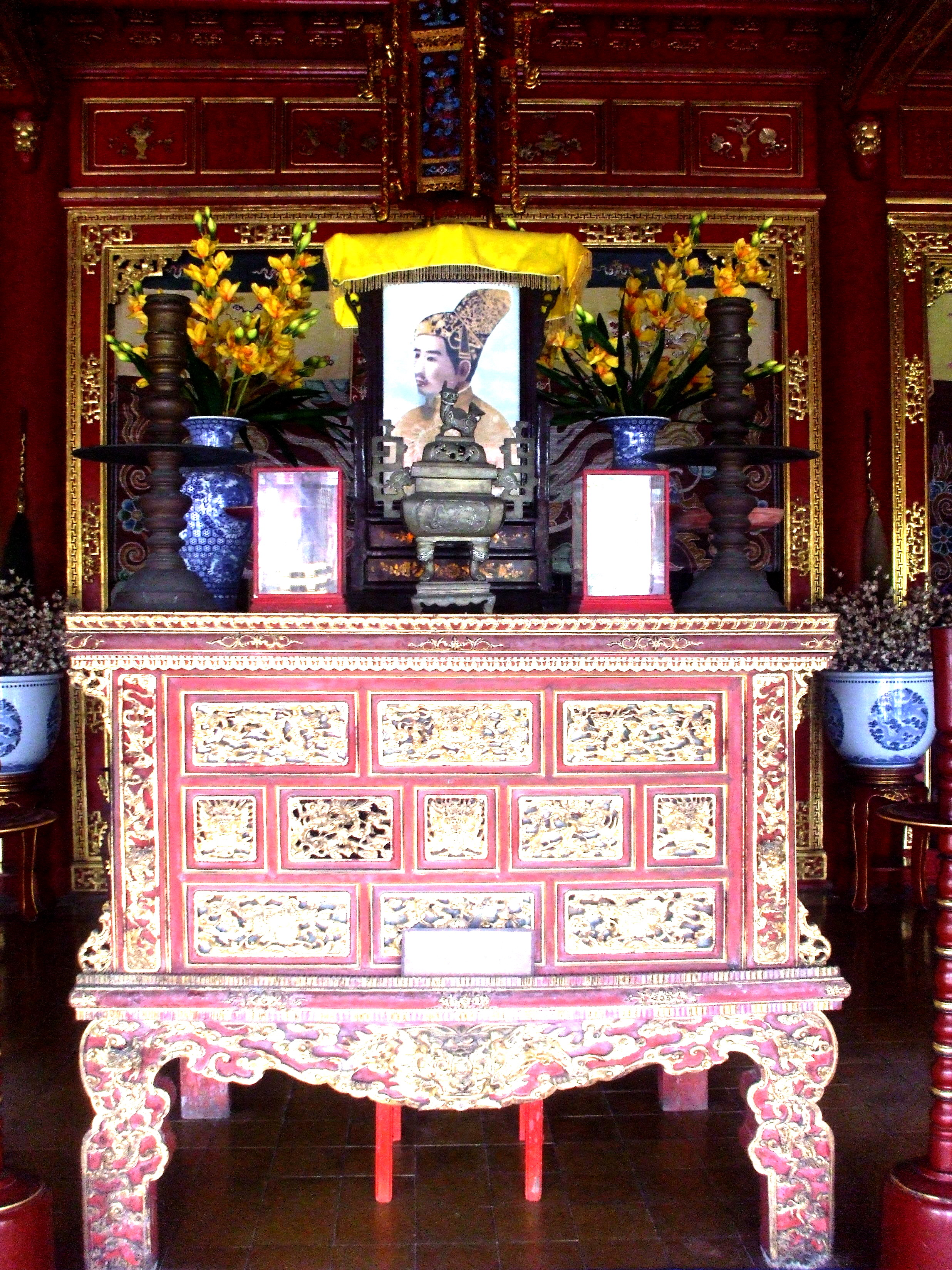
Hương án thờ vua Gia Long trong Thế Miếu.

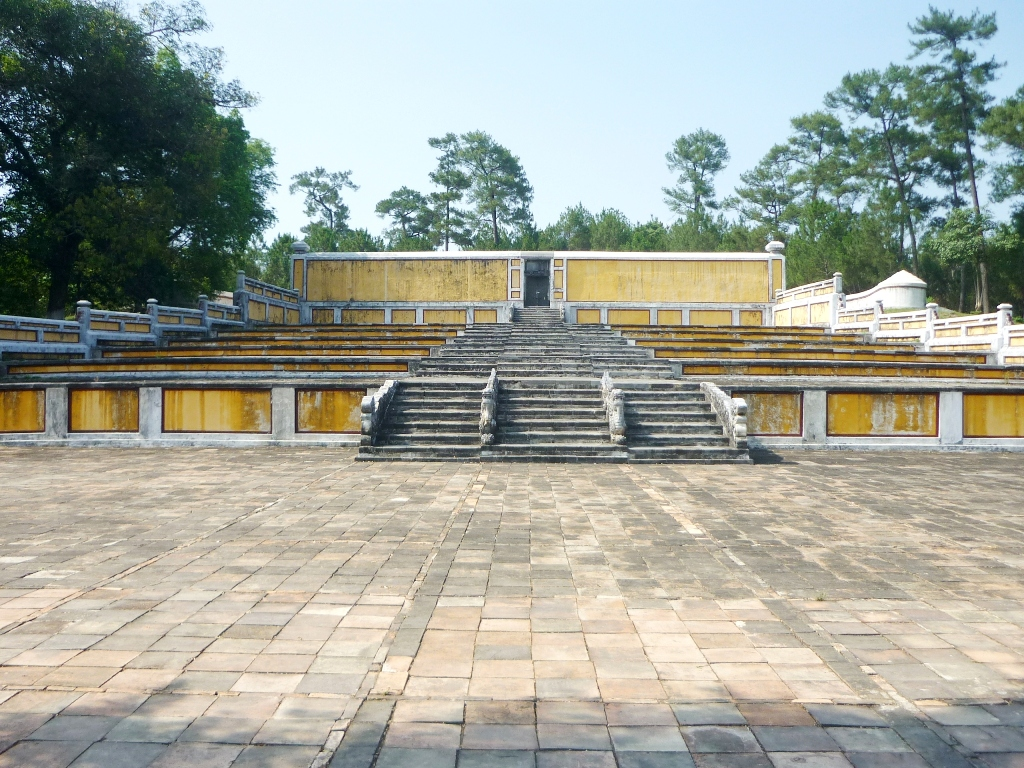
Phần tẩm mộ của Thiên Thọ Lăng, đằng sau hai vòng bửu thành là phần mộ kép của Gia Long và Thừa Thiên Cao Hoàng Hậu Tống Thị Lan (1762 - 1814)

Tháng 11 năm Mậu Dần (1818), Gia Long lâm bệnh, ông hạ chiếu cho Thái tử Nguyễn Phúc Đảm thay ông quyết việc nước và cho gọi hai đại thần là Lê Văn Duyệt và Phạm Đăng Hưng đến hầu. Ông dặn Thái tử Đảm "Đấy là cơ nghiệp gian nan của trẫm, nay giao cho con, con nên cẩn thận giữ gìn... Ta cũng sắp chết, không nói gì, chỉ có một việc là ngày sau phải cẩn thận chớ nên gây hấn ngoài biên". Rồi Gia Long sai Thái tử Đảm chép lại lời mình, Nguyễn Phúc Đảm chép một cách ngập ngừng ý muốn bỏ chữ "băng", Gia Long cầm bút viết luôn chữ đó vào.
Bệnh ngày càng nặng dần, và Gia Long cố gắng giấu điều này. Đây cũng là một trong nhiều nguyên nhân Gia Long bí mật triệu bác sĩ Treillard của tàu buôn Pháp Henri, khi này đang được mời để trị bệnh cho công chúa thứ chín, vào cung chữa bệnh cho ông. Treillard (có thể có cả sự giúp đỡ của bác sĩ J. M. Despiau, một bác sĩ người Pháp thân cận của vua Gia Long) bí mật điều trị cho nhà vua trong khoảng bốn tháng. Và sau đó vị bác sĩ này cùng với đoàn người trên tàu Henri rời đi vào khoảng ngày 2 tháng 11 năm 1819. Năm tháng sau đó, sức khỏe nhà vua ngày càng suy yếu dần và đến ngày 19 tháng 12 năm Kỷ Mão (tức ngày 3 tháng 2 năm 1820), vua Gia Long qua đời, hưởng thọ 59 tuổi, ở ngôi 18 năm, miếu hiệu là Thế Tổ (世祖).
Về nguyên nhân qua đời, nhà nghiên cứu-lương y Lê Hưng VKD sau khi nghiên cứu "ngự dược nhật ký" năm Kỷ Mão - 1819 (nhật ký ghi chép lại 94 lần kê toa (gồm 24 bài thuốc) của Thái y viện triều Nguyễn đã dùng để chữa bệnh cho Gia Long), cho rằng nhà vua có thể đã bị chứng xơ gan cổ chướng mà qua đời. Thời đó đây là bệnh không có cách chữa. Ông còn nhận xét "Phải chi thời đó có khả năng "cận lâm sàng" như hiện nay thì vị vua "khai sáng triều Nguyễn" đã có thể sống vượt qua năm Kỷ Mão 1819 (vì phát hiện được sớm bệnh trạng thuộc hệ tiêu hóa, do ký sinh trùng tai hại gây ra... tổn thương gan)".

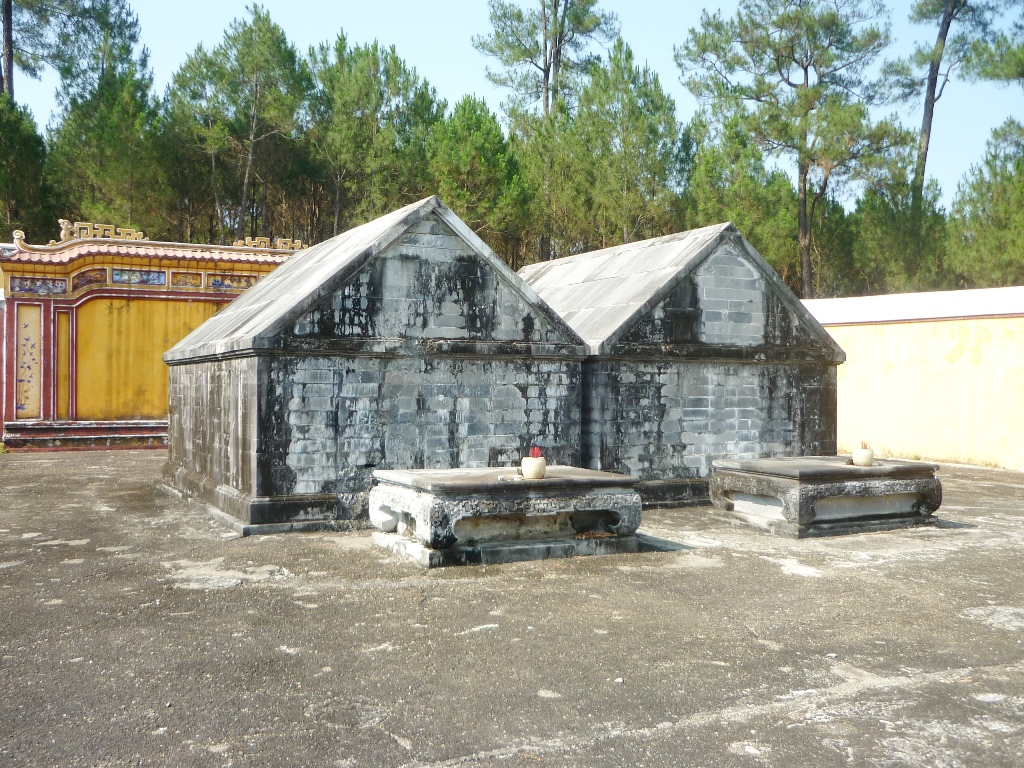
Phần mộ Gia Long trong khuôn viên Lăng Thiên Thọ. Được chôn cạnh Gia Long là bà Thừa Thiên Cao Hoàng hậu Tống Thị Lan

Gia Long được chôn cất tại Lăng Thiên Thọ (hay còn gọi là Lăng Gia Long), nằm ở núi Thiên Thọ, cách Huế khoảng 16 km về phía Tây Nam thuộc làng Định Môn, thị xã Hương Trà, thành phố Huế. Khu lăng mộ được đích thân ông chọn và đốc thúc xây dựng từ năm 1814 và hoàn thành ít lâu sau khi ông qua đời vào năm 1820. Cùng chôn ngay bên cạnh Gia Long trong khu lăng chính là Hoàng hậu Thừa Thiên, về sau bà Hoàng hậu Thuận Thiên được Minh Mạng chôn cất ở lăng Thiên Thọ Hữu, nằm ngay phía bên phải lăng chính.
Sách Hoàng tộc lược biên có viết:
Ngoài ra, Gia Long còn được thờ tại Chánh Án Miếu ở Thế Miếu trong Đại nội Kinh thành Huế. Về sau, vua Minh Mạng đặt thụy hiệu cho ông là Khai thiên Hoằng đạo Lập kỷ Thùy thống Thần văn Thánh vũ Tuấn đức Long công Chí nhân Đại hiếu Cao Hoàng đế (開天弘道立紀垂統神文聖武峻德隆功至仁大孝高皇帝).

### Truyền ngôi cho Minh Mạng
Vốn là con trai cả, Nguyễn Phúc Cảnh, cũng như người con trai thứ hai và thứ ba của Gia Long đều đã mất trước khi ông lên ngôi vua (1802) nên Gia Long phải quyết định chọn người kế lập trong số các con cháu trực hệ, trong số này thì hai ứng cử viên nặng ký nhất là người con thứ tư (hoàng tử Nguyễn Phúc Đảm) và con trai của Nguyễn Phúc Cảnh là Hoàng tôn Nguyễn Phúc Mỹ Đường.
Mặc dù có nhiều đình thần phản đối nhưng ông vẫn muốn chọn vị hoàng tử thứ tư là Nguyễn Phúc Đảm làm người kế vị thay vì chọn dòng đích là Mỹ Đường, bất chấp có nhiều đại thần phản đối theo nguyên tắc "đích tôn thừa trọng" (cháu cả được thay thế cha (trong việc kế thừa ông nội)), trong đó có những trọng thần như Lê Văn Duyệt hay Nguyễn Văn Thành. Hoàng tử Đảm vốn là người hay bài xích đạo Công giáo và không có chút cảm tình nào với người Pháp - tư tưởng này hợp với Gia Long. Gia Long đã dặn trong di chiếu rất rõ với Minh Mạng rằng hãy đối xử tử tế với người Âu nhưng hết sức cảnh giác trước các tham vọng của họ, ngoài ra hoàng tử Đảm khi đó đã là một người trưởng thành và khó lòng bị khống chế so với Mỹ Đường đang trong lứa tuổi thiếu niên.
Sau khi Nguyễn Văn Thành uống thuốc độc tự tử trong một vụ án có liên quan tới việc này, phe ủng hộ Mỹ Đường thất bại khi Gia Long chính thức phong cho Nguyễn Phúc Đảm làm Thái tử năm 1817 và sau đó kéo cho tận tới sau khi Thái tử Đảm lên ngôi năm 1820.
Tuy nhiên lý do thực sự Gia Long chọn Hoàng tử Đảm nối ngôi vẫn chưa chắc chắn. Theo sử gia Nguyễn Quang Trung Tiến, Tiến sĩ Khoa học thuộc Trường Đại học Khoa học (Đại học Huế), lý do Gia Long không chọn Mỹ Đường là vì sợ những ảnh hưởng của Pháp đến triều đình: Mỹ Đường vốn là người chịu nhiều ảnh hưởng của đạo Công giáo từ người Pháp giống như cha của ông. Còn học giả Nicole-Dominique Le, học giả thuộc Viện Nghiên cứu và Khảo cứu các Nhân chủng và Văn hóa khác nhau tại Paris (Pháp), lại cho rằng lý do quan trọng nhất Gia Long chọn Đảm là tại vì danh tiếng của hoàng tử như là một người sùng Nho giáo cứng rắn trong các vấn đề tôn giáo. Bà Nicole-Dominique Le còn cho rằng Gia Long xem Đảm là hoàng tử nhà Nguyễn được chuẩn bị tốt nhất để bảo vệ sự độc lập văn hóa Việt Nam khỏi các thách thức sắp đến của các quốc gia châu Âu; và khỏi sự hiện diện đã có của họ tại Việt Nam là các giáo sĩ Công giáo.

## Tính cách cá nhân
Tài liệu của L.Barizy, một quan thư lại của triều đình Gia Định, và những người phương Tây cùng thời khác mô tả ngoại hình Nguyễn Ánh thời trẻ "dáng người cao trên trung bình, vóc người tầm thước, vẻ mặt đều đặn, nhẹ nhõm, rất dễ nhìn", "màu da đỏ hồng, rám nắng vì dầu dãi..."  Còn theo Michel Đức Chaigneau, người con trưởng của Jean-Baptiste Chaigneau và là người từng trực tiếp gặp Gia Long khi ông chừng 50 tuổi, miêu tả Gia Long về già có "thân thể cường tráng", "da trắng", "mắt sáng", "tướng đạo mạo đáng kính", "nét mặt trang nghiêm, có sắc diện", "dáng điệu rất sang trọng và tính tình hòa nhã".
Quốc sử Đại Nam thời Nguyễn thì không tả về ngoại hình, chỉ đề cao về mặt tính cách của Nguyễn Ánh với những lời lẽ như sau "thông duệ túc thành", "trung thành hết mực với Duệ Tông, không bỏ chúa lúc nguy hiểm", "có lòng ham thích học hỏi", "biết chia ngọt sẻ bùi với thuộc tướng", "lúc mềm mỏng, lúc cương quyết" "ứng phó lẹ làng" với các tình thế trong cuộc sống, ông có "cả những tính cách của một chính trị gia - một võ tướng" lãnh đạo một đám quan - binh phức tạp, hỗn độn, nhiều thành phần từ tặc khấu mà ra với đủ sắc tộc (Việt, Hoa, Xiêm, Chăm, Mã Lai, Tây phương). Quốc sử còn cho biết: Nguyễn Ánh có tài thiện xạ, bắn súng điểu thương và bơi rất giỏi.
Sử ký Đại Nam Việt, một sách lịch sử xuất bản tại Sài Gòn đầu thế kỷ XX, ghi nhận "ông (Nguyễn Ánh) làm tướng rất khôn ngoan và can đảm". Quyển sử này còn viết: "Ngài khốn khó từ lúc bé, phải lưu lạc khắp nơi, chẳng mấy khi được ở yên một nơi nên chẳng kịp học hành là bao nhiêu", nhưng cũng "rất hay chữ Nho". Khi nào thấy việc gì lạ, Nguyễn Ánh liền chăm học cho hiểu. Vốn ngài "chẳng biết chữ Tây" nên phải nhờ các quan thông dịch và giảng dạy cho hiểu. Nhất là các bản vẽ hình các khí giới và những cách xây đắp thành lũy, đóng tàu và các kiến thức khác. Các sách và địa đồ đã mua từ châu Âu, thì Nguyễn Ánh "chăm học mà hiểu hầu hết". Về điểm yếu, Sử ký Đại Nam Việt cũng nêu Nguyễn Ánh là một người "không được vững lòng", ví dụ như khi thắng trận ông hay mừng vui thái quá còn lúc thua ông lại dễ nản. Ngoài ra, ông còn hay ép các quan thuộc cấp làm việc quá nặng nề.
Georges Taboulet, một giáo viên trung học và nhà nghiên cứu nổi tiếng ở Đông Dương, trong tác phẩm "La Geste française en Indochine: histoire par les textes de la France en Indochine des origines à 1914" (Sử liệu Đông Dương thuộc Pháp: Lịch sử nước Pháp ở Đông Dương từ khi khởi nguyên tới năm 1914) viết Nguyễn Ánh là: "...gan dạ, không thô kệch, dồi dào biến trá trong mọi tình thế. Ý tưởng đúng đắn; không có khó khăn nào ngăn chặn được ông và không có chướng ngại làm có thể làm ông lùi bước... Cử chỉ của ông đối với người ngoại quốc thật dễ thương và hòa nhã. Các sĩ quan dưới quyền ông rất kính phục ông. Ông đối xử với họ rất hòa nhã, thân mật và tốt..." 
Giáo sĩ Lelabousse viết trong một bức thư ngày 14 tháng 4 năm 1800, Nguyễn Ánh là một người "nóng nảy", "đoản tính"; nhờ có Bá Đa Lộc khuyên ông mới bỏ được các tính đó. Ngoài ra Nguyễn Ánh "cương quyết nhưng không hung tàn", "nghiêm khắc nhưng theo đúng lệ luật"; "là người trí tuệ, tò mò, ham thích và dễ học hỏi, biết ơn, bao dung và tế nhị"; "lớn lên trong tai ương, ông chịu đựng nghịch cảnh một cách can đảm". Ngoài ra Lelabousse còn miêu tả lúc trẻ Nguyễn Ánh mê rượu, nhưng từ khi lên làm chúa ông bỏ hẳn, không chạm một giọt rượu vì Nguyễn Ánh cho rằng "Một kẻ không làm chủ được mình, thì làm sao có thể cai trị được người khác?" Nguyễn Ánh là người có trí tuệ với những đức tính "hăng hái", "thông tuệ", "thẳng thắng", ông còn có khả năng hiểu nhanh. Ông nhớ mọi chuyện rất tài và bắt chước mọi thứ rất dễ dàng. Ông làm việc rất cần mẫn, ban đêm đọc rất nhiều sách và ham thích tò mò tìm hiểu kiến thức một cách "chú ý, thích thú với tất cả những gì thuộc về khoa học phát minh".
Tạ Chí Đại Trường đánh giá "Gia Long là một Nguyễn Ánh được tập thành trong biến cố. Tuổi trẻ, gặp gia biến quá sớm, trước một kẻ thù gần như là vô địch, bị rượt đuổi tận hang cùng ngõ hẻm, ông mang nhiều mặc cảm yếu ớt, hay than thở và bị bắt buộc mong đợi, trông cậy ở người nhiều. Nhưng tình thế giúp ông tự chủ dần dần. Việc khu trừ Đỗ Thanh Nhân là một ví dụ điển hình".
Tác giả Nghia M. Vo mô tả Nguyễn Ánh là một người biết dùng người, có khả năng tụ tập được nhiều phe phái kình chống nhau; nhiều người thuộc nhiều sắc tộc. Ông sẵn sàng trọng dụng người tài, bất kể sắc tộc (Nguyễn Văn Tồn, một người Khmer); hay nguồn gốc xuất thân (Lê Văn Duyệt, một thái giám). Ngoài ra, Nghia M. Vo còn mô tả Nguyễn Ánh là một người làm việc chăm chỉ Cụ thể, Nguyễn Ánh có một lịch làm việc thường nhật như sau: thức dậy từ 6 giờ sáng, bắt đầu gặp quan lại vào 7 giờ và phê duyệt tấu trình cũng như ra sắc chỉ; sau đó đi tới thăm các khu vực công xưởng, binh xưởng. Ăn trưa từ 12 giờ tới 1 giờ chiều, sau đó nghỉ trưa tới 5 giờ chiều. Từ 5 giờ chiều, ông làm việc chính sự tới nửa đêm rồi gặp gia đình mình khoảng một giờ trước khi đi ngủ vào khoảng 2 hay 3 giờ đêm.
Về thời kỳ Gia Long, giáo sư Đại học Western Connecticut State Wynn Wilcox mô tả ông là một chính trị gia có hiểu biết, người hiểu và có thể tác động vào tính phức tạp của triều đình ngay khi ông đang hấp hối. Bách khoa toàn thư Anh thì ghi nhận ông là một vị vua cẩn trọng, bảo thủ, điều đã ảnh hưởng tới các triều vua nối ngôi ông. Còn nhà nghiên cứu Đông Á Joseph Buttinger thì mô tả Gia Long là một Nho sĩ nghiêm khắc. Keith Weller Taylor thì nhận xét nhà vua vẫn giữ các thói quen từ thời chiến trong cung đình qua việc ông "không vội vàng nhưng rất quyết đoán" khi giải quyết chuyện chính sự.
Gia Long rất chán ghét sự rối ren nơi hậu cung do các bà vợ hay đấu đá lẫn nhau. Ông từng tâm sự với một triều thần gốc Pháp là J.B. Chaigneau: "Trị nước thật dễ dàng, không khó nhọc bằng trị chốn nội cung của mình". Ông gọi các bà vợ là "những con quỷ cái", và: "Nếu làm đúng thì tôi phải trị tội cả bọn, vì không biết rõ trong cả bọn ấy có đứa nào không độc ác bằng mấy đứa nào!" 

## Gia quyến

### Gia đình

Dấu "Tôn nhân phủ ấn", ấn triện của Tôn Nhân phủ triều Duy Tân.

Trong dòng họ, ông giao cho người chú Tôn Thất Thăng lo việc gia huấn trong thân tộc, làm phả hệ Tôn Thất, đặt chức Tôn Nhân lệnh, Tôn Nhân phủ quản trị quốc tộc. Về gia đình của Gia Long cụ thể như sau:
- Tổ phụ: Nguyễn Phúc Khoát, về sau truy tôn Thế Tông Hiếu Võ Hoàng đế (世宗孝武皇帝).
- Tổ mẫu: Trương Thị Dung (張氏容 1712 - 1736), về sau truy tôn làm Ôn Thành Hiếu Võ Hoàng hậu (溫誠孝武皇后).
- Thân phụ: Nguyễn Phúc Luân, về sau truy tôn làm Hưng Tổ Hiếu Khang Hoàng đế (興祖孝康皇帝).
- Thân mẫu: Nguyễn Thị Hoàn (阮氏環 1736 - 1811), về sau truy tôn làm Ý Tĩnh Hiếu Khang Hoàng hậu (懿靜孝康皇后).
- Anh chị em:

1. Anh cả: Nguyễn Phúc Hạo (阮福暭), mẹ là Nguyễn Từ phi, thụy phong Cung Mục Tương Dương Quận vương (襄陽恭穆郡王).
2. Anh: Nguyễn Phúc Đồng (阮福晍 ? - 1777), mẹ là Ý Tĩnh Khang Hoàng hậu, anh cùng mẹ, thụy phong Cung Ý Hải Đông Quận vương (海東恭懿郡王).
3. tảo thương, mẹ là Nguyễn Từ phi.
4. Em trai: Nguyễn Phúc Mân (阮福旻 ? - 1783), mẹ là Nguyễn Từ phi, được tặng Trung Hoài An Biên Quận vương (安邊忠懷郡王).
5. Em trai: Nguyễn Phúc Điển (阮福晪 ? - 1783), mẹ là Ý Tĩnh Khang Hoàng hậu, được tặng Trung Tráng Thông Hóa Quận vương (通化忠壯郡王).
6. Chị gái: Nguyễn Thị Ngọc Tú (阮福玉琇 1759 - 1823), mẹ là Ý Tĩnh Khang Hoàng hậu, truy tặng Long Thành Thái trưởng công chúa (隆城太長公主). Khi mất, thụy là Trinh Tĩnh. Lấy Lê Phúc Điển, năm 1783 Điến bị quân Tây Sơn giết chết, công chúa không lấy chồng nữa.
7. Em gái:  Nguyễn Thị  Ngọc Du (阮福玉瑜; 1762 - 1820), mẹ là Nguyễn Từ phi, được phong làm Phúc Lộc Trưởng công chúa (福祿長公主). Hạ giá lấy Cai cơ quận công Võ Tánh.
8. Em gái:  Nguyễn Thị Ngọc Tuyền (阮福玉璿; ? - 1782), mẹ là Nguyễn Từ phi, chết khi bị Tây Sơn làm nhục. Về sau truy tặng Minh Nghĩa Trưởng công chúa (明義長公主), thụy là Trinh Liệt (貞烈). Hạ giá lấy Nguyễn Hữu Thụy (阮有瑞), không con.
9. Em gái:  Nguyễn Thị Ngọc Uyển (阮福玉琬; 1765 - 1810), mẹ là Cung tần Tống thị. Năm Tự Đức thứ 22 được truy tặng Mỹ Hòa công chúa (美和公主), thụy là Ý Mỹ. Hạ giá lấy Tống Phúc Tín.

### Hậu cung
| Tước phong                                    | Tên thụy                               | Tên húy           | Sinh mất                                   | Ghi chú |
| --------------------------------------------- | -------------------------------------- | ----------------- | ------------------------------------------ | --- |
| Hoàng hậu                                     | Thừa Thiên Cao Hoàng hậu (承天高皇后)  | Tống Phúc Thị Lan | 19 tháng 1 năm 1762 - 22 tháng 2 năm 1814  | Con gái của Quý Quốc công Tống Phúc Khuông và Quý Quốc phu nhân Lê thị. Sơ phong Nguyên phi, rồi Vương hậu. Năm 1806, chính thức sách phong Hoàng hậu. Tính bà cẩn trọng, đoan trang, lại xinh đẹp, rất được Gia Long kính trọng. Hợp táng tại Thiên Thọ Lăng.                                                                 |
| Đệ nhị phi Hoàng thái hậu Thái hoàng thái hậu | Thuận Thiên Cao Hoàng hậu (順天高皇后) | Trần Thị Đang     | 4 tháng 1 năm 1769 - 6 tháng 11 năm 1846   | Con gái của Thọ Quốc công Trần Hưng Đạt và Thọ Quốc phu nhân Lê thị. Năm 13 tuổi (1781) phong là Tả cung tần, xưng là Nhị phi. Minh Mạng sau khi lên ngôi dâng tôn hiệu là Nhân Tuyên Hoàng thái hậu. Bà là người cần kiệm, khiêm cung, hiền từ, lại thông thuộc kinh sử, hay nghĩ đến dân. Táng tại Thiên Thọ Hữu Lăng.       |
| Chiêu nghi Đức phi (truy phong)               | Cung Thận Đức phi (恭慎德妃)           | Lê Ngọc Bình      | 22 tháng 1 năm 1785 - 10 tháng 10 năm 1810 | Công chúa con vua Lê Hiển Tông, em gái Bắc cung Hoàng hậu Lê Ngọc Hân. Bà vốn là hoàng hậu của Cảnh Thịnh Đế nhà Tây Sơn. Năm 1802, khi quân Nguyễn tiến quân vào Phú Xuân, bà chạy thoát không kịp, bị Gia Long bắt được, nạp vào hậu cung, phong làm Chiêu nghi. Khi mất truy tặng làm Đức phi (德妃) thụy Cung Thận (恭慎). |
| Chiêu nghi                                    | Trinh Nhã                              | Nguyễn Thị Điền   |                                            | |
| Chiêu dung                                    | Trinh Thục                             | Lâm Thức          |                                            | Còn có húy là Thi. Không rõ năm sinh năm mất, chỉ biết bà mất tại Gia Định trước khi Gia Long lấy lại được Phú Xuân, tức là khoảng trước năm 1802. Năm Gia Long thứ 7 (1808), mộ phần được đưa về Phú Xuân chôn cất. |
| Chiêu dung                                    | Uyên Thuận                             | Nguyễn Thị Tần    | 31 tháng 10 năm 1791 – 26 tháng 5 năm 1837 | Nhập cung năm 1811. |
| Chiêu dung                                    | Huy Thục                               | Phạm Thị Lộc      |                                            | |
| Chiêu dung                                    | Trang Ý                                | Hoàng Thị Chức    |                                            | |
| Chiêu dung                                    | Trang Thục                             | Tống Thị Thuận    |                                            | |
| Tiệp dư                                       | Tĩnh Thục                              | Dương Thị Sự      |                                            | Người Duy Xuyên, Điện Bàn, Quảng Nam. Là con gái của Tuyên Uy tướng quân Dương Trung |
| Tiệp dư                                       | Ôn Tĩnh                                | Dương Thị Dưỡng   |                                            | |
| Mỹ nhân                                       | Cung Lệ                                | Trịnh Thị Thanh   | ? – 1831                                   | |
| Mỹ nhân                                       | Như Ý                                  | Cái Thị Thu       |                                            | |
| Mỹ nhân                                       | Cung Lệ                                | Nguyễn Thị Vĩnh   |                                            | |
| Mỹ nhân                                       | Lương Dung                             | Trần Thị Thể      |                                            | |
| Tài nhân                                      |                                        | Trần Thị Hán      |                                            | Về sau được về quê quán |
| Tài nhân                                      |                                        | Phan Thị Hạc      |                                            | |
| Tài nhân                                      |                                        | Nguyễn Thị Uyên   |                                            | Về sau được về quê quán |
| Tài nhân                                      |                                        | Đặng Thị Duyên    |                                            | |
| Tả cung tần                                   |                                        | Tống Thị Lâu      |                                            | |
| Cung tần                                      |                                        | Nguyễn Thị Thụy   |                                            | |

Ngoài ra còn có các cung nhân khác không được ghi chép lại. Hậu cung thường xảy ra xung đột và Gia Long tỏ ra không ưa thích chốn hậu cung như thế. Có lần ông đã từng miêu tả việc này trong câu nói: "Chốc nữa trẫm sẽ ở giữa một đám yêu phụ làm trẫm đinh tai nhức óc" và câu đánh giá về phụ nữ của ông: "Trẫm muốn sửa đổi lại cả thế giới, nhất là đàn bà, vì họ đều đáng ghê sợ hơn đàn ông".

### Hậu duệ
Gia Long có 13 hoàng tử (sống qua tuổi trưởng thành) và 18 hoàng nữ.
| Thứ tự | Tước hiệu                          | Thụy hiệu              | Tên húy                                            | Sinh mất                                   | Mẹ đẻ                      | Ghi chú |
| --- | ---------------------------------- | ---------------------- | -------------------------------------------------- | ------------------------------------------ | -------------------------- | --- |
| Hoàng tử |                                    |                        |                                                    |                                            |                            | |
| |                                    |                        | Nguyễn Phúc Chiêu (阮福昭)                         | mất sớm                                    | Thừa Thiên Cao Hoàng hậu   | Mất sớm tại Gia Định. Táng tại khu vực Cầu Bối, phường Thủy Xuân, Huế. |
| 1 | Anh Duệ Hoàng thái tử (英睿皇太子) |                        | Nguyễn Phúc Cảnh (阮福景)                          | 6 tháng 4 năm 1780 – 20 tháng 3 năm 1801   | Thừa Thiên Cao Hoàng hậu   | |
| 2 | Thuận An công (順安公)             | Đôn Mẫn (敦敏)         | Nguyễn Phúc Hy (阮福曦)                            | 1782 – 21 tháng 5 năm 1801                 | không rõ                   | Không con. Dưới thời Thiệu Trị được đổi thờ ở đền Thân Huân. |
| 3 |                                    |                        | Nguyễn Phúc Tuấn (阮福晙)                          | không rõ                                   | Chiêu dung Lâm Thức        | Lên 12 tuổi thì mất tại Gia Định. Năm Gia Long thứ 7 (1808), mộ phần được đưa về Phú Xuân chôn cất. Táng tại khu vực Cầu Bối, phường Thủy Xuân, Huế. |
| 4 | Thánh Tổ Hoàng đế (聖祖皇帝)       | Nhân Hoàng đế (仁皇帝) | Nguyễn Phúc Đảm (阮福膽) Nguyễn Phúc Kiểu (阮福晈) | 25 tháng 5 năm 1791 – 20 tháng 1 năm 1841  | Thuận Thiên Cao Hoàng hậu  | Hoàng đế thứ hai của nhà Nguyễn. |
| 5 | Kiến An vương (建安王)             | Cung Thuận (恭慎)      | Nguyễn Phúc Đài (阮福旲)                           | 5 tháng 10 năm 1795 – 14 tháng 11 năm 1849 | Thuận Thiên Cao Hoàng hậu  | |
| 6 | Định Viễn Quận vương (定遠郡王)    | Đôn Lượng (敦諒)       | Nguyễn Phúc Bính (阮福昞)                          | 6 tháng 9 năm 1797 – 16 tháng 8 năm 1863   | Tiệp dư Dương Thị Sự       | |
| 7 | Diên Khánh vương (延慶王)          | Cung Chính (恭正)      | Nguyễn Phúc Tấn (阮福晉)                           | 21 tháng 3 năm 1799 – 17 tháng 7 năm 1854  | Chiêu nghi Nguyễn Thị Điền | |
| 8 | Điện Bàn công (奠盤公)             | Cung Đốc (恭篤)        | Nguyễn Phúc Phổ (阮福普)                           | 3 tháng 5 năm 1799 – 11 tháng 9 năm 1860   | Không rõ                   | Đại Nam liệt truyện ghi "không rõ mẹ là ai". Nguyễn Phúc tộc Thế phả ghi mẹ ông là cung tần Nguyễn Thị Thụy. |
| 9 | Thiệu Hóa Quận vương (紹化郡王)    | Cung Lương (恭良)      | Nguyễn Phúc Chẩn (阮福晆)                          | 30 tháng 4 năm 1803 – 26 tháng 10 năm 1824 | Thuận Thiên Cao Hoàng hậu  | |
| 10 | Quảng Uy công (廣威公)             | Cung Trực (恭直)       | Nguyễn Phúc Quân (阮福昀)                          | 20 tháng 8 năm 1809 – 26 tháng 5 năm 1829  | Đức phi Lê Ngọc Bình       | Không con thừa tự. |
| 11 | Thường Tín Quận vương (常信郡王)   | Trang Cung (莊恭)      | Nguyễn Phúc Cự (阮福昛)                            | 2 tháng 10 năm 1810 – 11 tháng 8 năm 1849  | Đức phi Lê Ngọc Bình       | Lấy làm thừa tự cho Long Thành Công chúa Ngọc Tú. |
| 12 | An Khánh vương (安慶王)            | Trang Cung (莊恭)      | Nguyễn Phúc Quang (阮福㫕)                         | 10 tháng 9 năm 1811 – 29 tháng 6 năm 1845  | Mỹ nhân Trịnh Thị Thanh    | |
| 13 | Từ Sơn công (慈山公)               | Ôn Thận (溫慎)         | Nguyễn Phúc Mão (阮福昴)                           | 25 tháng 10 năm 1813 – 18 tháng 8 năm 1868 | Chiêu dung Nguyễn Thị Tần  | |
| Ngoài 13 hoàng tử còn sống qua tuổi trưởng thành, vua Gia Long còn một số hoàng tử vốn mất sớm tại Gia Định là Xương, Khải, Đại, Nhật, Nam, Thôn, Khoáng đều không rõ mẹ của họ. Mộ của các hoàng tử tảo thương này hiện đa phần nằm ở khu vực Cầu Bối, phường Thủy Xuân, Huế. |                                    |                        |                                                    |                                            |                            | |
| Hoàng nữ |                                    |                        |                                                    |                                            |                            | |
| 1 | Bình Thái Công chúa (平泰公主)     | Đoan Tuệ (端慧)        | Nguyễn Phúc Ngọc Châu (阮福玉珠)                   | 1782 – 1847                                | Chiêu dung Phạm Thị Lộc    | Năm 1808, lấy Vệ úy Nguyễn Văn Ngoạn (con của Đoan Hùng Quận công Nguyễn Văn Trương), sinh được một con gái. |
| 2 | Bình Hưng Công chúa (平興公主)     | Uyển Thục (婉淑)       | Nguyễn Phúc Ngọc Quỳnh (阮福玉瓊)                  | 1788 – 1849                                | Chiêu dung Lâm Thức        | Năm 1808, lấy Chưởng vệ Phạm Văn Tín (con của Tiên Hưng Quận công Phạm Văn Nhân), sinh được hai con trai, một con gái. |
| 3 | Bảo Lộc Công chúa (保祿公主)       | Trinh Hòa (貞和)       | Nguyễn Phúc Ngọc Anh (阮福玉瑛)                    | 1790 – 1850                                | Chiêu dung Lâm Thức        | Năm 1808, lấy Vệ úy Trương Phúc Đặng (con của Cai cơ Trương Phúc Tuấn), sinh được một con trai, ba con gái. |
| 4 | Phú Triêm Công chúa (富霑公主)     | Tĩnh Chất (靜質)       | Nguyễn Phúc Ngọc Trân (阮福玉珍)                   | 1790 – 1819                                | Chiêu dung Hoàng Thị Chức  | Năm 1818, lấy Vệ úy Nguyễn Đức Long (con của Thiếu bảo, Đô thống chế Nguyễn Đức Thịnh), không con. Tẩm mộ ở Trúc Lâm (Hương Trà, Thừa Thiên). |
| 5 | Bảo Thuận Công chúa (保順公主)     | Trinh Tuệ (貞慧)       | Nguyễn Phúc Ngọc Xuyến (阮福玉玔)                  | 20 tháng 10 năm 1792 – 1851                | Chiêu dung Phạm Thị Lộc    | Năm 1818, lấy Vệ úy Nguyễn Huỳnh Toán (con của Kiến Xương Quận công Nguyễn Huỳnh Đức) nhưng phò mã mất ngay năm đó. Cải giá lấy Vệ úy Trương Văn Minh, nhưng phò mã Minh cũng mất trước. Không có con, nhận Trương Văn Giám (con riêng của Minh) làm thừa tự. |

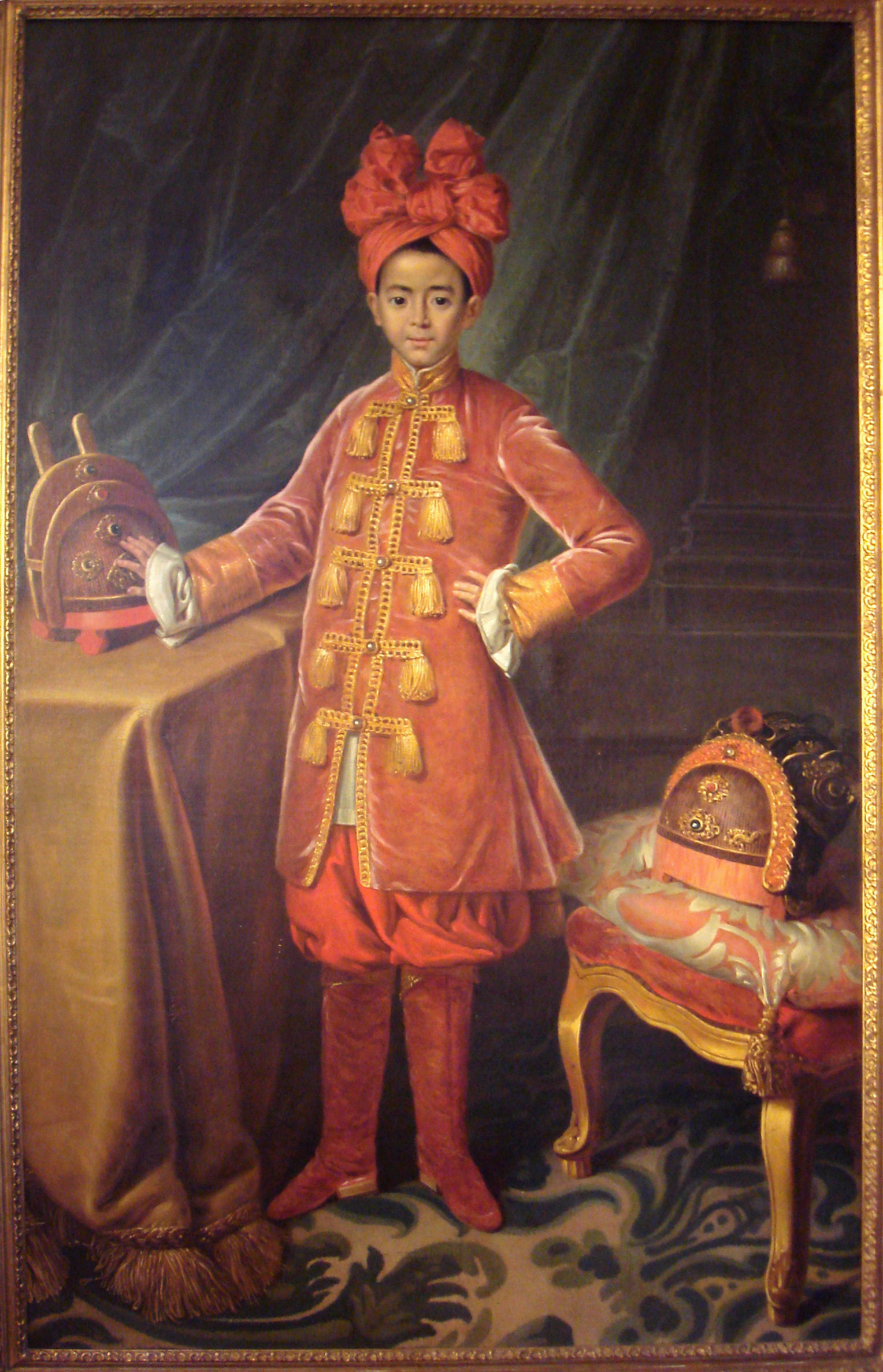
Chân dung hoàng tử cả Nguyễn Phúc Cảnh do họa sĩ Maupérin vẽ tại Pháp vào năm 1787.

| 6 | Đức Hòa Công chúa (德和公主)       | Trang Khiết (莊潔)     | Nguyễn Phúc Ngọc Ngoạn (阮福玉玩)                  | 1794 – 1827                                | Tả cung tần Tống Thị Lâu   | Năm 1818, lấy Vệ úy Mai Đức Nho (con của Vĩnh Lại hầu Mai Đức Nghị) nhưng phò mã mất cùng năm đó. Không có con. |
| 7 | An Thái Công chúa (安泰公主)       | Nhu Hòa (柔和)         | Nguyễn Phúc Ngọc Nga (阮福玉珴)                    | 21 tháng 11 năm 1796 – 1856                | Tiệp dư Dương Thị Dưỡng    | Năm 1818, lấy Vệ úy Nguyễn Đức Thiện (con của Khoái Châu Quận công Nguyễn Đức Xuyên) nhưng phò mã mất cùng năm đó. Cải giá lấy Lãnh binh Trấn Tây là Vũ Viết Tuấn (con của Thị nội Thống chế Vũ Viết Bảo), sinh được ba con trai, hai con gái.                |
| 8 | An Lễ Công chúa (安禮公主)         | Uyển Thục (婉淑)       | Nguyễn Phúc Ngọc Cửu (阮福玉玖)                    | 1802 – 1846                                | Tiệp dư Dương Thị Sự       | Năm 1823, lấy phò mã Lê Hậu (con của công thần Lê Chất), sinh được ba con trai, một con gái. |
| 9 | Nghĩa Hòa Công chúa (義和公主)     | Cung Khiết (恭潔)      | Nguyễn Phúc Ngọc Nguyệt (阮福玉玥)                 | 1803 – 1846                                | Chiêu dung Tống Thị Thuận  | Năm 1823, lấy Phó Vệ úy Nguyễn Đức Hỗ (con của Khoái Châu Quận công Nguyễn Đức Xuyên), sinh được năm con trai, bốn con gái. |
| 10 | An Nghĩa Công chúa (安義公主)      | Trinh Lệ (貞麗)        | Nguyễn Phúc Ngọc Ngôn (阮福玉琂)                   | 11 tháng 8 năm 1804 – 1856                 | Đức phi Lê Ngọc Bình       | Năm 1823, lấy phò mã Lê Văn Yến (con của tướng Lê Văn Phong, Phong là em ruột của Tả quân Lê Văn Duyệt), sinh được ba con trai. |
| 11 | An Điềm Công chúa (安恬公主)       | Hậu Mẫn (厚敏)         | Nguyễn Phúc Ngọc Vân (阮福玉珉)                    | 22 tháng 6 năm 1805 – 1869                 | Mỹ nhân Cái Thị Thu        | Năm 1823, lấy Phò mã Đô úy Nguyễn Thường Tuân (con của Thị trung Đô thống, Thiếu bảo Quận công Nguyễn Văn Khiêm), sinh được năm con trai, ba con gái. |
| 12 | Mỹ Khê Công chúa (美溪公主)        | Trinh Ý (貞懿)         | Nguyễn Phúc Ngọc Khuê (阮福玉珪)                   | 1807 – 1827                                | Đức phi Lê Ngọc Bình       | Năm 1825, lấy Vệ úy Nguyễn Văn Thiện (con của Kinh Môn Quận công Nguyễn Văn Nhơn), sinh được một con trai. |
| 13 | Định Hòa Công chúa (定和公主)      | Đoan Nhàn (端嫻)       | Nguyễn Phúc Ngọc Cơ (阮福玉璣)                     | 13 tháng 9 năm 1808 – 1856                 | Mỹ nhân Nguyễn Thị Vĩnh    | Năm 1829, lấy Vệ úy Nguyễn Huỳnh Thành (con của Kiến Xương Quận công Nguyễn Huỳnh Đức), sinh được hai con trai con trai đều mất sớm. Năm 1832, phò mã Thành mất, chúa lập am ở làng Dương Xuân để thờ.                                                        |
| 14 |                                    |                        | Nguyễn Phúc Ngọc Thiều (阮福玉玿)                  | không rõ                                   | Tài nhân Nguyễn Thị Uyên   | Lên 1 tuổi thì mất. |
| 15 |                                    |                        | Nguyễn Phúc Ngọc Lý (阮福玉理)                     | 1809 – 1819                                | Tài nhân Trần Thị Hán      | Mất sớm. Táng tại khu vực Cầu Bối, phường Thủy Xuân, Huế. |
| 16 |                                    | Nhu Khiết (柔潔)       | Nguyễn Phúc Ngọc Thành (阮福玉珹)                  | 1812 – 1830                                | Tài nhân Phan Thị Hạc      | Năm 1829, Minh Mạng đã định hôn chúa cho Vệ úy Hồ Văn Thập (con của Phước Quốc công Hồ Văn Bôi), nhưng chưa cưới thì mùa đông năm đó, chúa mất |
| 17 |                                    |                        | Nguyễn Phúc Ngọc Bích (阮福玉碧)                   | 1812 – 1819                                | Mỹ nhân Trần Thị Thể       | Mất sớm. |
| 18 |                                    |                        | Nguyễn Phúc Ngọc Trình (阮福玉珵)                  | 1817 – 1823                                | Tài nhân Đặng Thị Duyên    | Mất sớm. Táng tại khu vực Cầu Bối, phường Thủy Xuân, Huế. |
| Không xếp |                                    |                        | Nguyễn Phúc Ngọc Dao                               | ? – ?                                      | ?                          | Mất sớm. Thụy là Trinh Thục. Thờ tại đền Triển thân (theo Khâm định Đại Nam hội điển sự lệ). |

|                      |                      |  |                           |                           |  |                          |                          |  |                        |                        |  |                         |                         |
|                      |                      |  |                           |                           |  | 1 Gia Long 1802 - 1820   |                          |  |                        |                        |  |                         |                         |
|                      |                      |  |                           |                           |  |                          |                          |  |                        |                        |  |                         |                         |
|                      |                      |  |                           |                           |  | 2 Minh Mạng 1820 - 1841  |                          |  |                        |                        |  |                         |                         |
|                      |                      |  |                           |                           |  |                          |                          |  |                        |                        |  |                         |                         |
|                      |                      |  |                           |                           |  | 3 Thiệu Trị 1841 - 1847  |                          |  |                        |                        |  |                         |                         |
|                      |                      |  |                           |                           |  |                          |                          |  |                        |                        |  |                         |                         |
|                      |                      |  |                           |                           |  |                          |                          |  |                        |                        |  |                         |                         |
| 4 Tự Đức 1847 - 1883 | 4 Tự Đức 1847 - 1883 |  | Thoại Thái Vương          | Thoại Thái Vương          |  |                          |                          |  | Kiên Thái Vương        | Kiên Thái Vương        |  | 6 Hiệp Hòa 1883         | 6 Hiệp Hòa 1883         |
|                      |                      |  |                           |                           |  |                          |                          |  |                        |                        |  |                         |                         |
|                      |                      |  |                           |                           |  |                          |                          |  |                        |                        |  |                         |                         |
|                      |                      |  | 5 Dục Đức 1883            | 5 Dục Đức 1883            |  | 9 Đồng Khánh 1885 - 1889 | 9 Đồng Khánh 1885 - 1889 |  | 8 Hàm Nghi 1884 - 1885 | 8 Hàm Nghi 1884 - 1885 |  | 7 Kiến Phúc 1883 - 1884 | 7 Kiến Phúc 1883 - 1884 |
|                      |                      |  |                           |                           |  |                          |                          |  |                        |                        |  |                         |                         |
|                      |                      |  | 10 Thành Thái 1889 - 1907 | 10 Thành Thái 1889 - 1907 |  | 12 Khải Định 1916 - 1925 | 12 Khải Định 1916 - 1925 |  |                        |                        |  |                         |                         |
|                      |                      |  |                           |                           |  |                          |                          |  |                        |                        |  |                         |                         |
|                      |                      |  | 11 Duy Tân 1907 - 1916    | 11 Duy Tân 1907 - 1916    |  | 13 Bảo Đại 1926 - 1945   | 13 Bảo Đại 1926 - 1945   |  |                        |                        |  |                         |                         |
|                      |                      |  |                           |                           |  |                          |                          |  |                        |                        |  |                         |                         |

Chú thích: Các năm trong bảng là các năm trị vì của vị vua đó

## Nhận định
Quá trình Nguyễn Ánh - Gia Long xây dựng cơ nghiệp nhà Nguyễn và cai trị một nước Việt Nam sau nhiều thế kỷ chia cắt và nội chiến, cũng như các di sản và hệ quả ông để lại trong dòng lịch sử Việt Nam là chủ đề của rất nhiều sách, báo, cũng như các công trình nghiên cứu khác nhau. Sau đây là một số lời nhận xét của các sử gia và nhà nghiên cứu về ông:
Nhận định chung
| “              | Nguyễn Ánh đã trải qua những nguy hiểm tày núi, cái chết cận kề, thế rồi ông vẫn thoát. Cái may mắn có được của ông là cái rất hiếm hoi mà người đời khó bắt gặp... Những truyền thuyết dân gian như Nguyễn Ánh có trời giúp, nổi phong ba ngăn chặn Tây Sơn; hay rắn thần xuất hiện đưa ông đến nơi an toàn trong lúc lâm nguy trên đảo Thổ Châu... được lưu truyền tận về sau cũng xuất phát từ những sự thật kỳ diệu đến mức khó tin này... Nguyễn Huệ đã ra đi đột ngột và lịch sử bước sang một giai đoạn mới, đó là Nguyễn Ánh quyết định vai trò trên sân khấu lịch sử... Nguyễn Huệ trồng cây. Gia Long hái quả... Từ cái chết của Nguyễn Huệ, Nguyễn Ánh là kẻ thù biết chiếm đoạt toàn bộ thành quả do Nguyễn Huệ làm nên và biết đưa nó đến đích, mặc dù chỉ là giải quyết những bước cuối cùng - thống nhất sơn hà. Tuy vậy đó cũng là một công lao của Nguyễn Ánh mà lịch sử không thể phủ nhận. Đáng tiếc, sau khi nắm toàn bộ quyền binh trong tay, ông lại thực hiện những cuộc báo thù man rợ, ít có trong lịch sử đối với một Hoàng đế; lo thu vén quyền binh và bổng lộc cho cá nhân và dòng tộc. Ông không biết phát huy những quy luật phát triển mới của thời đại, lại đưa đất nước trở lại con đường mòn cố hữu lạc hậu của lịch sử. Cũng chính vì vậy, cả dân tộc không thoát khỏi mũi súng xâm lược của đế quốc Pháp sau khi ông tạ thế nửa thế kỷ. | ” |
| — Trần Cao Sơn | |   |

| “                | Vua Thể tổ là ông vua có tài trí, rất khôn ngoan, trong 25 năm trời, chống nhau với Tây Sơn, trải bao nhiêu lần hoạn nạn, thế mà không bao giờ ngã lòng, cứ một niềm lo sợ khôi phục. Ngài lại có cái đức tính rất tốt của những kẻ lập nghiệp lớn, là cái đức tính biết chọn người mà dùng, khiến cho những kẻ hào kiệt ai cũng nức lòng mà theo giúp. Bởi vậy cho nên không những là ngài khôi phục được nghiệp cũ, mà lại thống nhất được sơn hà, và sửa sang được mọi việc, làm cho nước ta lúc bấy giờ thành một nước cường đại, từ xưa đến nay, chưa bao giờ từng thấy. Công nghiệp của ngài thì to thật, tài trí của ngài thì cao thật, nhưng chỉ hiềm có một điều là khi công việc xong rồi, ngài không bảo toàn cho những công thần, mà lại lấy những chuyện nhỏ nhặt đem giết hại những người có công với ngài, khiến cho hậu thế ai xem đến những chuyện ấy, cũng nhớ đến vua Hán Cao, và lại thở dài mà thương tiếc cho những người ham mê hai chữ công danh về đời áp chế ngày xưa. | ” |
| — Trần Trọng Kim | |   |

Vấn đề trả thù nhà Tây Sơn
| “                                    | Ngoài ra, sự tàn bạo của ông khi áp dụng các hình phạt thời Trung cổ, trả thù Tây Sơn khiến hậu thế nhiều khi có định kiến nặng nề về ông đến nỗi xóa nhòa hết công lao nhất định của ông đối với thống nhất đất nước. Và đó là điều đáng tiếc đối với vị quân vương quá nặng về khôi phục vương nghiệp, cố đạt được mục đích bằng bất cứ giá nào. | ” |
| — Đặng Việt Thủy và Đặng Thành Trung | |   |

### So sánh Gia Long - Quang Trung
Theo tiến sĩ Trần Cao Sơn, thành viên Viện Xã hội học Việt Nam, Quang Trung Nguyễn Huệ đại diện cho giai cấp cần lao, còn Nguyễn Ánh thuộc dòng dõi quý tộc. Do đó trong khi Nguyễn Huệ dấy binh vì nhân dân thì Nguyễn Ánh lại đấu tranh vì quyền lợi của dòng tộc và cá nhân, lo bảo vệ cho ngôi vị chúa Nguyễn Đàng Trong của mình. Trong khi Nguyễn Huệ coi trọng độc lập dân tộc, 2 lần đánh thắng ngoại xâm thì Nguyễn Ánh chỉ biết lo cho quyền lợi cá nhân, mấy lần cầu viện ngoại quốc (Xiêm và Pháp) đem quân vào nước Việt, khiến người dân trong nước chịu nạn, chủ quyền đất nước bị xâm phạm. Tuy nhiên, ở hai nhân vật này cũng có những điểm tương đồng: hai người đều nuôi chí lớn, quyết thực hiện đến cùng sự nghiệp của mình, không ai có thể lay chuyển và chi phối. Họ đều có những thiên bẩm hơn người, mưu cao kế sâu, đầy thao lược, luôn tạo những bước đi táo bạo, mang tính đột phá.
Người ta còn truyền khẩu câu chuyện đối đáp, khi nữ tướng Bùi Thị Xuân bị bắt, Nguyễn Ánh bèn sai người áp giải bà đến trước mặt rồi hỏi với giọng đắc chí: "Ta và Nguyễn Huệ ai hơn?". Bùi Thị Xuân trả lời:
| “                       | Chúa công ta [chỉ Nguyễn Huệ], tay kiếm tay cờ mà làm nên sự nghiệp. Trong khi nhà ngươi thì đi cầu viện ngoại bang, hết quân Xiêm đến quân Tàu làm tan nát cả sơn hà, cũng đều bị chúa công ta đánh cho không còn manh giáp. Đem so với chúa công ta, nhà ngươi chẳng qua chỉ là nước vũng so với ao trời. Còn nói về đức độ, thì Tiên đế ta lấy nhân nghĩa mà đối xử với kẻ trung thần thất thế, như đã đối với Nguyễn Huỳnh Đức, bề tôi của nhà ngươi. Còn ngươi lại dùng tâm của kẻ tiểu nhân mà đối với bậc nghĩa liệt, đã hết lòng vì chúa, chẳng nghĩ rằng ai có chúa nấy, ái tích kẻ tôi trung của người cũng là khuyến khích tôi trung của mình. Chỗ hơn kém rõ ràng như ban ngày và đêm tối. Nếu Tiên đế ta đừng thừa long [qua đời] quá sớm, thì dễ gì nhà ngươi trở lại đất nước này. | ” |
| — Nữ tướng Bùi Thị Xuân | |   |

Về tư tưởng kinh tế, Quang Trung cởi mở hơn so với Nguyễn Ánh. Vua Quang Trung khuyến khích nhân dân giao thương buôn bán với nước ngoài, trong khi Nguyễn Ánh lại tìm cách hạn chế và ngăn cấm. Các thương nhân nước ngoài đến buôn bán tại Việt Nam đã có sự so sánh về chính sách thương mại của Quang Trung với Nguyễn Ánh. Đại sứ nước Anh John Crawfurd, người đến Việt Nam năm 1822, dưới triều Minh Mạng, đã dẫn lại lời các Hoa kiều từng sống ở Huế dưới thời Tây Sơn cho rằng: thời Tây Sơn, việc cai trị ôn hòa và công bằng hơn so với Nguyễn Ánh:
Tôi [Crawfurd], thật sự, được chứng thực bởi những thương nhân người Hoa mà tôi trò truyện ở Huế, họ đã sống ở nước này dưới cả hai triều [Tây Sơn và nhà Nguyễn], rằng vua Tây Sơn quản lý đất nước công bằng và điều độ hơn vị vua hiện tại [Minh Mệnh] hoặc cha ông ta [Gia Long]. Thật vậy, chắc chắn là người dân CoChin China nhận được rất ít lợi lộc khi khôi phục lại một gia tộc [chúa Nguyễn] mà ai cũng biết là đã cai trị tồi để dẫn đến nổi loạn; và họ [nhà Nguyễn] cũng bị xem là người đã khôi phục và duy trì chủ quyền bằng những cách thức xa lạ với các chính quyền thuần Á Đông [cầu viện ngoại bang Pháp, Xiêm,...].
Về tham vọng trong việc trị quốc và ngoại giao với Trung Hoa, Quang Trung tỏ ra vượt xa so với Nguyễn Ánh. Quang Trung từng viết biểu cầu hôn công chúa nhà Thanh và đề nghị nhà Thanh cắt đất Lưỡng Quảng (nay là Quảng Đông, Quảng Tây) cho Đại Việt, ông cũng chuẩn bị sẵn binh lực để đánh lấy Lưỡng Quảng nếu vua nhà Thanh từ chối yêu cầu. Trong khi đó, Nguyễn Ánh (và tất cả những vị vua nhà Nguyễn sau này) chưa từng có ai dám viết biểu cho nhà Thanh đòi hỏi những yêu cầu lớn như vậy.

### Việc định đô ở Huế
| “              | Đặt quốc đô ở Phú Xuân là một mảnh đất gầy, dân thưa, của ít về phương diện quân sự nơi này là một vị trí chiến lược bất lợi cả về thủy lẫn bộ. Trái lại Bắc Hà là cỗi rễ của dân tộc, nói gần là từ hai chục thế kỷ trở về đây ruộng đất phù nhiêu, dân cư đông đảo, anh hùng hào kiệt đời nào cũng sẵn chống xâm lăng nhiều phen như trúc chẻ, ngói tan. Vậy mà vua Gia Long bỏ thật là uổng. Phải chăng Gia Long đã e ngại những uy tín còn sót lại của hai họ Lê Trịnh, nhưng nếu đủ tài thi thố ân uy thì mình là thái dương mà các triều đại đã qua chỉ là những ngọn lửa tàn, đâu đáng sợ! Sau này Bắc Hà ly loạn liên miên, lòng dân khảng tảng vì triều đình ở quá xa rồi 50 năm sau giặc Pháp tiến vào nội địa của ta, hàng vạn quân của Nguyễn Tri Phương, Hoàng Diệu, Tôn Thất Thuyết không chống nổi mấy chiếc tàu, vài trăm lính của Francis Garnier, H. Rivière và De Courcy. Đấy chẳng là sự vụng tính của vua Gia Long vì đã bỏ gốc lấy ngọn đó sao? | ” |
| — Phạm Văn Sơn | |   |

| “          | Việc chọn kinh đô ở Huế đã giúp Gia Long tránh được việc phải mất công xây dựng lại một nơi chốn đã bị hoang tàn kiệt quệ vì chiến tranh, vừa phải canh cánh lo lắng giới Nho sĩ cũng như dân chúng phía Bắc cứ mãi hoài vọng Lê triều, đồng thời ở Huế lại có được một địa thế trung tâm đất nước như Thăng Long ngày trước; việc này ắt phải so bằng việc Lý Thái Tổ đã làm khi xưa. | ” |
| — Mai Thảo | |   |

| “              | ...quyết định [của Gia Long] xây dựng kinh thành mới thay vì quay trở lại trị vì trên kinh đô truyền thống ở Thăng Long có ý nghĩa lớn về mặt chính trị và văn hóa. Thứ nhất, bởi vì Thăng Long (Hà Nội) ở quá xa về phía Bắc; sẽ khiến cho, tân triều khó lòng cai trị được vùng này. Thứ hai, Thăng Long là cơ sở chính trị lâu đời của họ Trịnh; việc này có thể gây bất ổn cho quyền lực của nhà Nguyễn. Thứ ba, dời đô về Huế sẽ dẫn đến việc kết thúc thế độc tôn về văn hóa và giáo dục của Thăng Long; nơi từ lâu là trung tâm học thuật Nho giáo và nơi tụ tập của giới sĩ phu: vào thế kỷ thứ XIX, ở Việt Nam số quan lại và sĩ phu đến từ các vùng miền Trung và miền Nam tăng lên. | ” |
| — Keat Gin Ooi | |   |

| “                       | Sự tranh cãi về tính đúng đắn và sự tổn thất của việc dời đô [từ Thăng Long vào Phú Xuân] năm 1802 chẳng bao giờ đi đến hồi kết. Vài sử gia người Việt đã nhận định rằng việc dời đô là một thảm họa, vì núi non khu vực miền Trung Việt Nam đã làm tách biệt Huế ra khỏi các vùng còn lại của đất nước [Việt Nam]. Tác động này còn trầm trọng hơn vì Huế thiếu địa thế nằm trong một hệ thống sông ngòi tối quan trọng. Trong lịch sử Việt Nam, khu vực núi non miền Trung đặc biệt thích hợp dung dưỡng thành công các phong trào nổi dậy nhưng các triều đại đóng ở khu vực này chỉ tồn tại trong thời gian ngắn. Nhiều sử gia khác nhận định khéo léo hơn rằng việc dời đô đang mang lại lợi ích về mặt văn hóa. Giới sĩ phu người Việt, thay vì chỉ tập trung lại ở một thành phố phía Bắc, sau 1802 đã đến từ mọi miền Việt Nam. Những văn sĩ đến từ miền Trung và miền Bắc như Nguyễn Du (nhà thơ vĩ đại nhất của Việt Nam, tuy nhiên ông đến từ khu vực Bắc Trung Bộ và được vua Minh Mạng xem như một người từ miền Bắc) và Nguyễn Đình Chiểu đã phát triển được một vương triều đóng tại Huế, trong khi những văn sĩ miền Bắc - như là Cao Bá Quát hay Hồ Xuân Hương - đã viết lách trong một sự tự do lớn hơn và chưa từng thấy trước đó. Có thể cả hai luồng ý kiến đều có phần đúng. | ” |
| — Alexander B. Woodside | |   |

### Chính sách cai trị
Sử gia Tạ Chí Đại Trường nhận xét những việc làm của Nguyễn Ánh ở miền Nam như sau: "...chính sách đồn điền nhằm vào việc khai phá đất đai làm ruộng bằng cách khiến mọi người không dừng được, phải tham gia với sự đôn đốc, kiểm soát, trợ giúp của chính phủ. Đó là một chính sách nông nghiệp cưỡng ép, có từ xưa nhưng bây giờ lại được áp dụng trên một quy mô rộng lớn, khiến vùng Gia Định trở nên phồn thịnh, sản xuất dồi dào quyến rũ được đám dân nghèo đói Bình Thuận, Phú Yên... bỏ xứ chạy vào làm tăng dân số, uy tín nội bộ cho Nguyễn Ánh, để dư gạo giúp Xiêm đói, giúp Thanh đánh Tây Sơn và cuối cùng để đủ binh lương cho quân lính dùng khi tràn ra phía Bắc đánh đám người kiệt hiệt đã làm ông khốn đốn khi xưa".
Sử gia Trần Trọng Kim có nói "cách Nguyễn Vương khai khẩn đất Gia Định thật là khôn khéo, khiến cho đất Nam Việt trước là một chỗ đất bỏ hoang, không có người ở, mà sau thành ra một nơi rất đông người và rất trù phú trong nước Nam ta. Ấy cũng là một cái công lớn của ông Nguyễn Phúc Ánh vậy".
| “                    | Nhưng một lần nữa, giữa lý thuyết [rằng hệ tư tưởng Nho giáo sẽ thống nhất được lòng người ở Việt Nam] và thực tế luôn luôn là hai thứ khác biệt. Không phải vì Gia Long chọn Nho giáo là hệ tư tưởng chính thống nên nó sẽ có thể hoạt động hiệu quả ngay. Việc đó đã không xảy ra. Gia Long là một nhà quân sự và ông rất tự hào về việc này. Ông chẳng bao giờ có được thời gian để được học tập về Nho giáo khi còn trẻ và có thể là ông cũng chẳng bao giờ nghĩ nghiêm túc về việc này. Ông đã đạt được sự kính trọng, xây dựng được quân đội và giành được chiến thắng sau cùng cho bản thân vào năm 1802 dựa trên tính thực tế, sự sáng tạo của bản thân, khả năng thỏa hiệp và sự chính trực. Thứ hai, Gia Long hiểu rõ về sự mong manh của nước Việt Nam mới thống nhất sau ba mươi năm nội chiến. Quân đội chúa Trịnh và Tây Sơn có thể đã bị giải tán, nhưng sự trung thành thì vẫn bị chia rẽ sâu sắc. Những vết thương từ cuộc chiến có thể đã lành, nhưng viết sẹo của nó thì vẫn còn. Sự căm tức và lòng thù hận thường hay lẩn khuất dưới cái vẻ ngoài mỏng manh mang tên sự yên bình. Vị hoàng đế thắng trận đã không thực sự cải thiện điều gì khi ông tiến hành săn đuổi và giết chết tất cả những lãnh đạo và hậu nhân của Tây Sơn, những người mà ông quy trách nhiệm cho việc đồ sát và tận diệt dòng tộc của mình. Điều thứ ba, Gia Long hiểu rất rõ quyền lực về chính trị, quân sự cũng như kinh tế của các gia tộc và lãnh chúa ở các địa phương. Gia tộc nhà Nguyễn cũng xuất phát là một gia tộc lớn ở địa phương và bản thân Gia Long đã góp phần phát triển một nhóm mới như vậy tại khu vực cơ sở quyền lực của ông ở miền Nam Việt Nam. Sự thật là, đồng minh lâu năm và bạn thân của Gia Long tại Gia Định là tướng Lê Văn Duyệt trên thực tế đã cai trị miền Nam Việt Nam sau năm 1802. Hoàng đế đã phong thưởng các đồng minh thời chiến của mình bằng các vị trí cao cấp ở khu vực miền Trung và miền Nam. Đó là vì sao mà dù đã đề ra một bộ luật theo tư tưởng Nho giáo, khôi phục lại chế độ thi cử khoa bảng, xây dựng kinh đô mới gồm cả một Tử Cấm Thành của chính mình; Gia Long vẫn duy trì một lực lượng quân sự rất lớn. Ở vùng miền Trung, triều đình cai trị thông qua bốn doanh và bảy trấn quân sự độc lập. Ở khu vực miền Bắc và miền Nam, nhà vua cũng thành lập mỗi vùng năm trấn như vậy. Dưới thời Gia Long, các quan Trấn thủ cũng là một phần của văn hóa chính trị tại Việt Nam có vai trò giống như vị vua theo Nho giáo vậy. Thể chế chính trị song song này đã có ít nhất từ thời trỗi dậy của các họ Mạc, Trịnh và Nguyễn ở thế kỷ XV nếu không là sớm hơn nữa. | ” |
| — Christopher Goscha | |   |

Về luật pháp, Gia Long cho soạn bộ luật mới có tên gọi là Hoàng Việt luật lệ (còn được gọi là "luật Gia Long"). Trong 398 điều thì chỉ có 2 điều là rút từ Quốc triều Hình luật thời Hậu Lê, vài chục điều luật khác biệt chút ít về từ ngữ so với luật của nhà Thanh bên Trung Quốc, các điều luật còn lại đều sao chép lại nguyên xi tên gọi lẫn nội dung kể cả các tiểu chú của các điều luật trong "Đại Thanh luật lệ". Nhà sử học Nguyễn Khắc Thuần nhận xét bộ luật này về tổng thể là khá khắc nghiệt, không được tiến bộ như bộ luật Hồng Đức của nhà Lê.
Về chính sách thuế khóa và lao dịch, Gia Long áp mức thuế và lao dịch rất nặng lên dân chúng để chi tiêu cho xây dựng và quân đội. Việc xây thành Phú Xuân và đào kênh Vĩnh Tế phải huy động hàng vạn dân phu đi lao dịch. Một người Pháp là Borel viết năm 1818 mô tả việc xây thành Phú Xuân (Huế): "Nhà vua sử dụng tất cả nhân lực vào việc xây tòa thành và các công trình công cộng khác. Khi tôi đến Huế, đã có đến 8 vạn người được điều động từ các nơi trong cả nước đang khẩn trương xây dựng một tòa thành rộng lớn bằng gạch... Riêng việc xây bờ thành đã tốn kém những khoản tiền khổng lồ và làm thiệt hàng ngàn nhân mạng vì phải khổ dịch liên tục... Nhà vua [Gia Long] đã vung ra những món tiền lớn và hy sinh tính mạng của hàng ngàn dân chúng vì họ phải làm việc không nghỉ tay trên các tường lũy của kinh thành". Một giáo sĩ người Pháp tên Guérard nhận xét rằng: 
"Vua Gia Long bóp nặn dân chúng bằng đủ mọi cách, sự bất công và lộng hành làm cho người ta rên xiết hơn cả ở thời Tây Sơn; thuế má và lao dịch thì tăng lên gấp ba".
Chỉ mấy năm sau khi Gia Long lên ngôi, nhà truyền giáo Bissachere viết: 
"Thế tử [Ánh] bị dân chúng căm ghét, đặc biệt kể từ khi ông ta lên ngôi và xưng Hoàng Đế, vì ông ta đã bắt dân lao dịch cực khổ để xây hào lũy và các thành phố... Dân Bắc kỳ từng khẩn cầu vị quốc vương hiện thời (Nguyễn Ánh) giúp họ triệt phá nhà Tây Sơn, nhưng sau khi ông ta cai trị họ chưa đầy sáu năm, họ đã nguyền rủa ông ta mỗi ngày vì ông ta bắt họ lao động nặng nhọc còn gấp đôi thời Tây Sơn..."

### Vấn đề đối ngoại
Sử gia Nguyễn Văn Kiệm đánh giá mối quan hệ giữa ông và Bá Đa Lộc như sau "Nhiều người, kể cả các sử gia nhấn mạnh quá mức vai trò của Bá Đa Lộc trong việc giúp Nguyễn Ánh... và cho rằng chính nhờ đó mà Nguyễn Ánh đánh bại được quân Tây Sơn. Chúng tôi cho rằng nhận định đó có phần quá đơn giản và quá đề cao Bá Đa Lộc. Đành rằng sự giúp đỡ của Bá Đa Lộc và một số lực lượng lính đánh thuê người Pháp trong thực tế có thể giúp cho lực lượng của Nguyễn Ánh mạnh hơn, song không thể coi đó là một yếu tố quyết định. Phải tìm nguyên nhân thắng lợi của Nguyễn Ánh trong bối cảnh lịch sử cụ thể của Việt Nam lúc ấy như là sự chia rẽ trong nội bộ nhà Tây Sơn, ý chí và năng lực của Nguyễn Ánh, cái chết bất ngờ của vua Quang Trung. Dẫu sao, mối quan hệ giữa ông và Bá Đa Lộc vẫn là một vết đen trong lịch sử xác lập quyền lực của triều Nguyễn và nhân vật Nguyễn Ánh - Gia Long".
Về vấn đề Công giáo đi cùng với mối quan hệ của Gia Long và người Pháp, sử gia Nguyễn Văn Kiệm đánh giá: "Tóm lại, trước và sau khi nắm chính quyền, Nguyễn Ánh tuy vẫn mang ơn Pigneau de Béhaine (Bá Đa Lộc), cũng có che chở phần nào các giáo sĩ và giáo dân, song trong thâm tâm và cả trong thực tế không ưa Công giáo bởi vì đạo này quá kiêu hãnh, công kích thẳng vào đạo thờ cúng tổ tiên, một tín ngưỡng truyền thống lâu đời tạo nên một nét đẹp văn hóa và rất hiệu quả trong việc cũng cố trật tự xã hội của chế độ hiện hành. Nguyễn Ánh cũng tỏ ra đủ cảnh giác nhận ra mối quan hệ khăng khít giữa truyền giáo và bành trướng thực dân và đã bước đầu phòng ngừa. Tuy nhiên, Gia Long không bàn hành sắc lệnh cấm đạo nào, và trong gần hai thập kỷ Gia Long ở ngôi, việc truyền bá đạo Công giáo là thuận lợi và tiến triển mạnh. Điều đó càng làm tăng thêm sự nghiêm trọng của những bất lợi do sự xâm nhập của tôn giáo này, khiến người kế vị Gia Long là Minh Mạng phải thi hành những biện pháp chặt chẽ và hệ thống hơn".
Tiến sĩ lịch sử Nguyễn Quang Trung Tiến có ý kiến như sau: "Từ Nguyễn Ánh đến Gia Long - hai tên gọi của một con người - nhãn quan chính trị của ông đối với người Pháp có sự thay đổi rõ rệt. Trong hoàn cảnh mới của lịch sử, ở con người Gia Long chỉ có thái độ hòa dịu với người Pháp do phải biểu hiện sự hàm ơn một cách miễn cưỡng, chứ hoàn toàn không có sự thỏa hiệp và bán rẻ quyền lợi quốc gia cho ngoại bang. Gia Long còn là người hết sức cảnh giác trước mưu đồ thâm nhập Việt Nam của tư bản Pháp và Tây Âu, là người quyết tâm bảo vệ vẹn toàn lợi ích quốc gia - dân tộc trước sức ép của chủ nghĩa tư bản Pháp mà các chính sách của Minh Mạng là bằng chứng biện minh hết sức thuyết phục".

### Vấn đề cầu viện quân đội nước ngoài
Giáo sư Trần Văn Giàu nhận xét việc Nguyễn Ánh cầu viện Pháp, cho các sĩ quan Pháp làm quan trong triều đình đã để lại tai họa cho đất nước:
| “ | ...đúng là sĩ quan Pháp đã giúp nhiều cho Nguyễn Ánh đánh Tây Sơn. Cho nên trong triều đình Huế, đến khi Gia Long lên ngôi, vẫn còn thấy mấy quan đại thần mắt xanh tóc đỏ. Khỏi phải nói trắng ra, các quan đại thần đó như Dayot, Chaigneau, Vannier... đều là tai mắt của Paris. Còn Paris thì các nhà cầm quyền từ Đệ nhất Đế chế đến Đệ tam Cộng hòa đều không lúc nào quên Hiệp ước Versailles 1787. Paris luôn nhắc nhở Huế cái hiệp ước "trời cho" ấy bằng đường ngoại giao và bằng đại bác của chiến hạm bắn lên Đà Nẵng. Cầu viện Pháp, Hiệp ước Versailles đã tạo thành một "nghiệp chướng" cho triều đình Nguyễn. | ” |

| “                   | Cầu viện là việc khó, nhưng xong lại muốn "mời họ ra khỏi nhà" thì còn khó hơn nhiều. Khó, nhưng vẫn phải làm... đó là vấn đề đậm nét đối với Gia Long từ khi lên ngôi đến khi nhắm mắt... Gia Long cố giữ gìn mối quan hệ êm thấm với người Pháp, vì địa vị và hoàn cảnh thì chưa thể trở mặt ngay được... Gia Long kéo dài tình trạng đó đến khi qua đời và giao lại nhiệm vụ giải quyết vấn đề đó cho kẻ nối ngôi. | ” |
| — Nguyễn Phan Quang | |   |

| “              | Khi suy bĩ, Gia Long biết cầu cứu nước Pháp, đã mục kích được dã tâm đế quốc của Liệt cường Tây Phương trước thời của ngài và cả trong thời ngài, vậy mà không tìm nổi một kế sách giữ nước cho khỏi "Bạch họa", chỉ biết "bế quan tỏa cảng", các triều đại kế tiếp cũng chẳng sáng suốt hơn, làm gì mà không mất nước. | ” |
| — Phạm Văn Sơn | |   |

Trong bài "Nên học sử ta", nhà cách mạng Nguyễn Ái Quốc cực lực chỉ trích việc Gia Long ký Hiệp ước Versailles, đồng ý cắt lãnh thổ Việt Nam để đổi lấy sự trợ giúp của quân Pháp. Nguyễn Ái Quốc xem đó là hành vi bán nước:
"Trước khi vua Gia Long bán nước cho Tây, nước ta vẫn là nước độc lập. Vì muốn giành làm vua mà Gia Long đem nước ta bán cho Tây. Thế là giang san gấm vóc tan tác tiêu điều, con Lạc cháu Hồng hóa làm trâu ngựa".
Hai sử gia Nguyễn Lương Bích và Phạm Ngọc Phụng cho rằng: Trong những lần thua trận, ông đều cầu xin người ngoài vào giúp sức nhưng cũng là gián tiếp, "rước voi về giày mả tổ", "đưa hổ vào nhà" hay "cõng rắn cắn gà nhà", gây ra hậu quả và tiền lệ xấu cho vận mệnh dân tộc qua việc cầu cứu Xiêm, cầu cứu Pháp. Giáo sư Đinh Gia Khánh cho rằng hiệp ước Versailles năm 1787 của Nguyễn Ánh do Bá Đa Lộc thay mặt ký với Pháp là một hiệp ước "bán nước, phản bội dân tộc". Riêng tác giả Lý Khôi Việt của tổ chức Viện Phật học Quốc tế ở Hoa Kỳ còn chỉ trích nặng nề hơn mối quan hệ trên qua việc gọi Nguyễn Ánh là "một tên đại phản quốc, đại Việt gian".
Trong tập Kỷ yếu Hội nghị Khoa học Lịch sử nhân kỷ niệm 200 năm ngày chiến thắng Rạch Gầm – Xoài Mút tại Tiền Giang vào tháng 12/1984, bài tham luận của nhà sử học Phan Huy Lê đánh giá, nhận xét như sau:
Triều Mạc thỏa thuận với nhà Minh và cắt đất cho giặc. Chúa Trịnh bất lực để cho nhà Minh rồi nhà Thanh lấn cướp nhiều dải đất biên cương. Nguyễn Ánh cầu cứu vua Xiêm và câu kết với chủ nghĩa tư bản phương Tây. Lê Chiêu Thống rước quân Thanh vào giày xéo đất nước.
Đây không còn là hành vi bán nước của từng phần tử phong kiến mà là sự phản bội dân tộc của các thế lực phong kiến nắm quyền thống trị. Giai cấp phong kiến đang trải qua một quá trình phân hóa sâu sắc, trong đó từng bộ phận phong kiến cầm quyền, có tính chất đại diện, đã phản bội lợi ích dân tộc và sẵn sàng câu kết với giặc. Kẻ thù của độc lập dân tộc tìm thấy một chỗ dựa, một lực lượng nội ứng ngay bên trong cơ cấu xã hội
Tại hội thảo về Chúa Nguyễn và vương triều Nguyễn trong lịch sử Việt Nam tại Thanh Hóa, tháng 10 năm 2008, sử gia Phan Huy Lê phát biểu như sau: "Trước đây có quan điểm cực đoan gọi đây là hành động "cõng rắn cắn gà nhà", là bán nước. Đúng là không thể biện hộ cho hành động "không sáng" này, cũng có thể coi là một tì vết trong sự nghiệp của Nguyễn Ánh, nhưng phải nhìn nhận công bằng. Trong những cuộc đấu tranh bên trong quyết liệt, việc nhờ đến ngoại viện là chuyện thường xảy ra trong lịch sử. Nhưng điều quan trọng nhất là người cầu ngoại viện phải giữ được độc lập chủ quyền của dân tộc, đưa lại lợi ích cho đất nước, còn nếu cầu ngoại viện mà bất lực để mất nước thì có tội lớn... Có thực tế là thế lực Nguyễn Ánh yếu, không kiềm chế nổi quân Xiêm, chính ông đã có lúc than thở: "Ta đưa quân Xiêm vào thế này, giờ nó cướp bóc giết hại nhân dân, nhân dân oán thán như vậy, ta được nước còn có nghĩa gì?" Cũng có thực tế nữa là quân Xiêm đã bị quân Tây Sơn đánh tan trong trận Rạch Gầm - Xoài Mút. Nhưng người ta có thể suy luận rằng, nếu quân Xiêm không bị Tây Sơn đánh bại, thì chắc gì Nguyễn Ánh đã kiềm chế được quân Xiêm, nhất là đặt trong tham vọng của vương triều Xiêm lúc bấy giờ đang muốn khống chế cả Chân Lạp và Gia Định. Hành động của Nguyễn Ánh cần phân tích và đánh giá một cách công minh".
| “                                    | Một vấn đề nổi cộm của vị vua này, thường bị người đời sau lên án là vấn đề ông "cõng rắn cắn gà nhà". Việc làm này của ông không thể biện minh đây là cuộc chiến tranh phong kiến mà do yếu, người ta có thể cầu viện lực lượng bên ngoài như tình thế đã xảy ra trong lịch sử các cuộc chiến tranh phong kiến. Nhà vua phải chịu trách nhiệm về việc cầu viện quân đội nước ngoài dẫn đến những hậu quả tai hại không thể lường trước được. Tuy nhiên cũng phải thấy một điều Gia Long là con người thực dụng, đã biết lợi dụng, khai thác mọi cơ hội để tồn tại song vẫn cố giữ tới mức cao nhất sự độc lập của vương triều ông. Nhà vua không phải không nhận thấy sự tàn bạo của quân Xiêm. [...] Phương án cầu viện đối với nhà vua là con dao hai lưỡi, nhục nhã và vinh quang, Gia Long không phải không biết điều này. Nhưng khao khát muốn khôi phục vương nghiệp đã khiến vị vua này có những hành động đi ngược lại quyền lợi Tổ Quốc khi ông cầu viện người Pháp mặc dù trong thâm tâm ông không ưa gì họ. Cố thoát khỏi ảnh hưởng và âm mưu áp chế của họ, ông chỉ còn hy vọng gửi gắm vào Minh Mệnh, người nối ngôi ông giải quyết những mâu thuẫn này. Nhà vua đã có thái độ khéo léo để giữ độc lập nhưng ý muốn của ông đã bị thực tế phũ phàng xóa bỏ. Tất nhiên nhìn rộng ra, lịch sử thế giới thời kỳ này là những cuộc chiến tranh giành thuộc địa của Tư bản. Một điều tất yếu là những nước yếu sẽ bị thôn tính dầu có ai đó "cõng rắn" về hay không. Nhưng lịch sử đã đi theo con đường riêng của nó và dù vị vua khởi đầu triều Nguyễn có những công lao nhất định trong việc thống nhất quốc gia, xây dựng một chính quyền quân chủ hùng mạnh nhưng ông vẫn không thể xóa mờ vết đen trong sự nghiệp khi cầu viện ngoại bang. | ” |
| — Đặng Việt Thủy và Đặng Thành Trung | |   |

Có những ý kiến bào chữa việc Nguyễn Ánh cầu viện quân Xiêm, hứa cắt đất cho Pháp là do quá khao khát báo thù và muốn giành lại ngôi chúa. Đồng thời họ cho rằng dòng họ chúa Nguyễn từng cai quản Đàng Trong suốt 200 năm, thời phong kiến có tư tưởng "Thiên hạ là của vua" nên việc Nguyễn Ánh rước quân Xiêm vào nước mình là không có gì nghiêm trọng. Tuy nhiên nếu xét kỹ thì những ý kiến bào chữa này là không hợp lý:
- Trong lịch sử Việt Nam đã nhiều lần xảy ra việc mất ngôi, nhưng ngoài Gia Long thì chỉ có Lê Chiêu Thống từng dẫn đường cho ngoại quốc xâm chiếm nước mình. Nhà Đinh, Nhà Tiền Lê, nhà Lý, nhà Trần, nhà Mạc cũng từng bị cướp ngôi nhưng chưa từng có vị vua nào làm chuyện tương tự. Tướng nhà Mạc là Mạc Ngọc Liễn từng dặn vua Mạc Kính Cung như sau: "Nay khí vận nhà Mạc đã hết, họ Lê lại trung hưng, đó là số trời. Dân ta là người vô tội mà khiến để phải mắc nạn binh đao, ai nỡ lòng nào!... Nếu thấy quân họ đến đây thì chúng ta nên tránh đi, chớ có đánh nhau với họ, cốt phòng thủ cẩn thận là chính; lại chớ nên mời người Minh vào trong nước ta mà để dân ta phải lầm than đau khổ, đó cũng là tội lớn không gì nặng bằng."[419], quả nhiên sau này các vua nhà Mạc dù bị tận diệt cũng không hề cầu viện quân Minh giúp giành lại ngôi. Điều đó cho thấy các vị vua Việt Nam luôn ý thức được về tinh thần dân tộc, rằng việc rước ngoại xâm vào đất nước là một tội rất nặng với dân tộc, ngay cả 1 vị vua mang mối thù bị cướp ngôi cũng không được phép làm.
- Xét về vai vế thì chúa Nguyễn không phải là vua mà chỉ là quan chức của nhà Hậu Lê, giúp vua Lê cai quản xứ Đàng Trong. Do đó, nếu Nguyễn Ánh muốn rước quân Xiêm vào nước hoặc hứa cắt đất cho Pháp thì phải có chiếu chỉ đồng ý của vua Lê. Thực tế Nguyễn Ánh tự ý mời quân Xiêm, cũng tự ý hứa cắt đất cho Pháp mà không hề có sự đồng ý của vua Lê. Như vậy, kể cả khi xét theo hệ tư tưởng phong kiến đương thời thì việc làm của Nguyễn Ánh cũng không thể bào chữa được, mà còn có thể coi đó là hành vi "tự ý đang lãnh thổ của nhà vua cho giặc", theo luật phong kiến thì sẽ bị khép vào tội Thập Ác bất xá - mục "Mưu loạn (phản nước theo giặc)".

Về phía Pháp, sử gia đương thời Gosselin cho rằng:
Những vị hoàng đế nước Nam, bởi sự bội bạc đối với những người Pháp lẫy lừng đã làm quan cho Gia Long, mà nhờ họ, ông ta [Gia Long] mới có được ngai vàng; bởi sự tàn ác đối với những giáo sĩ đồng bào của chúng ta; bởi sự cứng đầu điên dại bế quan tỏa cảng; bởi sự khinh bỉ nền văn minh phương Tây, vì kiêu căng ngu muội, họ cho là man rợ; bởi sự kiên trì từ chối tiếp xúc với nước ngoài, trừ nước Tầu; những hoàng đế này, tôi nói rằng, phải chịu trách nhiệm sự suy đồi và sụp đổ của nước họ, phải gánh vác một mình, sự nhục nhã trước lịch sử.
Trong bài thơ Lịch sử nước ta, Chủ tịch Hồ Chí Minh đã phê phán hành động cầu viện quân đội ngoại quốc của Nguyễn Ánh:
| “             | Gia Long lại dấy can qua Bị Tây Sơn đuổi, chạy ra nước ngoài. Tự mình đã chẳng có tài, Nhờ Tây qua cứu tính bài giải vây. Nay ta mất nước thế này, Cũng vì vua Nguyễn rước Tây vào nhà, Khác gì cõng rắn cắn gà, Rước voi dẫy mả, thiệt là ngu si. | ” |
| — Hồ Chí Minh | |   |

## Chú giải
1. ↑  Manuel còn được gọi với tên phiên âm ra tiếng Việt là Mạn Hòe (Cao Tự Thanh 2007, tr. 186), Mãn-noài (Tạ Chí Đại Trường 1973, tr. 108).
2. ↑  Đây là nền kho Gian Thảo cũ (hiện tại nằm ở chợ Cầu Kho, Thành phố Hồ Chí Minh). Xem tại Sơn Nam 2009, tr. 55.
3. ↑  Có thuyết nói Vũ Văn Dũng bị bắt nộp lại cho quân Nguyễn, cũng có thuyết trốn thoát và ẩn náu ở vùng Tây Nguyên, sống đến 90 tuổi, mất vào đời Thiệu Trị (1841-1847). Tuy nhiên, theo Tạ Chí Đại Trường 1973, tr. 343 thì thuyết này hơi vô lý do hai lý do: thứ nhất là Văn Dũng không còn đủ trẻ để mà sống tận tới 1853 và thứ hai là việc lúc này quân Nguyễn treo thưởng Văn Dũng ngang với quan Thái phó Trần Quang Diệu khiến khả năng thoát khỏi quân Nguyễn là cực kỳ khó xảy ra. Chi tiết xin xem thêm Vũ Văn Dũng.
4. ↑  Xét theo chữ Hán thì trong niên hiệu Gia Long (嘉隆) và Thăng Long (昇龍), chữ Long đầu mang nghĩa "long trọng" (隆) chứ không có nghĩa là "Rồng" (龍) như trong Thăng Long. Và về sau Gia Long cũng đổi chữ Hán của Thăng Long thành 昇隆 trong chính sách chung nhằm giảm trừ sự nhớ thương của dân chúng Bắc Hà đối với nhà Lê. Tham khảo tại: Phương Đình Nguyễn Văn Siêu (1959), Đại Việt địa dư toàn biên, địa chí loại quyển 5, Đại Nam phương dư chính biên, tỉnh Hà Nội, Nhà Xuất bản Tự Do, trang 363.
5. ↑  Đặng Việt Thủy & Đặng Thành Trung 2008, tr. 285-286 sách 54 vị Hoàng đế Việt Nam, do Nhà Xuất bản Quân đội Nhân dân ấn hành (có dẫn ở phần thư mục) ghi như sau ..Trước những hành động như vậy, sách sử xưa nay nói nhiều về chính sách hành động cứng rắn của vua Gia Long, nhiều đến mức thiên lệch cả ý kiến khen chê ông vua khai sáng triều Nguyễn. Gia Long đã tìm cách xóa cho kỳ hết những dấu tích về triều Tây Sơn, nhất là đối với Quang Trung, người mà đương thời đã được dân tộc tôn vinh với chiến công huy hoàng trong việc đánh đuổi quân xâm lược Mãn Thanh. Sự tàn bạo này đã phá hủy gần như toàn bộ di sản văn hóa lịch sử triều Tây Sơn, một triều đại tuy ngắn ngủi nhưng đánh dấu bước ngoặt quan trọng trong thế kỷ XVIII với nhiều biến cố lịch sử khác thường. Tuy nhiên, phải chăng Gia long xóa sạch dấu vết của nhà Tây Sơn chỉ vì trả thù cá nhân? Chắc hẳn vị vua này không thiển cận như thế? Tất nhiên, Tây Sơn bị trả thù vì những năm tháng lênh đênh phiêu bạt, vì sự tan nát vương nghiệp của các chúa Nguyễn cũng được xem là một lý do. Nhưng còn có một lý do sâu xa hơn, đó là chọn một giải pháp tối ưu cho vương triều ông mới thành lập. Triều Tây Sơn mà Gia Long gọi là giặc Tây cũng là kẻ thù của vương triều Lê-Trịnh. Dù vương triều này đã sụp đổ nhưng các cựu thần của vương triều cũ vẫn còn rải rác khắp nơi. Trừng phạt nghiêm khắc triều Tây Sơn còn để giương cao uy vũ, cảnh báo và khống chế mọi thế lực đối lập phải quy thuận theo vương triều mới. Thực tế cho thấy, sau khi vua Quang Trung mất, Tây Sơn đã sụp đổ, lực lượng còn lại quá bé nhỏ, nội bộ thì lục đục, đem quân đánh nhau, vua trẻ Quang Toản còn nhỏ tuổi, điều này đâu có đáng phải lo sợ để ra quá tay tàn bạo? Tàn dư của triều Tây Sơn là không đáng kể nhưng Gia Long vẫn thẳng tay đàn áp vì một lần giương cung, bắn tên, nhà vua đã đạt được hai mục đích: trả thù và kiềm chế, răn đe những lực lượng muốn trỗi dậy để phục hưng chống lại vương triều mới....
6. ↑  Điển cố ruộng đất ở đây có nghĩa là cầm cố ruộng đất (Ban biên soạn chuyên từ điển: New Era (2005). Từ điển tiếng Việt. Nhà Xuất bản Văn hóa-Thông tin. tr. 712.), nghĩa rõ hơn: chính sách điển cố ở đây là cho một người thuê ruộng đất dùng làm việc công sau 3 năm sẽ lấy lại (tham khảo chi tiết tại Nguyễn Thế Anh (2008). Kinh tế & xã hội Việt Nam dưới các triều vua nhà Nguyễn. Nhà Xuất bản Văn Học. tr. 91.).